# Lista postaci cyklu Harry Potter
Ten artykuł dotyczy fikcyjnych postaci, czyli pierwszoplanowych, drugoplanowych i epizodycznych bohaterów cyklu Joanne K. Rowling Harry Potter.

## Gryfoni
Gryfoni – uczniowie Szkoły Magii i Czarodziejstwa w Hogwarcie występujący w cyklu powieści Joanne K. Rowling Harry Potter, przynależący do domu Gryffindor. Lista obejmuje osoby, które uczęszczały do tej szkoły w czasie, gdy nauki pobierał tam Harry Potter. Słynęli z odwagi. Większość członków Gwardii Dumbledore’a należała do Gryffindoru. Wszyscy Gryfoni darzyli niechęcią Ślizgonów.
- Angelina Weasley z domu Johnson
- Fred i George Weasleyowie
- Percy Weasley
- Ron Weasley
- Ginny Weasley

### Katie Bell
Katie Bell (ur. 1979) – uczennica Szkoły Magii i Czarodziejstwa w Hogwarcie. Została przydzielona do Gryffindoru. Była ścigającą w domowej drużynie quidditcha. Bardzo lubiła spędzać czas z Alicją Spinnet. Uczestniczyła w spotkaniach Gwardii Dumbledore’a. Ukończyła Hogwart w 1997 r.
Podczas jednego z treningów w V tomie Ron Weasley podał jej kafla tak mocno, że nie zdołała go złapać i uderzył ją w nos, co wywołało krwawienie. Fred i George Weasleyowie podali jej wtedy bąblówkę krwawą, które chcieli przetestować, ale wywołało to jeszcze większe krwawienie.
W VI tomie przygód Harry’ego Pottera rzucono na nią klątwę Imperius. Wtedy dostała naszyjnik od madame Rosmerty, który Draco Malfoy zakupił w sklepie „U Borgina i Burkesa”. Nakazano jej pójść i zanieść zaklęty naszyjnik Albusowi Dumbledore’owi. Została porażona naszyjnikiem, kiedy pokłóciła się o niego ze swoją przyjaciółką Leanne i spędziła długi czas w Klinice Magicznych Chorób i Urazów Świętego Munga.
W VII tomie Katie uczestniczyła w bitwie o Hogwart.

### Lavender Brown
Lavender Brown (ur. 1980, zm. 2 maja 1998) – uczennica Szkoły Magii i Czarodziejstwa w Hogwarcie. Została przydzielona do Gryffindoru. Była najlepszą przyjaciółką Parvati Patil. Łączyło je zainteresowanie sztuką wróżbiarstwa. Obie wierzyły głęboko w sens wszelkich przepowiedni i chętnie zgłębiały wiedzę na ten temat. Lavender uczestniczyła w spotkaniach Gwardii Dumbledore’a. Uczęszczała do Hogwartu w latach 1991–1998.
W 2001 r. w trakcie wywiadu dla stacji BBC autorka serii książek przedstawiła listę czarodziejów czystej krwi, którzy trafili do Gryffindoru. Lavender Brown figurowała na tej liście.
Lavender przez większą część sagi jest postacią epizodyczną. W czwartej części została zaproszona przez Seamusa Finnigana na bal bożonarodzeniowy. Także wtedy obecny nauczyciel obrony przed czarną magią, Barty Crouch Jr., będący przy pomocy Eliksiru Wielosokowego pod postacią Alastora „Szalonookiego” Moody’ego, upomniał ją za to, że pokazywała swojej przyjaciółce swój kompletny horoskop. W V tomie nie wierzyła Harry’emu w powrót Voldemorta. Wtedy Hermiona Granger stanęła w jego obronie każąc jej „nie wycierać sobie Harrym swojej tłustej gęby” (cytat z 5 tomu Harry’ego Pottera). Kiedy zrozumiała, iż chłopak mówi prawdę została członkiem Gwardii Dumbledore’a.
W szóstej części Lavender nabrała większego znaczenia. Harry zauważył, że zaczęła ona zwracać uwagę na Rona. W momencie, kiedy mijała go na korytarzach, uśmiechała się i szturchała koleżankę. Kibicowała mu również podczas eliminacji do tegorocznego składu drużyny quidditcha. Natomiast po zwycięsko rozegranym meczu oboje całowali się na oczach całego domu, w wyniku czego Hermiona Granger wybiegła z pokoju wspólnego z płaczem. Związek Rona i Lavender okazał się nieudany. Weasley przyznał się przed Harrym, że prawie w ogóle ze sobą nie rozmawiali, a jedynie się całowali. Był też niezbyt zadowolony z faktu, że jego dziewczyna nazywała go „Mon Ron”, a na gwiazdkę przysłała mu złoty łańcuch, na którym było napisane „Mój ukochany”, a którego sam Ron w życiu by nie włożył. Lavender czuła się odtrącona przez chłopaka, ale gdy starała się to jakoś wyjaśnić, ten jej unikał. Zaczęła też zauważać, że podejrzanie zbyt wiele czasu spędza on z Hermioną. W końcu, w wyniku sprzeczki, której powodem była właśnie Hermiona, zerwali ze sobą. Do końca szóstej części była nieszczęśliwa.
W ostatnim tomie wzięła udział w bitwie o Hogwart. Lavender zmarła w filmie, jednak mimo pytań w stronę Rowling odnośnie do śmierci dziewczyny, o której nie napisano wprost w książce (ciało Gryfonki opisano jako słabo poruszające się, ale nie martwe), autorka nie odpowiedziała na to pytanie.

### Colin Creevey
Colin Creevey (ur. 20 stycznia 1981, zm. 2 maja 1998) – uczeń Szkoły Magii i Czarodziejstwa w Hogwarcie. Został przydzielony do Gryffindoru. Był dzieckiem mugoli. Miał młodszego o 2 lata brata, Dennisa Creeveya. Często nosił przy sobie aparat fotograficzny i fotografował nim ciekawe zdarzenia. Wysyłał zdjęcia do swego ojca, by pokazać mu świat czarodziejów. Uczestniczył w spotkaniach Gwardii Dumbledore’a. Uczęszczał do Hogwartu w latach 1992–1998.
Na pierwszym roku chłopiec był bardzo podekscytowany możliwością poznania Harry’ego i robił mu wiele zdjęć. Poprosił swego idola o autograf, ale Harry odmówił. Często chodził za Potterem, a spotykając go za każdym razem pytał: W porządku Harry? W listopadzie Colin został spetryfikowany przez bazyliszka – potwora zamieszkałego w Komnacie Tajemnic. Pielęgniarka, pani Pomfrey podała mu sok z mandragory i w maju wrócił do zdrowia.
W IV tomie bracia próbowali zmodyfikować plakietki z napisami Potter cuchnie na Wspieraj Harry’ego Pottera. Zamiast tego uzyskali napis Potter naprawdę cuchnie.
Gdy w VII tomie doszło do bitwy o Hogwart Colin chciał zostać i pomóc, mimo iż był niepełnoletni. Profesor Minerwa McGonagall kazała mu opuścić zamek. On jednak zakradł się i dołączył do walczących. Zginął na placu przed zamkiem, jednak nie wiadomo, kto go zabił. Oliver Wood i Neville Longbottom transportowali jego martwe ciało. Harry widział to zdarzenie spod peleryny niewidki.

### Dennis Creevey
Dennis Creevey (ur. 1983) – uczeń Szkoły Magii i Czarodziejstwa w Hogwarcie. Został przydzielony do Gryffindoru. Był dzieckiem mugoli. Miał starszego o 2 lata brata, Colina Creeveya. Był najniższym chłopcem na swoim roku. Podobnie jak jego brat, był zafascynowany Harrym Potterem. Uczestniczył w spotkaniach Gwardii Dumbledore’a. Uczęszczał do Hogwartu w latach 1994–2001.
W IV tomie chłopak w momencie przeprawy łódkami z peronu do szkoły wpadł podczas burzy do jeziora. Uratowała go kałamarnica i wypchnęła na powierzchnię. Bracia próbowali zmodyfikować plakietki z napisami Potter cuchnie na Wspieraj Harry’ego Pottera. Zamiast tego uzyskali napis Potter naprawdę cuchnie.

### Seamus Finnigan
Seamus Finnigan (ur. 1980) – uczeń Szkoły Magii i Czarodziejstwa w Hogwarcie. Został przydzielony do Gryffindoru. Był Irlandczykiem. Jego matka była czarownicą, o czym jego ojciec, mugol, dowiedział się dopiero po ślubie. Dzielił dormitorium wraz z Harrym Potterem, Ronem Weasleyem, Neville’em Longbottomem i swoim najlepszym przyjacielem, Deanem Thomasem. Był wielkim fanem quidditcha. Uczęszczał do Hogwartu w latach 1991–1998.
Tiara przydziału przez minutę zastanawiała się zanim przydzieliła go do Gryffindoru. W IV tomie na mistrzostwach quidditcha kibicował reprezentacji Irlandii, grającej przeciwko Bułgarom. Na bal bożonarodzeniowy, Seamus poszedł wraz z Lavender Brown.
Seamus w V tomie przez wpływ rodziców i gazety Prorok Codzienny, z początku nie wierzył Harry’emu, iż powrócił Lord Voldemort. Zmienił zdanie, gdy w Żonglerze – innej, magicznej gazecie, przeczytał artykuł przedstawiający prawdziwy przebieg zdarzeń i wysłał artykuł swojej matce. Postanowił przyłączyć się do Gwardii Dumbledore’a. Pod koniec piątego roku sprzeciwił się matce, która chciała go wypisać ze szkoły.
W VII tomie uczestniczył w Bitwie o Hogwart, gdzie uratował Harry’ego przed dementorami.

### Lee Jordan
Lee Jordan (ur. 1978) – uczeń Szkoły Magii i Czarodziejstwa w Hogwarcie. Został przydzielony do Gryffindoru. Był czarnoskórym, pogodnym chłopcem o charakterystycznych dredach. Przyjaźnił się z Fredem i George’em Weasleyami. Często urządzał dowcipy wraz z bliźniakami. Był komentatorem meczów quidditcha. Swój obowiązek wykonywał w bardzo charakterystyczny sposób, raz po raz rozśmieszając widownię żartami. Miał również kłopoty z zachowaniem bezstronności. Uczestniczył w spotkaniach Gwardii Dumbledore’a. Uczęszczał do Hogwartu w latach 1989–1996.
W VII tomie był spikerem w radiu „Potterwarta”, powiadamiając o prawdziwych wydarzeniach, dziejących się w świecie czarodziejów, za czasów Lorda Voldemorta. Działał pod pseudonimem (Potok), jak wszyscy jego goście, którymi byli najczęściej członkowie Zakonu Feniksa. Gdy Harry przybył do Hogwartu, by odnaleźć ostatni horkruks, on również się zjawił. Walczył ze śmierciożercami w ostatniej bitwie Lorda Voldemorta.

### Cormac McLaggen
Cormac McLaggen (ur. 1979) – uczeń Szkoły Magii i Czarodziejstwa w Hogwarcie. Został przydzielony do Gryffindoru. Uczestniczył w spotkaniach Klubu Ślimaka. Ukończył Hogwart w 1997 r.
W VI tomie, chciał reprezentować swój dom w quidditchu na pozycji obrońcy, ale nie dostał się do drużyny, ponieważ w czasie eliminacji przez Hermionę Granger, która rzuciła na niego zaklęcie Confundus, nie obronił piątego rzutu karnego. Później jednak tymczasowo grał w drużynie na miejscu Rona Weasleya, gdy ten został otruty. Zajmował się wówczas instruowaniem innych, jak mają grać. Podczas meczu uderzył Harry’ego tłuczkiem w głowę i złamał mu czaszkę. Przez jakiś czas zabiegał o względy Hermiony, co przyprawiało o wściekłość Rona.
W filmach prawdopodobnie jest on na tym samym roku co Harry. W filmie Harry Potter i Insygnia Śmierci, Część 1, gdy śmierciożercy zatrzymują pociąg do Hogwartu w celu znalezienia Harry’ego i porwania go, Cormac próbuje nastraszyć ich, że jego ojciec się o wszystkim dowie, lecz zostaje przez nich całkowicie zignorowany. W filmie Harry Potter i Insygnia Śmierci, Część 2 dołącza on do odnowionej Gwardii Dumbledore’a i walczył w bitwie o Hogwart, którą przeżył.

### Parvati Patil
Parvati Patil (ur. 1980) – uczennica Szkoły Magii i Czarodziejstwa w Hogwarcie. Została przydzielona do Gryffindoru. Swoje długie, czarne włosy nosiła najczęściej zaplecione w warkocz. Nosiła szaty w kolorze różu ze złotymi bransoletkami. Była siostrą Padmy Patil. Przyjaźniła się z Lavender Brown. Uczestniczyła w spotkaniach Gwardii Dumbledore’a. Uczęszczała do Hogwartu w latach 1991–1998.
W III tomie na zajęciach obrony przed czarną magią walczyła z boginem, który przybrał postać mumii. Zdaniem Deana Thomasa, obie bliźniaczki to najładniejsze dziewczyny na roku. Jednak mimo to w IV tomie początkowo żadna z bliźniaczek nie została zaproszona na bal bożonarodzeniowy. Ostatecznie, gdy Cho Chang odrzuciła zaproszenie Harry’ego, ten poprosił o towarzyszenie mu Parvati. Harry nie był jednak dobrym partnerem na balu, gdyż poświęcał jej niewiele uwagi. Wobec tego Parvati zaczęła bawić się z chłopcem z Akademii Magii Beauxbatons.
W V tomie jako członek Gwardii Dumbledore’a była obecna na pierwszym spotkaniu w „Świńskim Łbie”. Na szóstym roku Parvati i jej siostra były wśród uczniów, których rodzice martwili się o ich bezpieczeństwo w Hogwarcie. Rok później wraz z siostrą uczestniczyła w bitwie o Hogwart, gdzie walczyła z Traversem.
Imię jej (Parvati) jest również imieniem hinduskiej bogini, małżonki Shivy, natomiast nazwisko (Patil) to określenie sołtysa wsi używane w centralnych i południowych Indiach.

### Demelza Robins
Demelza Robins – uczennica Szkoły Magii i Czarodziejstwa w Hogwarcie. Została przydzielona do Gryffindoru. Prawdopodobnie była rówieśniczką Ginny Weasley. Była ścigającą w domowej drużynie quidditcha. Postać pojawiła się po raz pierwszy w VI tomie.

### Alicja Spinnet
Alicja Spinnet (ur. 1978) – uczennica Szkoły Magii i Czarodziejstwa w Hogwarcie. Została przydzielona do Gryffindoru. Przyjaźniła się z Angeliną Johnson, Katie Bell i bliźniakami Weasley. W 1991 r. została ścigającą w domowej drużynie quidditcha. Prawdopodobnie od początku wierzyła Harry’emu. Uczestniczyła w spotkaniach Gwardii Dumbledore’a. Uczęszczała do Hogwartu w latach 1989–1996.

### Dean Thomas
Dean Thomas (ur. 1980) – uczeń Szkoły Magii i Czarodziejstwa w Hogwarcie. Został przydzielony do Gryffindoru. Jego dom znajdował się w Londynie. Jego matka była mugolką, a ojciec (czarodziej) odszedł, gdy Dean był bardzo mały. Potem był wychowywany przez mugolskiego ojczyma. Miał liczne rodzeństwo. Wychowując się w mugolskiej rodzinie został wielkim fanem piłki nożnej a szczególnie angielskiego klubu West Ham United. Był najlepszym przyjacielem Seamusa Finnigana. Był ścigającym w domowej drużynie quidditcha. Uczestniczył w spotkaniach Gwardii Dumbledore’a. Uczęszczał do Hogwartu w latach 1991–1998.
Pod koniec 5. roku był związany uczuciowo z Ginny Weasley, za co brat Ginny, Ron darzył go niechęcią. Ginny rozstała się z nim w maju 1997 r. Gdy przeczytał opublikowany w Żonglerze wywiad z Harrym, zaczął go podziwiać. Później oficjalnie mówił, iż twierdzi, że Potter jest wybrańcem.
W VII tomie uciekł przed śmierciożercami wraz z ojcem Nimfadory, Tedem Tonksem. Potem spotkał Dirka wraz z Gryfkiem i innym goblinem. Został złapany przez szmalcowników wraz Harrym, Ronem, Hermioną oraz Gryfkiem i uwięziony w piwnicy rezydencji Malfoyów. W ucieczce pomógł uwięzionym skrzat domowy, Zgredek, który teleportował ich do Muszelki, domu Fleur i Billa Weasleyów. W czasie pobytu w tym miejscu zaprzyjaźnił się z Luną Lovegood. Potem uczestniczył w bitwie o Hogwart, gdzie walczył z Antoninem Dołohowem. Po zwycięstwie, jego dalsze losy nie są znane.

### Romilda Vane
Romilda Vane (ur. 1982) – uczennica Szkoły Magii i Czarodziejstwa w Hogwarcie. Została przydzielona do Gryffindoru. Miała ciemne oczy i długie, ciemne włosy. Uczęszczała do Hogwartu w latach 1993–2000.
W VI tomie Romilda zakochała się w Harrym. Przed Bożym Narodzeniem dała Harry’emu czekoladowe kociołki z eliksirem miłosnym. Gdy Potter szukał mapy, jego kolega Ron Weasley zjadł kociołki i Harry musiał pójść z nim do profesora Slughorna po antidotum, ponieważ Ron, który chodził w tym czasie z Lavender Brown, zakochał się w Romildzie.
W filmach jest ona na tym samym roku co Harry i w żadnym z filmów nie odzywa się ani słowem. W ostatnim filmie dołącza do Gwardii Dumbledore’a i bierze udział w Bitwie o Hogwart.

### Oliver Wood
Oliver Wood (ur. 1976) – uczeń Szkoły Magii i Czarodziejstwa w Hogwarcie. Został przydzielony do Gryffindoru. Był kapitanem i obrońcą w domowej drużynie quidditcha w latach 1990–1994. Był pasjonatem quidditcha. Uczęszczał do Hogwartu w latach 1987–1994.
W I tomie nauczył Harry’ego Pottera podstaw gry w quidditcha. Po ukończeniu Szkoły Magii i Czarodziejstwa w Hogwarcie został zwerbowany do rezerwowej drużyny quidditcha „Zjednoczonych z Pudlemere”. W 7. tomie wziął udział w bitwie o Hogwart. Wraz z Nevillem Longbottomem transportował ciało martwego Colina Creeveya.

### Postacie epizodyczne Gryfonów
- Euan Abercrombie (ur. 1984) – Postać pojawiła się po raz pierwszy podczas ceremonii przydziału w V tomie. Euan uczęszczał do szkoły w latach 1995–2002. Miał sterczące uszy. Będąc na pierwszym roku wierzył w informacje, które podawał Prorok Codzienny na temat Harry’ego Pottera.
- Ritchie Coote (ur. 1979) – Był pałkarzem w domowej drużynie quidditcha w latach 1996–1997. Uczęszczał do szkoły w latach 1990–1997.
- Fay Dunbar – Należała do Gwardii Dumbledore’a. Najbardziej w szkole lubiła Eloise Migden. Wiadomo, że ona i Eloise są starsze od Harry’ego, Rona i Hermiony.
- Wiktoria Frobisher – Jesienią 1995 r. próbowała dostać się do domowej drużyny quidditcha i wypadła lepiej niż Ron Weasley, ale jej kandydatura została odrzucona, gdyż stwierdziła, że inny klub stoi wyżej w jej priorytetach niż drużyna quidditcha.
- Geoffrey Hooper – Jesienią 1995 r. próbował dostać się do domowej drużyny quidditcha i wypadł lepiej niż Ron Weasley, ale jego kandydatura została odrzucona, gdyż Angelina Johnson miała o nim złe zdanie.
- Andrew Kirke – Był pałkarzem w domowej drużynie quidditcha w latach 1995–1996. Andrew został przyjęty do drużyny po odejściu ze szkoły Freda i George’a Weasleyów. Nie był zbytnio dobrym graczem. Spadł z miotły w czasie meczu przeciwko drużynie Hufflepuffu.
- Natalia McDonald (ur. 1983) – Postać pojawiła się po raz pierwszy podczas ceremonii przydziału w IV tomie. Uczęszczała do szkoły w latach 1994–2001. Postać została tak nazwana na cześć dziewczynki, której J.K. Rowling wysłała w liście zakończenie powieści po napisaniu IV tomu. Niestety, prawdziwa Natalia McDonald nie przeczytała listu, gdyż zmarła w wyniku ciężkiej choroby.
- Eloise Migden – w IV tomie Harry i Ron szukali partnerek na Bal Bożonarodzeniowy. Tytułowy bohater proponował przyjacielowi aby poszedł właśnie z nią, ale ten nie chciał i obaj poszli z siostrami Patil; Harry z Parvati, a Ron z Padmą. Należała do Gwardii Dumbledore’a. W VI tomie ojciec zabrał ją z Hogwartu w trosce o jej bezpieczeństwo. Jej najlepszą szkolną przyjaciółką była Fay.
- Jimmy Peakes (ur. 1983) – uczeń Szkoły Magii i Czarodziejstwa w Hogwarcie. Został przydzielony do Gryffindoru. Był pałkarzem w domowej drużynie quidditcha. Uczęszczał do szkoły w latach 1994–2001.
- Jack Sloper – Był pałkarzem w domowej drużynie quidditcha.
- Kenneth Towler (ur. 1978) – Uczęszczał do szkoły w latach 1989–1996.

## Krukoni
Krukoni – uczniowie fikcyjnej Szkoły Magii i Czarodziejstwa w Hogwarcie występujący w cyklu powieści J.K. Rowling Harry Potter, przynależący do domu Ravenclaw. Lista obejmuje osoby, które uczęszczały do tej szkoły w czasie, gdy nauki pobierał tam Harry Potter.

### Marcus Belby
Marcus Belby (ur. 1979) – uczeń Szkoły Magii i Czarodziejstwa w Hogwarcie. Został przydzielony do Ravenclawu. Należał do Klubu Ślimaka, ponieważ jego wuj Damocles wymyślił eliksir pozwalający wilkołakom zachować świadomość podczas przemiany, tzw. „Wywar Tojadowy” (ang. Wolfsbane potion).

### Terry Boot
Terry Boot (ur. 1980) – uczeń Szkoły Magii i Czarodziejstwa w Hogwarcie. Został przydzielony do Ravenclawu. Był dzieckiem mugoli. Uczestniczył w spotkaniach Gwardii Dumbledore’a. Miał brązowe włosy i niebieskie oczy. W 1991 zaczynał naukę w Hogwarcie, a w 1998 ją skończył.

### Bradley
Bradley (ur. 1983) – uczeń Szkoły Magii i Czarodziejstwa w Hogwarcie. Został przydzielony do Ravenclawu. Był ścigającym w domowej drużynie quidditcha. W siódmej części przygód brał udział w bitwie o Hogwart (minął się z Ronem i Hermioną, którzy biegli w stronę wejścia do Komnaty Tajemnic)

### Cho Chang
Cho Chang (ur. 1979) – uczennica Szkoły Magii i Czarodziejstwa w Hogwarcie. Została przydzielona do Ravenclawu. Prawdopodobnie pochodziła z Azji, na co wskazują jej orientalne nazwisko oraz uroda. Była wrażliwa i towarzyska. Zawsze otaczało ją duże grono przyjaciół. Była szukającą w domowej drużynie quidditcha. W piątej części całowała się z Harrym. Chodziła do Hogwartu w latach 1990–1997.
Harry Potter i więzień Azkabanu
Po raz pierwszy Harry spotkał ją na 3. roku nauki, podczas meczu quidditcha pomiędzy domami Gryffindor i Ravenclaw. Podczas pojedynku Gryffindoru ze Slytherinem Cho życzyła Harry’emu powodzenia, czym wywołała rumieniec na jego twarzy.
Harry Potter i Czara Ognia
Harry i Cho spotkali się podczas Mistrzostw Świata w quidditchu, gdzie wymienili pozdrowienia. Harry zamierzał zaprosić ją na bal bożonarodzeniowy. Uprzedził go jednak jeden z uczestników Turnieju Trójmagicznego, Cedrik Diggory. Para spotykała się do śmierci Cedrika, który zginął z ręki Lorda Voldemorta. Cho, jako jedna z nielicznych uczennic Hogwartu odmówiła noszenia rozprowadzanych przez Dracona Malfoya plakietek z napisem „Potter cuchnie”.
Harry Potter i Zakon Feniksa
Nosząca żałobę po Cedriku, Cho zaprzyjaźniła się z Harrym. Raz stanęła w jego obronie w starciu z woźnym Argusem Filchem. Kiedy Harry, w ramach protestu przeciw Dolores Umbridge (która uczyła obrony przed czarną magią wyłącznie w teorii, omijając ćwiczenia praktyczne), założył tajne stowarzyszenie zwane Gwardią Dumbledore’a (w ramach którego sam uczył innych obrony przed czarną magią), Cho, mimo sympatii, jaką jej rodzice darzyli nauczycielkę, została jego członkinią. Czyni to, gdyż chce pomścić śmierć ukochanego Cedrika, zamordowanego na polecenie Voldemorta. Podczas spotkań była jedną z pierwszych osób, której udało się wyczarować patronusa (w kształcie łabędzia). Tuż przed Bożym Narodzeniem Cho została dziewczyną Harry’ego.
Para spotkała się z okazji walentynek w herbaciarni u pani Puddifoot w Hogsmeade, gdzie Cho łzami zareagowała na wzmiankę o spotkaniu Harry’ego z Hermioną, o którą jest zazdrosna. Tego samego dnia rozstali się, ale gdy Cho przeczytała wywiad z Harrym pogodzili się. Związek i przyjaźń ostatecznie skończyły się po ujawnieniu przez przyjaciółkę Cho, Mariettę Edgecombe, tajnych spotkań Gwardii Dumbledore’a. W kłótni, która wybuchła, dziewczyna stanęła w obronie swojej przyjaciółki. W późniejszym okresie spotykała się z Michaelem Cornerem, byłym chłopakiem Ginny Weasley. Według relacji z jednego ze spotkań autorskich, J.K. Rowling stwierdziła, że Cho wyszła ostatecznie za mąż za mugola.
Harry Potter i Książę Półkrwi
Cho odgrywała marginalną rolę. Została ukazana tylko raz, gdy 1 września rozmawiała w pociągu do Hogwartu z przyjaciółką, Mariettą Edgecombe. W tym roku Cho ukończyła szkołę.
Harry Potter i Insygnia Śmierci
Cho wróciła do Hogwartu podczas obrony szkoły przed śmierciożercami we wznowionej przez Neville’a Longbottoma Gwardii Dumbledore’a. Została wezwana przez Magiczne Galeony. Chciała zaprowadzić Harry’ego do wieży Krukonów (by pokazać mu popiersie założycielki), lecz zazdrosna o Harry’ego Ginny nie pozwoliła na to i w zamian poszła z Harrym Luna Lovegood.

### Penelopa Clearwater
Penelopa Clearwater (ur. 1977) – uczennica Szkoły Magii i Czarodziejstwa w Hogwarcie. Została przydzielona do Ravenclawu. Była czarownicą półkrwi. Pełniła funkcję prefekta Ravenclawu. Miała długie, kręcone, brązowe włosy. Ukończyła szkołę w 1994 roku. Była prefektem w latach 1992–1994.
W II tomie została dziewczyną Percy’ego Weasleya, z którym potajemnie się spotykała. Potem została spetryfikowana przez bazyliszka (8 maja 1993). Pielęgniarka, pani Pomfrey podała jej sok z mandragory i wróciła do zdrowia (30 maja 1993).
W tomie Harry Potter i Insygnia Śmierci Hermiona mówi śmierciożercom, że nazywa się Penelopa Clearwater, bo to pierwsze nazwisko, które jej przyszło do głowy. Daje nam to pewność, że chociaż zaatakował ją Bazyliszek, była półkrwi, jak powiedziała Hermiona podając się za nią. Gdyby Penelopa była mugolakiem, jej nazwisko figurowałoby na liście poszukiwanych mugolaków.

### Michael Corner
Michael Corner (ur. 1980) – uczeń Szkoły Magii i Czarodziejstwa w Hogwarcie. Został przydzielony do Ravenclawu. Uczestniczył w spotkaniach Gwardii Dumbledore’a. Uczęszczał do Hogwartu w latach 1991–1998.
W IV tomie poznał na balu bożonarodzeniowym Ginny Weasley, z którą później się związał. Przystąpił do Gwardii Dumbledore’a tylko ze względu na namowy swojej dziewczyny. Chodzenie ze sobą tych dwojga nie wywołało zachwytu u brata dziewczyny, Rona Weasleya. Po rozstaniu z siostrą Rona związał się z Cho Chang. W VII części przygód Harry’ego Pottera Corner był w Pokoju Życzeń wraz z innymi członkami Gwardii Dumbledore’a przed bitwą przeciw śmierciożercom, która wkrótce zaczęła się toczyć w Hogwarcie.

### Roger Davies
Roger Davies (ur. 1978) – uczeń Szkoły Magii i Czarodziejstwa w Hogwarcie. Został przydzielony do Ravenclawu. Był ścigającym i kapitanem domowej drużyny quidditcha. Chodził do Hogwartu w latach 1989–1996.
W IV tomie powieści był partnerem Fleur Delacour na balu bożonarodzeniowym. W V. tomie na początku lutego 1996 zaprosił Cho na randkę, lecz ona odmówiła mu, bo chciała iść z Harrym.

### S. Fawcett
S. Fawcett (ur. 1980) – uczennica Szkoły Magii i Czarodziejstwa w Hogwarcie. Została przydzielona do Ravenclawu. Chciała włożyć kartkę ze swoim imieniem do Czary Ognia, ale gdy przekroczyła Linię Wieku, którą narysował Dumbledore, odrzuciło ją i wyrosła jej broda. W czasie Balu Bożonarodzeniowego Severus Snape nakrył ją w krzakach, randkującą ze Stebbinsem.

### Marietta Edgecombe
Marietta Edgecombe (ur. 1979) – uczennica Szkoły Magii i Czarodziejstwa w Hogwarcie. Została przydzielona do Ravenclawu. Jej matka pracowała w Ministerstwie Magii, w sieci Fiuu. Przyjaźniła się z Cho Chang. Uczestniczyła w spotkaniach Gwardii Dumbledore’a. Miała kędzierzawe rudoblond włosy. Uczęszczała do Hogwartu w tych samych latach, co Cho Chang.
W V tomie doniosła Dolores Umbridge o działalności Gwardii Dumbledore’a. Wtedy na jej twarzy pojawił się ułożony z pryszczy napis „DONOSICIEL”, którego nie dało się usunąć. Było wynikiem złamania tajemnicy, którą członkowie GD złożyli, podpisując się na kartce, zaczarowanej przez Hermionę Granger. W VI tomie używała ostrego makijażu, aby ukryć rzeczony napis, co jednak nie udało się jej do końca.

### Anthony Goldstein
Anthony Goldstein (ur. 1980) – uczeń Szkoły Magii i Czarodziejstwa w Hogwarcie. Został przydzielony do Ravenclawu. Przyjaźnił się z Terrym Bootem i Michealem Cornerem. Uczestniczył w spotkaniach Gwardii Dumbledore’a. Uczęszczał do Hogwartu w latach 1991–1998, był prefektem od 1995 roku.

### Padma Patil
Padma Patil (ur. 1980) – uczennica Szkoły Magii i Czarodziejstwa w Hogwarcie. Została przydzielona do Ravenclawu. Jej siostrą była Parvati Patil. Uczestniczyła w spotkaniach Gwardii Dumbledore’a. Dziewczyna nosiła szaty koloru turkusowego. Dean Thomas uważał, że bliźniaczki są jednymi z najładniejszych dziewczyn w szkole. Szkołę ukończyła w 1998 roku.
W IV tomie na bal bożonarodzeniowy Padma wybrała się z Ronem Weasleyem. W V tomie została prefektem Ravenclawu. W VI tomie wraz ze swoją siostrą bliźniaczką były wśród uczniów, których rodzice martwili się o bezpieczeństwo w Hogwarcie.
Jej imię (Padma) to sanskryt do „lotosu”, natomiast nazwisko (Patil) to hinduskie określenie używane w centralnych i południowych Indiach by odnieść się do przywódcy wsi.

### Postacie epizodyczne Krukonów
Poniższa lista obejmuje Krukonów wymienionych jedynie z nazwiska oraz postacie epizodyczne.
- Stewart Ackerley (ur. 1983) – Postać pojawiła się po raz pierwszy w IV tomie podczas ceremonii przydziału. Uczęszczał do szkoły w latach 1994–2001.
- Mandy Brocklehurst (ur. 1980) – Postać pojawia się po raz pierwszy w I tomie podczas ceremonii przydziału. Uczęszczała do szkoły w latach 1991–1998. Według brytyjskiego Harry Potter Wiki jej najlepszymi przyjaciółkami były Padma Patil, Lisa Turpin i Cho Chang.
- Randolph Burrow – Był ścigającym w domowej drużynie quidditcha.
- Eddie Carmichael (ur. 1979) – Uczęszczała do szkoły w latach 1990–1997.
- Chambers – Był ścigającym w domowej drużynie quidditcha.
- Duncan Inglebee – Był pałkarzem w domowej drużynie quidditcha.
- Sue Li (ur. 1980) – Nie wspomniano o niej w powieściach, ale za to pojawia się w filmie Harry Potter i Insygnia Śmierci: Część II podczas bitwy o Hogwart oraz w artykule „The Original Forty” na stronie Pottermore. Według brytyjskiego Harry Potter Wiki jej najlepszą przyjaciółką była Morag MacDougal. Wiadomo również, że Sue przeżyła bitwę, ale bardzo mocno przeżywała śmierć Morag. Jej nazwisko może wskazywać na to, że tak jak Cho Chang pochodzi z Azji.
- Morag MacDougal (ur. 1980) – Postać pojawia się w I tomie podczas ceremonii przydziału, kiedy to Neville Longbottom przekazywał jej Tiarę Przydziału po tym, jak poszedł do stołu Gryfonów zapominając jej odłożyć. Niestety tłumacz pomylił się podczas tłumaczenia i potraktował Morag jako chłopaka. Miała siostrę bliźniaczkę – Isobel, która należała do Hufflepuffu. Uczęszczała do szkoły w latach 1991–1998. Według brytyjskiego Harry Potter Wiki zginęła w czasie bitwy o Hogwart od Morderczego Zaklęcia.
- Grant Page – Był obrońcą w domowej drużynie quidditcha.
- Orla Quirke – Postać pojawiła się po raz pierwszy w IV tomie podczas ceremonii przydziału. Uczęszczała do szkoły w latach 1994–2001.
- Jason Samuels – Był pałkarzem w domowej drużynie quidditcha.
- Jeremy Stretton – Był ścigającym w domowej drużynie quidditcha.
- Lisa Turpin (ur. 1980) – Postać pojawia się po raz pierwszy w I tomie podczas ceremonii przydziału. Uczęszczała do szkoły w latach 1991–1998. Według brytyjskiego Harry Potter Wiki jej najlepszymi przyjaciółkami były Mandy Brocklehurst, Padma Patil i Cho Chang.

## Puchoni
Puchoni – uczniowie Szkoły Magii i Czarodziejstwa w Hogwarcie występujący w cyklu powieści J.K. Rowling Harry Potter, przynależący do domu Hufflepuff. Lista obejmuje osoby, które uczęszczały do tej szkoły w czasie, gdy nauki pobierał tam Harry Potter.

### Hanna Longbottom z domu Abbott
Hanna Longbottom z domu Abbott (ur. 1980) – uczennica Szkoły Magii i Czarodziejstwa w Hogwarcie od 1991, „o różowej buzi i jasnych mysich ogonkach”. Została przydzielona do Hufflepuffu. Przyjaźniła się z Susan Bones, Justynem Finch-Fletchleyem i Erniem Macmillanem. Brała udział w spotkaniach Gwardii Dumbledore’a. Jej matka została zamordowana w szóstym tomie (Harry Potter i Książę Półkrwi). Była prefektem w latach 1995–1998. Ukończyła szkołę w 1998. W wywiadzie J.K. Rowling powiedziała, że wyszła za mąż za Neville’a Longbottoma.

### Susan Bones
Susan Bones (ur. 1980) – uczennica Szkoły Magii i Czarodziejstwa w Hogwarcie. Została przydzielona do Hufflepuffu. Była bratanicą Amelii Bones i Edgara Bonesa, członka Zakonu Feniksa, którego zamordowano z całą rodziną. Uczestniczyła w spotkaniach Gwardii Dumbledore’a. Miała rude włosy. Ukończyła szkołę w 1998.

### Cedrik Diggory
Cedrik Diggory (ur. 13 maja 1977, zm. 24 czerwca 1995) – uczył się w Szkole Magii i Czarodziejstwa Hogwart. Został przydzielony do Hufflepuffu. Był synem pracownika Ministerstwa Magii, Amosa Diggory’ego. Był również prefektem naczelnym Hogwartu. W szkole uchodził za jednego z najprzystojniejszych chłopaków.
Cedrik startował w Turnieju Trójmagicznym. Przed pierwszym zadaniem dowiedział się od Harry’ego, że w pierwszej konkurencji użyte będą smoki. Zrewanżował się, podpowiadając Harry’emu, by nad drugą zagadką, umieszczoną w złotym jajku, zastanowił się w łazience prefektów. Zaprosił na bal bożonarodzeniowy swoją dziewczynę, Cho Chang, którą bardzo chciał zaprosić Harry. W trzecim, końcowym zadaniu, po namowach Harry’ego w labiryncie dotknął równocześnie z nim pucharu, czyli wygrał (ex aequo z Potterem). Puchar okazał się świstoklikiem, który ich przeniósł z turnieju na cmentarz, gdzie Cedrik został zamordowany na rozkaz Lorda Voldemorta przez Glizdogona.
Różdżka: Jesion i włos jednorożca. Dwanaście i jedna czwarta cala. Rozkosznie giętka. Wyprodukowana przez Ollivandera.

### Justyn Finch-Fletchley
Justyn Finch-Fletchley (ur. 1980) – uczeń Szkoły Magii i Czarodziejstwa w Hogwarcie. Został przydzielony do Hufflepuffu. Był dzieckiem mugoli. Przyjaźnił się z Hanną Abbott i Erniem Macmillanem. Uczestniczył w spotkaniach Gwardii Dumbledore’a. Został spetryfikowany przez bazyliszka (18 grudnia 1992).
W II tomie na lekcji zielarstwa wyznał, że był już zapisany do Eton, mugolskiej szkoły, gdy dostał list z Hogwartu. Wraz z rozpoczęciem ataków w szkole, a szczególnie po spetryfikowaniu Collina Creeveya i awanturze z wężem na spotkaniu klubu pojedynków zaczął bać się Harry’ego, gdyż uważał go za dziedzica Salazara Slytherina. Justyn i Sir Nicolas zostali kolejnymi ofiarami napaści. Jednak po rozwiązaniu sprawy już zdrowy przeprosił Harry’ego za swoje niesłuszne podejrzenia.

### Ernie Macmillan
Ernie Macmillan (ur. 1980) – uczeń Szkoły Magii i Czarodziejstwa w Hogwarcie. Został przydzielony do Hufflepuffu. Pochodził z rodu czarodziejów zachowującego czystość krwi od dziewięciu pokoleń. Uczestniczył w spotkaniach Gwardii Dumbledore’a. Został prefektem w 1995, jednak był nim tylko jeden rok szkolny. Skończył szkołę w 1998.
W II tomie podejrzewa, że dziedzicem Salazara Slytherina, który atakuje dzieci mugolskiego pochodzenia, jest Harry Potter. Później zaprzyjaźnił się z Harrym, głównie przez spędzane wspólnie lekcje zielarstwa.

### Zachariasz Smith
Zachariasz Smith – uczeń Szkoły Magii i Czarodziejstwa w Hogwarcie. Został przydzielony do Hufflepuffu. Był ścigającym w domowej drużynie quidditcha. Uczestniczył w spotkaniach Gwardii Dumbledore’a.

### Postacie epizodyczne Puchonów
- Eleanor Branstone (ur. 1983) – Postać pojawiła się po raz pierwszy w IV tomie podczas ceremonii przydziału. Uczęszczała do szkoły w latach 1994–2001.
- Cadwallader – Był członkiem domowej drużyny quidditcha. Gdy Luna komentowała mecz, pomyliła jego nazwisko i powiedziała, że nazywa się podobnie do Bibble lub Buggins.
- Owen Cauldwell (ur. 1983) – Postać pojawiła się po raz pierwszy w IV tomie podczas ceremonii przydziału. Chodził do szkoły w latach 1994–2001.
- Isobel MacDougal (ur. 1980) – Nie wspomniano o niej w powieściach. Jak zostało ujawnione przez J.K. Rowling na Pottermore, początkowo miała mieć na imię „Katrina”, ale w końcu zostało ono zastąpione przez „Isobel”. Według wielu źródeł jest Krukonką, tak jak jej bliźniaczka – Morag, ale nie zostaje wspomniana oficjalnie wśród dziesięciorga Krukonów, co znaczy, że do Ravenclawu jednak nie należała.
- Laura Madley (ur. 1983) – Postać pojawiła się po raz pierwszy w IV tomie podczas ceremonii przydziału. Uczęszczała do szkoły w latach 1994–2001.
- Stebbins (ur. 1979) – W czasie Balu Bożonarodzeniowego Severus Snape przyłapał go w krzakach z uczennicą Ravenclaw S. Fawcett.
- Summerby – był szukającym w domowej drużynie quidditcha.
- Summers
- Kevin Whitby (ur. 1983) – postać pojawiła się po raz pierwszy w IV tomie podczas ceremonii przydziału. Uczęszczał do szkoły w latach 1994–2001.
- Rose Zeller (ur. 1984) – postać pojawiła się po raz pierwszy w V tomie podczas ceremonii przydziału. Chodziła do Hogwartu w latach 1995–2002.

## Ślizgoni
Ślizgoni – uczniowie Szkoły Magii i Czarodziejstwa w Hogwarcie występujący w cyklu powieści Joanne K. Rowling Harry Potter, przynależący do domu Slytherin. Lista obejmuje osoby, które uczęszczały do szkoły w czasie, gdy nauki pobierał tam Harry Potter.

### Miles Bletchley
Miles Bletchley (ur. najprawdopodobniej w 1978) – uczeń Szkoły Magii i Czarodziejstwa w Hogwarcie. Został przydzielony do Slytherinu. Był obrońcą domowej drużyny quidditcha.

### Millicenta Bulstrode
Millicenta Bulstrode (ur. 1980) – uczennica Szkoły Magii i Czarodziejstwa w Hogwarcie. Została przydzielona do Slytherinu. Była drugą, obok Pansy Parkinson najlepszą koleżanką Dracona Malfoya. Miała ciemne, krótkie włosy. Harry’emu przypominała obrazek z książki Wakacje z wiedźmami. Skończyła szkołę w 1998 roku.
W II tomie w Klubie Pojedynków walczyła z Hermioną Granger. Potem Hermiona chciała wykorzystać jej włosy do stworzenia eliksiru wielosokowego. Prawdopodobnie miała kota, gdyż jego sierść była na jej szacie, co spowodowało, iż Hermiona upodobniła się do tego zwierzęcia.
W piątym tomie serii została członkinią Brygady Inkwizycyjnej.

### Vincent Crabbe
Vincent Crabbe (ur. 1980, zm. 1 maja 1998) – uczeń Szkoły Magii i Czarodziejstwa w Hogwarcie. Został przydzielony do Slytherinu. Jego ojciec był śmierciożercą. Był grubym, wysokim chłopakiem, który odgrywał rolę „pachołka” Dracona Malfoya. Mało rozmawiał i bardzo rzadko rozumiał, co się do niego mówi. Przyjaźnił się z Gregorym Goylem. Był członkiem Brygady Inkwizycyjnej. Jedyną rzeczą, jaką darzył miłością było jedzenie. Nigdy nie zaglądał do książek, aby pouczyć się do sprawdzianów lub odrobić pracę domową, jednak zawsze udawało mu się zdać do kolejnej klasy; nikt nie wiedział jakim sposobem.
Gregory i Vincent uwielbiali słodycze. Dlatego w II tomie Hermiona Granger przygotowała dla Gregory’ego i Vincenta ciastka, które nasyciła eliksirem słodkiego snu, gdy potrzebowała ich włosów do stworzenia eliksiru wielosokowego.
W VI tomie Vincent, razem z Gregorym, oddalili się od Malfoya, gdyż młody arystokrata miał zadanie od Voldemorta i sam odsunął od siebie swych „pachołków”. Kazał im przemieniać się w dziewczyny za pomocą eliksiru wielosokowego i coraz częściej się z nimi kłócił.
Zginął w VII tomie, zabity przez własne zaklęcie rzucone w Pokoju Życzeń, którego nauczył się od śmierciożerców mające na celu pokrzyżowanie zdobycia diademu Roweny Ravenclaw. Jego wysiłki poszły na marne i tylko pomógł trójce przyjaciół – Ronowi, Harry’emu i Hermionie w zniszczeniu horkruksów.

### Marcus Flint
Marcus Flint (ur. 1976) – uczeń Szkoły Magii i Czarodziejstwa w Hogwarcie. Został przydzielony do Slytherinu. Był kapitanem domowej drużyny quidditcha. Powtarzał jeden rok, więc do Hogwartu chodził w latach 1986–1994. Miał ciemne włosy. Jest bardzo brutalnym zawodnikiem quidditcha. W trzecim tomie Flint, Malfoy, Crabbe i Goyle przebrali się w czasie meczu Gryfonów i Krukonów za dementorów, starając się rozproszyć Harry’ego; ten jednak rzucił na nich Zaklęcie Patronusa, przez co Ślizgoni dostali bardzo dużo ujemnych punktów od profesor McGonagall.

### Gregory Goyle
Gregory Goyle (ur. 1980) – uczeń Szkoły Magii i Czarodziejstwa w Hogwarcie. Został przydzielony do Slytherinu. Jego ojciec był śmierciożercą. Odgrywał rolę „pachołka” Dracona Malfoya. Przyjaźnił się z Vincentem Crabbem. Był pałkarzem w domowej drużynie quidditcha (w latach 1995–1998). Został członkiem Brygady Inkwizycyjnej. Chodził do szkoły w latach 1991–1998.
Gregory i Vincent uwielbiali słodycze. Dlatego w II tomie Hermiona Granger przygotowała dla Gregory’ego i Vincenta ciastka i nasyciła je eliksirem słodkiego snu, gdy potrzebowała ich włosów do stworzenia eliksiru wielosokowego.
W VI tomie Gregory, razem z Vincentem, oddalili się od Malfoya, gdyż młody arystokrata miał zadanie od Voldemorta i sam odsunął od siebie swych „pachołków”. Kazał im przemieniać się w dziewczyny za pomocą eliksiru wielosokowego i coraz częściej się z nimi kłócił.

### Astoria Malfoy z domu Greengrass
Astoria Malfoy z domu Greengrass (ur. 1982) – uczennica Szkoły Magii i Czarodziejstwa w Hogwarcie przydzielona do Slytherinu. Uczęszczała do szkoły w latach 1993–2000.
Poślubiła Dracona Malfoya. Miała z nim syna – Scorpiusa Hyperiona Malfoya.

### Graham Montague
Graham Montague (ur. 1978) – uczeń Szkoły Magii i Czarodziejstwa w Hogwarcie. Został przydzielony do Slytherinu. Był ścigającym, a potem kapitanem domowej drużyny quidditcha. Został członkiem Brygady Inkwizycyjnej. Uczęszczał do Hogwartu w latach 1989–1996.
Na siódmym roku został wrzucony przez Freda i George’a Weasleyów do zepsutej Szafki Zniknięć. Później opowiedział Draconowi Malfoyowi, że słyszał głosy, czasami dochodzące z Hogwartu, a czasami ze sklepu Borgina i Burkesa.

### Teodor Nott
Teodor Nott (ur. 1980) – uczeń Szkoły Magii i Czarodziejstwa w Hogwarcie. Został przydzielony do Slytherinu. Jego ojciec był śmierciożercą. Widział testrale, ponieważ był świadkiem śmierci swojej matki. Chodził do szkoły w latach 1991–1998.

### Pansy Parkinson
Pansy Parkinson (ur. 1980) – uczennica Szkoły Magii i Czarodziejstwa w Hogwarcie. Została przydzielona do Slytherinu. Była bliską koleżanką Dracona Malfoya, Gregory’ego Goyle’a, Vincenta Crabbe’a i Blaise’a Zabiniego. Jej wrogowie mówili o niej „mops”, ponieważ twarz Pansy była lekko spłaszczona. Miała krótkie, brązowe włosy, ciemne oczy oraz lekceważący uśmiech. Gardziła „szlamami”, czyli uczniami pochodzenia mugolskiego, szczególnie zaś dawała się we znaki Hermionie Granger, pod której adresem wygłaszała złośliwe uwagi, m.in. nazywając ją „Wiewiórką”. Skończyła Hogwart w 1998 roku. Została prefektem w tym samym roku co Malfoy. Znana ze swojego skandalicznego zachowania, obrażała ludzi, w 4 tomie udzieliła wywiadu do „Proroka Codziennego” na temat Hermiony. Twierdziła wtedy, iż używa ona eliksiru miłosnego.
W IV tomie była na balu bożonarodzeniowym z Malfoyem. Prawdopodobnie w nim zakochana, o czym może świadczyć m.in. gładzenie go po włosach, wielkie przeżywanie ataku hipogryfa na niego i rzucenia na niego zaklęcia Sectumsempra przez Harry’ego.
W VII tomie chciała oddać Harry’ego w ręce Voldemorta.

### Adrian Pucey
Adrian Pucey (ur. 1978) – uczeń Szkoły Magii i Czarodziejstwa w Hogwarcie. Został przydzielony do Slytherinu. Był ścigającym w domowej drużynie quidditcha. Chodził do Hogwartu w latach 1989–1996. Miał ciemne włosy.

### Blaise Zabini
Blaise Zabini (ur. 1980) – uczeń Szkoły Magii i Czarodziejstwa w Hogwarcie. Został przydzielony do Slytherinu. Miał piękną matkę, której każdy z siedmiu mężów, ginął nagle w niewyjaśnionych okolicznościach zostawiając jej w spadku ogromny majątek. Nie jest wiadome, który z nich był biologicznym ojcem Blaise’a. Przyjaźnił się z Draconem Malfoyem. Uczestniczył w spotkaniach Klubu Ślimaka. Był wysokim, czarnoskórym chłopakiem z wystającymi kośćmi policzkowymi i podłużnymi, skośnymi oczami. Podobnie jak Draco Malfoy, był silnie uprzedzony do szlam, zdrajców krwi i mugoli. Skończył szkołę w 1998 roku.
W VI tomie podczas podróży do Hogwartu Pansy Parkinson zarzuciła mu, że tak jak wielu uczniów płci męskiej i on uważa Ginny Weasley za atrakcyjną. Nie zaprzeczył, ale powiedział, że nie dotknąłby zdrajczyni czystej krwi, niezależnie od tego, jak by wyglądała.

### Postacie epizodyczne Ślizgonów
- Malcolm Baddock (ur. 1983) – Postać pojawiła się po raz pierwszy w IV tomie podczas ceremonii przydziału. Chodził do szkoły w latach 1994–2001.
- Lucjan Bole (ur. 1977) – Chodził do szkoły w latach 1988–1995. Był pałkarzem w domowej drużynie quidditcha.
- Tracey Davis (ur. 1980) – Chodziła do szkoły w latach 1991–1998.
- Peregrine Derrick (ur. 1977) – Był pałkarzem w domowej drużynie quidditcha. Chodził do szkoły w latach 1988–1995.
- Daphne Greengrass (ur. 1980) – Ma młodszą siostrę, Astorię. Chodziła do szkoły w latach 1991–1998.
- Harper (ur. 1981) – Był rezerwowym szukającym w domowej drużynie quidditcha.
- Folison Multon (ur. 1980) – Był członkiem brygady inkwizycyjnej. (Odtwórcą jego roli jest Bronson Webb).
- Terence Higgs (ur. 1975) – Chodził do szkoły w latach 1986–1993. (Odtwórcą jego roli jest Will Theakston).
- Graham Pritchard (ur. 1983) – Postać pojawiła się po raz pierwszy w IV tomie podczas ceremonii przydziału. Chodził do szkoły w latach 1994–2001.
- Urquhart (ur. najprawdopodobniej w 1979) – Był kapitanem i ścigającym w domowej drużynie quidditcha.
- Vaisey – Był ścigającym w domowej drużynie quidditcha.
- Kasjusz Warrington (ur. 1977) – Był ścigającym w domowej drużynie quidditcha. Został członkiem Brygady Inkwizycyjnej. Powtarzał jeden rok, więc do Hogwartu chodził w latach 1988–1996.

## Duchy

### Jęcząca Marta
Jęcząca Marta (ang. Moaning Myrtle), właściwie Marta Elizabeth Warren (ang. Myrtle Elizabeth Warren, zm. 1942) – duch, który straszy w damskiej łazience znajdującej się na pierwszym piętrze w Hogwarcie. Nosiła okulary. Często wskakuje do muszli toaletowej, by się zabić, ale wtedy przypomina sobie, że jest już martwa. Jest szczególnie wrażliwa na punkcie swojej śmierci i opinii o własnej osobie.
Była uczennicą Hogwartu, należała do Ravenclawu. Została zabita przez Bazyliszka, kiedy płakała, ponieważ Olivia Hornby dokuczała jej z powodu okularów. To właśnie w tej toalecie, w której ona urzędowała, Hermiona Granger uwarzyła eliksir wielosokowy. Pod koniec drugiego roku w Hogwarcie, powiedziała Harry’emu, który już wiedział co się kryje w Komnacie Tajemnic i jak ten potwór się przemieszcza, że właśnie ona została zabita przez bazyliszka w 1942 roku.
Także w 4 części cyklu pomogła Harry’emu rozwiązać zagadkę ze złotym jajem.
W 6 części Draco Malfoy zwierzał się jej z kłopotów z zabiciem Albusa Dumbledore’a.
Tłumacz nazwał ją Martą, ponieważ angielskie imię Myrtle fonetycznie przypomina imię Marta. Marta miała słabość do Harry’ego Pottera. Nie przepadała za Ronem, ponieważ jej dokuczał.

### Krwawy Baron
Krwawy Baron – duch jednego z domów w Hogwarcie – Slytherinu.
Według Prawie Bezgłowego Nicka tylko jego boi się Irytek. Przez lata pobytu w Hogwarcie nikt, oprócz Toma Marvolo Riddle’a, nie wiedział, dlaczego Krwawy Baron był umazany krwią o srebrzystym kolorze. W 7 tomie można dowiedzieć się, iż gdzieś w lesie w Albanii dźgnął śmiertelnie nożem Helenę Ravenclaw, córkę Roweny Ravenclaw. Żałując tego, popełnił samobójstwo.

### Prawie Bezgłowy Nick
Prawie Bezgłowy Nick, właśc. sir Nicholas de Mimsy-Porpington – duch-rezydent Wieży Gryffindoru. Zmarł 31 października 1492 roku. Jego głowa nie została do końca odcięta i trzyma się teraz na jednym ścięgnie i skrawku skóry, dlatego sir Nicholas dostał przydomek Prawie Bezgłowego Nicka (w drugiej części można się dowiedzieć się, iż otrzymał czterdzieści pięć ciosów toporem w kark). Na głowie ma zawadiacki kapelusz ze strusim piórem, spod którego spływają mu na ramiona misterne loki, a wokół szyi kryzę, dość skutecznie maskującą fakt, że jego głowa była prawie całkowicie odcięta od tułowia. Mimo iż sir Nicholas umarł ponad 500 lat temu, nadal tęskni za jedzeniem. Marzeniem jego jest wziąć udział w Polowaniu bez Głów. Jest dobrym przyjacielem Harry’ego.
W filmach w Prawie Bezgłowego Nicka wciela się John Cleese.

### Szara Dama
Helena „Szara Dama” Ravenclaw – duch Ravenclawu. Jest zmarłą córką założycielki domu, Roweny Ravenclaw.
Za życia chciała być mądrzejsza i ukradła Diadem Roweny (obecnie zaginiony artefakt domu) swojej matki, który dawał mądrość temu, kto go nosił. Uciekła z nim do lasów w Albanii i tam ukryła w pustym drzewie. Jej matka rozchorowała się. Chcąc ujrzeć córkę przed śmiercią, wysłała na poszukiwania Barona, który był w niej zakochany. Gdy odnalazł ją, a ona nie chciała wrócić do domu, stał się brutalny i w swojej porywczości zabił Helenę ciosem w pierś. Po tym czynie zaczęły go nękać wyrzuty sumienia i popełnił samobójstwo. Od tego momentu nosi łańcuchy i znany jest jako Krwawy Baron, który jest duchem-rezydentem innego domu w Hogwarcie – Slytherinu.
O miejscu ukrycia Diademu Roweny Helena powiedziała wcześniej tylko jednemu studentowi Hogwartu – był nim Tom Riddle.
Tom odnalazł ukryty diadem i przemienił go w horkruksa, po czym zabrał do Hogwartu i umieścił go w Pokoju Życzeń, gdy chciał jeszcze uzyskać Miecz Godryka Gryffindora. W VII tomie, Szara Dama wyjawiła Harry’emu, co się stało z diademem, co przyczyniło się do jego zniszczenia.

### Gruby Mnich
Gruby Mnich – duch domu Hufflepuff. Gruby Mnich ma duże poczucie humoru. Jest dobrotliwy i wybacza kawały poltergeistowi Irytkowi.

### Irytek
Irytek – poltergeist, złośliwy duch. Zamieszkuje zamek Hogwart. Notorycznie płata złośliwe i niezbyt mądre dowcipy: zalanie łazienki wodą, zalepienie dziurki od klucza, oblanie kogoś atramentem (ofiarą tego kawału była Katie Bell). Śpiewa też często sprośne piosenki. Nienawidzi go woźny Hogwartu, Argus Filch. Jedyną postacią, której się boi jest duch Krwawy Baron, darzy również pewnym respektem Albusa Dumbledore’a. Wyjątkowo jeden raz usłuchał bliźniaków Freda i George’a Weasleyów, którzy uciekając ze szkoły polecili dręczyć Dolores Umbridge, tymczasową (i powszechnie nielubianą) dyrektorkę szkoły i nauczycielkę obrony przed czarną magią.
Oryginalne imię ducha (Peeves) pochodzi od zwrotu somebody’s pet peeve, czyli rzecz, która szczególnie kogoś denerwuje.
Nie pojawił się w żadnym filmie o Harrym Potterze.

## Dziennikarze

### Ksenofilius Lovegood
Ksenofilius „Ksenio” Lovegood – wydawca gazety Żongler. Ojciec Luny Lovegood. W młodości uczęszczał do Hogwartu do domu Ravenclaw.
Wspominany jest już w tomie 4., ale pierwszy raz występuje w 7 tomie na weselu Billa i Fleur. Nieustannie próbuje udowodnić istnienie nargli, ględatków niepospolitych i chrapaków krętorogich oraz odtworzyć zaginiony diadem Roveny Ravenclaw. Mieszka w wysokim domu wyglądającym jak wieża szachowa, nieopodal Weasleyów.
W 5 tomie wydrukował artykuł – napisany przez Ritę Skeeter – co tak naprawdę wydarzyło się podczas trzeciego zadania Turnieju Trójmagicznego, podczas którego odrodził się Voldemort. Ksenofilius sprzedał artykuł, po tym jak Voldemort się ujawnił w ministerstwie magii, do „Proroka Codziennego” za dużą liczbę galeonów.
W 7 tomie wydaje Harry’ego śmierciożercom, ponieważ porwano jego córkę, z powodu druku w swojej gazecie artykułów atakujących Ministerstwo Magii i śmierciożerców oraz popierania Harry’ego. Poplecznikom Voldemorta nie udaje się jednak schwytać Harry’ego.
Oprócz tego zapoznaje Harry’ego, Rona i Hermionę z Insygniami Śmierci i ich historią. Ponieważ nosił na sobie znak Insygniów Śmierci został mylnie wzięty za poplecznika Grindelwalda przez Wiktora Kruma, co prawie zaowocowało bójką na weselu.

### Rita Skeeter
Rita Skeeter – dziennikarka Proroka Codziennego. Urodzona w 1951 roku. Jest jednym z niezarejestrowanych animagów, zmienia się w żuka. Dziennikarka znana z ciętego pióra, pisze wiele kąśliwych artykułów nie zawsze zgodnych z prawdą.
W czwartym tomie przygód Harry’ego Pottera pisała artykuły na temat jego miłostek i problemów. Złapana przez Hermionę Granger pod groźbą ujawnienia (jako animaga) przestała pisać przez rok.
W piątym tomie na rozkaz Hermiony napisała artykuł do Żonglera opisujący, co dokładnie zdarzyło się podczas walki Harry’ego z Voldemortem w czwartym tomie.
W siódmym tomie napisała obszerną książkę Życie i kłamstwa Albusa Dumbledore’a, w której twierdziła jakoby Albusa Dumbledore’a od dzieciństwa interesowała czarna magia, a jego młodsza siostra, Ariana była charłakiem. Podobno z tego powodu nie została przyjęta do Szkoły Magii i Czarodziejstwa Hogwart, a jej bliscy tłumaczyli jej brak edukacji w magicznej szkole groźną chorobą. Jak się później okazuje część z tego było kłamstwami. Na okładce Życia i kłamstw Albusa Dumbledore’a jest napisane, że napisała również książkę o poprzednim dyrektorze Hogwartu – Armando Dippet: mistrz czy kretyn?.

## Portrety

### Sir Cadogan
Sir Cadogan – postać znajdująca się na obrazie w korytarzu na siódmym piętrze w Hogwarcie. Jest to niski i dość krępy rycerz w pełnej zbroi, który zawsze szuka okazji do walk i pojedynków. Posiada tłustego, grubego i nakrapianego konika, na którym nie umie jeździć. Jest szlachetny, godny, honorowy i bardzo „rycerski”, zawsze służący pomocą dobrym ludziom.
W III tomie przygód Harry’ego Pottera pomógł Ronowi, Hermionie i Harry’emu dostać się na Wieżę Północną, w której odbywało się wróżbiarstwo. Również, na ochotnika (i jako jedyny), zastąpił Grubą Damę w pilnowaniu wejścia do Wieży Gryffindoru, gdy ta została zaatakowana przez Syriusza Blacka.

### Gruba Dama
Gruba Dama – postać na portrecie, który jest drzwiami do Wieży Gryffindoru. Otwiera je ona, gdy ktoś poda prawidłowe hasło. Gruba Dama denerwuje się, gdy ktoś ją budzi i jest często widywana pijana razem ze swoją najlepszą koleżanką Violet – postacią z malowidła znajdującego się w bocznej sali. Nie jest znane żadne imię Grubej Damy i nie wiadomo czy reprezentuje istniejącą osobę.
W I tomie, opuszcza ona swój obraz, widząc Harry’ego, Rona i Hermionę przed wejściem.
W III tomie portret Grubej Damy zostaje pocięty przez Syriusza Blacka i przez pewien czas zastępuje ją sir Cadogan. Później zgadza się ona znowu pełnić swoje obowiązki, ale ponieważ boi się ponownej napaści, zostają zatrudnione dwa trolle dla jej ochrony.
W pierwszym filmie Grubą Damę gra Elizabeth Spriggs, a w trzecim – Dawn French. W pozostałych filmach Gruba Dama nie występuje.

### Violet
Violet – postać namalowana, koleżanka Grubej Damy, która często ją odwiedzała. W IV tomie można się dowiedzieć się, że jej obraz znajduje się w pokoju graniczącym z Wielka Salą.

## Huncwoci
Huncwoci – fikcyjna grupa w cyklu powieści J.K. Rowling, Harry Potter. Broad Strokes wyprodukowali o nich krótkometrażowy film pt. „Severus Snape i Huncwoci” dostępny za darmo na YouTube.
Członkami grupy byli:
- James Potter – pseudonim Rogacz (ang. Prongs)
- Syriusz Black – pseudonim Łapa (ang. Padfoot)
- Remus Lupin – pseudonim Lunatyk (ang. Moony)
- Peter Pettigrew – pseudonim Glizdogon (ang. Wormtail)

Działania
Każdy z huncwotów posiadał umiejętność zamiany w zwierzęta i dzięki temu mogli ukrywać swoją postać i przemieszczać się po terenach Hogwartu. W czasie pełni wspólnie przemieszczali się korytarzem pod Bijącą Wierzbą („Glizdogon” jako szczur nadgryzał kawałek korzenia drzewa by ją uspokoić, przez co inni nie mogli wejść później, po nich) do „Wrzeszczącej Chaty”, aby towarzyszyć Lupinowi w przemianie w wilkołaka. Razem stworzyli „Mapę Huncwotów”, która ukazuje cały Hogwart (poza Pokojem Życzeń i Komnatą Tajemnic) oraz ludzi, którzy się tam znajdują. M.in. tajne wyjścia ze szkoły, które prowadzą do wioski Hogsmeade. Zasada działania mapy huncwotów jest następująca: należało dotknąć mapy różdżką i wypowiedzieć słowa: „Uroczyście przysięgam, że knuję coś niedobrego” i wówczas na pergaminie zaczynały pojawiać się czarne linie, łączące się, krzyżujące, zbierające wachlarzowato w każdym rogu, aż w końcu, na samym szczycie, ukazywały się zielone ozdobne litery, które tworzyły nagłówek, w którym były wymienione pseudonimy twórców oraz nazwa mapy. Gdy stuknęło się w mapę różdżką i wypowiedziało słowa: „Koniec psot” wówczas mapa zamieniała się w zwykły pergamin.
Później została skonfiskowana przez woźnego Argusa Filcha, który był charłakiem i nie wiedział do czego ona służy. Później wykradli ją bracia bliźniacy Fred i George Weasleyowie. Dzięki tej mapie, w soboty i niedziele, mogli chodzić niezauważeni do Hogsmeade. Potem przed świętami Bożego Narodzenia przekazali ją Harry’emu Potterowi.
W czacie przeprowadzonym z Rowling ujawniła, że syn Harry’ego, James znalazł i zwędził mapę z biurka ojca.

## Śmierciożercy
Śmierciożercy (ang. Death Eaters) – postacie fikcyjne, poplecznicy Lorda Voldemorta, pojawiający się w cyklu J.K. Rowling Harry Potter.
Najczęściej są czystej krwi, zwykle pochodzili z czarodziejskich rodów o długiej tradycji. Wykonywali plany Lorda Voldemorta, przyczynili się do cierpień i śmierci zarówno mugoli, jak i czarodziejów. Działali od lat 70. XX wieku do 1981 i od 1995 do 1998 roku.
Po upadku Voldemorta wielu z nich zostało wyłapanych przez aurorów, osądzonych i zesłanych do Azkabanu, inni zginęli, a niektórzy uniknęli kary, twierdząc, że Voldemort rzucił na nich Zaklęcie Niewybaczalne Imperio i opanował ich umysły.
Gdy Voldemort powrócił, większość śmierciożerców ponownie go poparła. Część zrobiła to jednak tylko z obawy przed jego gniewem.
Część śmierciożerców należała także do grup szmalcowników, czyli magów, którzy wyłapywali zdrajców krwi oraz mugolaków, czyli czarowników urodzonych w rodzinach mugolskich.
- Regulus Arcturus Black też należał do tej grupy.

### Avery
Avery – po upadku Voldemorta przekonał Ministerstwo, że był pod wpływem zaklęcia Imperius. Po powrocie Voldemorta przyłączył się do swego pana, jednak nie wykonywał zbyt dobrze obowiązków. Już na cmentarzu był torturowany za niewierność, później przekazał Voldemortowi informacje na temat przepowiedni, za co został nagrodzony. Został pokonany w Ministerstwie i zesłany do Azkabanu.

### Alecto Carrow
Alecto Carrow – siostra Amycusa i śmierciożerczyni o krępej budowie ciała. Jej imię nawiązuje do jednej z Erynii.
W VI tomie uczestniczyła w morderstwie Albusa Dumbledore na wieży Astronomicznej. Naciskała Draco Malfoy by go wyręczyć w jego zadaniu, do czasu gdy Snape zrobił to za niego. Opuścila zamek bez szwanku.
W VII tomie została nauczycielką mugoloznawstwa w Hogwarcie. Była znienawidzona przez uczniów z różnych domów w Hogwarcie, jednak lubiana przez Ślizgonów. Na jej lekcjach uczniowie byli zmuszani do wysłuchiwania, iż mugole są jak zwierzęta i że trzeba ich wybić. Często wraz z bratem stosowała wobec sprzeciwiających się jej poglądom uczniów okrutne kary w postaci zaklęć niewybaczalnych (najczęściej Cruciatus). Gdy Harry Potter powrócił do szkoły, by odnaleźć jeden z horkruksów, wraz z bratem chciała go pojmać, jednak nie udało im się to. Alecto została ogłuszona przez Lunę Lovegood, a Amycus przez Harry’ego Pottera, następnie spętała ich Minerwa McGonagall. Walczyła w bitwie o Hogwart w maju 1998 roku, a po niej możliwe, że została zesłana do Azkabanu.

### Amycus Carrow
Amycus Carrow – brat Alecto Carrow, przysadzisty mężczyzna o rozbieganym spojrzeniu i ordynarnym głosie. Był zgarbiony, miał bladą, ziemistą twarz i małe oczy. Jego imię to zniekształcenie łacińskiego amicus – „przyjaciel”.
W VI tomie uczestniczył w morderstwie Albusa Dumbledore na wieży Astronomicznej. Żartował z dyrektora, ale ten upomniał go, że może nie dożyć sędziwego wieku, jak on. Sewerusowi przekazał, że Draco nie jest w stanie zabić dyrektora, więc ten zrobił to za niego. Opuścił zamek bez szwanku.
W VII tomie uczył w Hogwarcie obrony przed czarną magią, a właściwie czarnej magii. Być może był jednym z zastępców dyrektora, Severusa Snape’a, którego zastąpił na stanowisku nauczyciela. Rozkazywał rzucać swoim uczniom zaklęcie Cruciatus na tych, którzy dostali szlaban. Poranił Neville’a Longbottoma za odmowę rzucenia tego zaklęcia. Opluł Minerwę McGonagall w twarz, w wyniku czego Harry użył wobec niego zaklęcia Cruciatus. Później został związany zaklęciem Imperius w wieży Ravenclawu, a po bitwie o Hogwart najprawdopodobniej zesłany do Azkabanu. 

### Bartemiusz Crouch Junior
Bartemiusz „Barty” Crouch Junior (ur. 1962, zm. 24 czerwca 1995; data śmierci to data wyssania duszy przez dementora) – syn Barty’ego Croucha seniora. Jeden z najwierniejszych śmierciożerców.
Do Azkabanu trafił za udział w torturowaniu Alicji i Franka Longbottomów. Na dożywotnie więzienie skazał go w pokazowym procesie własny ojciec. Matka młodego przestępcy tak kochała złego syna, że w czasie wizyty w więzieniu dokonano zamiany: ona została w celi, natomiast on wyszedł w jej przebraniu. Dementorzy nie spostrzegli różnicy, ponieważ nie posiadają zmysłu wzroku. Na wszelki wypadek jednak więźniarka otrzymała eliksir wielosokowy, który zażywała aż do śmierci. Pan Crouch upozorował mały, zamknięty dla innych pogrzeb – społeczeństwo nie poznało mrocznej tajemnicy wysokiego urzędnika. Gdy w Azkabanie zmarła pani Crouch, myślano, że umarł skazany. O ile wcześniej Barty Crouch junior był znienawidzony, to teraz zaczęto mówić o nim z sympatią. Jego ojciec stracił popularność w sondażach, przez co nie objął stanowiska ministra magii.
Młodego fana czarnej magii trudno było kontrolować. Ojciec trzymał go w domu pod opieką skrzatki. Dostrzegła go jednak Berta Jorkins podczas jednej z wizyt służbowych w jego domu, przez co Senior Crouch rzucił na nią silne zaklęcie zapomnienia. Sam zabrał go na mistrzostwa świata w quidditchu. Tam Barty junior wymknął się ojcu i wyczarował Mroczny Znak. Od tego czasu Crouch w ogóle nie wypuszczał syna z domu. Więźniowi przybył z pomocą jego pan, Lord Voldemort. Wdarł się do domu i rzucił na Barty’ego seniora zaklęcie Imperius. Młody Crouch podszył się pod Alastora Moody’ego i objął stanowisko nauczyciela obrony przed czarną magią w Hogwarcie. Pracował tam w rzeczywistości dla Voldemorta, obserwując wszystkich i tak kierując sytuacją, aby to właśnie Harry dotknął pucharu Turnieju Trójmagicznego zamienionego w świstoklik i przeniósł się na cmentarz w Little Hangleton, gdzie krew Pottera pozwoliła Czarnemu Panu odzyskać ciało i moc. Gdy Harry pokrzyżował plany Voldemorta i uciekł, Barty Crouch junior próbował sam go zabić. Przeszkodził mu w tym Albus Dumbledore: uratował Harry’ego i ponadto zmusił śmierciożercę do wypicia Veritaserum. Wtedy dopiero okazało się, jak niebezpiecznym człowiekiem był Crouch junior. Nie tylko spiskował przeciwko Harry’emu, ale także trzymał w kufrze Szalonookiego Moody’ego i zabił swojego ojca, którego ciało zamienione w kość zakopał na grządce Hagrida. Gdy Dumbledore zostawił związanego Croucha pod strażą profesor McGonagall, wpadł tam Korneliusz Knot, minister magii wraz z dementorem, który miał być jego ochroną. Istota natychmiast rzuciła się na Croucha i wyssała z niego duszę.

### Antonin Dołohow
Antonin Dołohow – śmierciożerca pochodzący z Bułgarii. Wraz z pięcioma innymi zwolennikami Lorda Voldemorta zabił braci Molly Weasley – Fabiana i Gideona Prewettów. Został pojmany wkrótce po schwytaniu Igora Karkarowa, który podczas swojego procesu oskarżył go o torturowanie mugoli i przeciwników Voldemorta.
Dołohow nie wyparł się swojego mistrza nawet w czasie odsiadywania wyroku w Azkabanie. Uciekł z Azkabanu podczas masowej ucieczki. W czasie bitwy w Departamencie Tajemnic, Dołohow trafił Hermionę za pomocą nieznanego zaklęcia. Hermiona przeżyła, ale przytomność odzyskała dopiero w skrzydle szpitalnym. Dołohow pokonał w pojedynku Szalonookiego, a następnie próbował użyć tego samego tajemniczego zaklęcia wobec Harry’ego Pottera, ale ten zablokował je, za pomocą Zaklęcia Tarczy. Gdy Dołohow próbował użyć zaklęcia wobec Syriusza, Harry obezwładnił go, za pomocą Zaklęcia Pełnego Porażenia Ciała. Po bitwie Dołohow został aresztowany i wrócił do Azkabanu, jednak rok później był ponownie na wolności.
W VII tomie Dołohow natknął się na Harry’ego, Rona i Hermionę, w londyńskiej kawiarni, przy Tottenham Court Road. Po krótkim pojedynku został pokonany. W czasie bitwy o Hogwart pojedynkuje się z Deanem Thomasem i zabija Remusa Lupina, sam zostaje później zabity przez Filiusa Flitwicka – profesora zaklęć.

### Igor Karkarow
Igor Karkarow – były śmierciożerca pochodzący z Bułgarii. Do końca IV tomu pełnił funkcję dyrektora Durmstrangu, gdzie podobno uczył czarnej magii. Był lekko fałszywie uprzejmy i nietolerancyjny oraz despotyczny. Jego ulubieńcem był zakłopotany faworyzowaniem Wiktor Krum.
Uniknął trafienia do Azkabanu, bo wydał wielu śmierciożerców np. Barty’ego Croucha Jr., który brał udział w torturach Longbottomów przez rzucenie Cruciatusa. Twierdził także, że sługą Czarnego Pana jest również Severus Snape, lecz Dumbledore wstawił się za nauczycielem eliksirów. Odtąd lękał się, by Czarny Pan nie odzyskał mocy. Gdy Mroczny Znak na jego ramieniu dał znać, że jego obawa się spełniła, uciekł z Hogwartu.
Zginął w VI tomie, o czym można się dowiedzieć od Remusa Lupina na początku szóstego rozdziału:

Znaleźli też ciało Igora Karkarowa w jakiejś chałupie na północy, był nad nią Mroczny Znak.

### Bellatrix Lestrange z domu Black
Bellatrix Lestrange z domu Black (1951 – 2 maja 1998) – córka Druelli z domu Rosier i Cygnusa Black. Siostra Andromedy Tonks i Narcyzy Malfoy. Żona Rudolfa Lestrange, kuzynka Syriusza Blacka – ojca chrzestnego Harry’ego Pottera. Zawsze była bezwzględna, okrutna i gotowa na każde poświęcenie dla swojego pana.
Jedna z niewielu śmierciożerców, którzy nie wyparli się Voldemorta. W 1981/1982 roku została skazana na dożywocie w Azkabanie za doprowadzenie do szaleństwa oraz utraty zmysłów Alicji i Franka Longbottomów, skąd – po 14 latach – została wypuszczona razem ze wspólnikami przez zbuntowanych dementorów.
W V tomie z jej ręki zginął Syriusz Black podczas walki w Departamencie Tajemnic. Podczas tej samej bitwy pokonała w walce Nimfadorę Tonks i Alastora Moody’ego. W przeciwieństwie do swoich wspólników nie została złapana przez Albusa Dumbledore’a. Zabrał ją ze sobą uciekający Voldemort.
W VI tomie części zmusiła Snape’a by złożył Wieczystą przysięgę jej siostrze, Narcyzie by pomógł Draconowi w realizacji planu Czarnego Pana. Była świadkiem morderstwa Albusa Dumbledore’a i walczyła z uczniami w Bitwie na Wieży Astronomicznej.
W VII tomie torturowała Hermionę Granger w rezydencji szwagra. Zabiła skrzata domowego Zgredka, trafiając go w serce nożem, gdy ten teleportował się wraz z Harrym, Ronem i Hermioną do domu Billa Weasleya – Muszelki. W bitwie o Hogwart zabiła swoją siostrzenicę, Nimfadorę Tonks. Próbowała też zaatakować Ginny, lecz przeszkodziła jej w tym Molly Weasley. Matka Rona uderzyła ją zaklęciem prosto w pierś, zabijając Bellatrix na miejscu.
W książce i sztuce teatralnej „Harry Potter i przeklęte dziecko” Harry wraz ze swoimi przyjaciółmi dowiedzieli się, że Bellatrix i Tom Marvolo Riddle mieli córkę o imieniu Delphini, która to urodziła się w marcu 1998 roku w domu Malfoyów.
Różdżka: orzech i włókno ze smoczego serca. Dwanaście i trzy czwarte cala. Sztywna. Wyprodukowana przez Ollivandera. Straciła ją w 1998 roku, została przejęta przez Harry’ego Pottera.

### Rudolf Lestrange
Rudolf Lestrange – mąż Bellatrix Black. W przeciwieństwie do swego młodszego brata, Rabastana, miał brązowe oczy, bujną brodę i śniadą karnację.
Został osadzony w Azkabanie za torturowanie Franka i Alicji Longbottomów zaklęciem Cruciatus, ale uciekł podczas masowej ucieczki wraz z innymi sługami Czarnego Pana. Lestrange został złapany w ministerstwie razem ze swoim bratem – Rabastanem, po Bitwie w Departamencie Tajemnic.

### Rabastan Lestrange
Rabastan Lestrange – młodszy brat Rudolfa Lestrange i szwagier Bellatrix Black. Tak jak on był w Slytherinie. Był szczupłym mężczyzną o długich, mocno rudych włosach, sięgających do ramion. Oczy miał szare, a cerę bladą.
Został skazany wraz z bratem, Bellatrix Lestrange i Bartym Crouch juniorem, i zesłany do Azkabanu, za użycie jednego z zaklęć niewybaczalnych (Cruciatus) wobec Alicji i Franka Longbottomów (rodziców Neville’a), przez co trafili oni do Szpitala Świętego Munga. Wykazał się nieco większą mądrością niż jego brat, bowiem zacierał ślady, przez co nie udowodniono mu innych przestępstw (np. torturowanie i zabijanie mugoli).

### Walden Macnair
Walden Macnair – był pracownikiem Ministerstwa Magii, gdzie wykonywał obowiązki kata. Miał ściąć hipogryfa Hardodziobia w III tomie. Po odrodzeniu się Voldemorta, stanął przy jego boku. Voldemort obiecał mu, że wkrótce dostarczy mu o wiele lepsze ofiary.
W V tomie zostaje wysłany przez Lorda Voldemorta z misją przekonania olbrzymów do współpracy, co najprawdopodobniej zakończyło się sukcesem. Potem walczy w Departamencie Tajemnic.
W VII tomie zostaje zabity przez Hagrida.

### Lucjusz Malfoy
Lucjusz Malfoy – syn Abraxasa Malfoya zmarłego na smoczą ospę. Jest ojcem Dracona Malfoya i mężem Narcyzy Malfoy z domu Black. Urodził się w 1954 roku. Należał do Slytherinu. Mieszkał w dworku w Wiltshire.
Jak każdy Malfoy szczycił się, iż jest czystej krwi i nienawidził dzieci mugoli. Jego skrzatem domowym był do 1993 roku Zgredek (został uwolniony od Malfoya dzięki Harry’emu).
Ubiera się w długi płaszcz i chodzi z laską, w której miał ukrytą różdżkę. Używał czarnej magii. Dawał łapówki, przez co miał duże wpływy w świecie czarodziejów. W V tomie został zesłany do Azkabanu, za co Czarny Pan zabiera jego syna i zleca mu zabicie Albusa Dumbledore’a.
W II części Lucjusz podrzucił Ginny Weasley dziennik Lorda Voldemorta w księgarni Esy i Floresy, który w VI tomie okazał się być horkruksem. Złapano go w Ministerstwie Magii podczas walki z Harrym i jego przyjaciółmi i osadzono w Azkabanie, z którego potem uciekł po przyłączeniu się dementorów do Czarnego Pana.
Uwolniony w VII tomie przez Voldemorta. Czarny Pan chcąc zabić Harry’ego, ale nie chcąc, aby znów powtórzyło się priori incantatem, zabiera jego różdżkę podczas nalotu na Harry’ego, gdy ewakuowano go do Nory. Pod koniec tomu zaczął bać się o życie Dracona, prosząc Voldemorta, aby pozwolił mu iść do zamku i znaleźć Harry’ego (był to pretekst, w rzeczywistości chciał się upewnić czy jego syn żyje). Dzięki zdradzie Narcyzy żadne z Malfoyów nie trafiło do Azkabanu po zwycięstwie Harry’ego Pottera nad Voldemortem.

### Nott
Nott – po powrocie Voldemorta znów stanął po jego stronie. Był pierwszym śmierciożercą pokonanym w Ministerstwie Magii (oszołomiła go Hermiona Granger), następnie został zesłany do Azkabanu. Ma syna w Hogwarcie, Teodora, który jest w tej samej klasie co Draco Malfoy.

### Peter Pettigrew
Peter „Glizdogon” Pettigrew (ur. 1960, zm. 7 marca 1998) – postać fikcyjna z książek o Harrym Potterze. Gruby, niski mężczyzna o mysich włosach. W filmach grał go aktor Timothy Spall, a w polskich wersjach głosu użyczał mu Włodzimierz Press. Trafiwszy pod dach Weasleyów pełnił rolę zwierzęcia domowego, choć jak na szczura wydawał się być bardzo stary, brakowało mu też jednego palca.
Przeszłość
Jego szkolni koledzy, James Potter i Syriusz Black, byli dla niego największymi idolami. Był animagiem – zamieniał się w szczura. Gdy Remus Lupin zamieniał się w wilkołaka, Peter wykorzystywał swoją umiejętność by unieruchomić Bijącą Wierzbę, rosnącą obok Hogwartu. Uniemożliwiała wejście tunelem do Wrzeszczącej chaty, gdzie Lupin mógł przeczekać swoją przemianę. Od tego pochodzi jego szkolny przydomek: Glizdogon. Peter Pettigrew uległ czarnej magii i fascynacji Voldemortem, przez co stał się jego sługą. Za namową Syriusza Blacka, James Potter w dniu 24 lipca 1981 roku mianował Petera swoim „Strażnikiem Tajemnicy”. Pettigrew, gdy tylko nadarzyła się okazja, zdradził swoich przyjaciół Voldemortowi a ten zabił ich w Halloween tego samego roku. Syriusz Black wytropił go na ulicy, gdzie Peter krzyknął: Syriuszu, jak mogłeś?!. Robiąc to i jednocześnie rzucając czar, który zabił 12 mugoli oraz zmieniając się w szczura, upozorował własną śmierć i zrzucił swoją winę na Syriusza. Znaleziono po nim tylko palec (który sam sobie odciął) i przesłano go matce. Nadano mu order Merlina II klasy a Bartemiusz Crouch skazał Syriusza bez procesu na więzienie czarodziejów, Azkaban.
Pierwszy tom
Peter – chcąc mieć stały kontakt z wydarzeniami świata czarodziejów – trafił do rodziny Weasleyów jako Parszywek, ukochany szczur Percy’ego. Później otrzymał go Ron Weasley, u którego mieszkał łącznie przez dwanaście lat. Peter był gotowy wydać ostatniego z Potterów siłom ciemności, ale tylko wtedy gdy sam będzie pewny, że one – Lord Voldemort – będą najsilniejszą stroną. 
Trzeci tom
Syriusz, odsiadując wyrok w Azkabanie, rozpoznał Petera w gazecie, siedzącego na ramieniu Rona. Po wydostaniu się z więzienia, wdarł się do dormitorium w Hogwarcie w celu zabicia Petera, dzięki liście z hasłami Neville’a Longbottoma, dostarczonej przez kota Hermiony, Krzywołapa. Plan spalił na panewce przez Rona, który widząc go wszczął alarm. Parszywek uciekł wówczas od Rona ponownie pozorując własną śmierć, tym razem z ręki Krzywołapa, który poprawnie wyczuwał w Parszywku coś dziwnego. 6 czerwca 1994 Remus Lupin i Syriusz zmusili go, by przemienił się z powrotem w człowieka i przyznał się do zdrady, dzięki czemu Harry mógł uwierzyć w niewinność Syriusza. W odwecie przesłuchujący chcieli go zabić, jednakże Harry stanął w jego obronie. Nie chciał, by jego ojciec miał morderców za przyjaciół. Mimo okazanej przez Harry’ego łaski Peter zmienił się ponownie w szczura i zbiegł.
Czwarty tom
Peter znalazł schronienie w Albanii, u Voldemorta. Zatrzymał się w lokalnym albańskim barze, gdzie spotkał Bertę Jorkins. Zdołał ją zaprowadzić do albańskiej puszczy, gdzie Voldemort dowiedział się od torturowanej Berty o organizacji Turnieju Trójmagicznego. Na tej podstawie mógł opracować plan odzyskania ciała. Pettigrew zabrał Voldemorta do domu rodziny Crouch, by uwolnić Barty’ego Juniora, wiernego śmierciożercę, o którym wspominała Jorkins. Następnie podporządkował ojca chłopaka – Bartemiusza Seniora – zaklęciem Imperius. Pettigrew został wysłany z Bartym Jr., by porwać byłego aurora, Alastora Moody’ego, który miał uczyć obrony przed czarną magią w Hogwarcie. Crouch Jr. stał się Moody’m za pomocą eliksiru wielosokowego i podążył z emerytowanym aurorem w skrzyni do Hogwartu, by tam grać swoją rolę. Pettigrew przydzielono do pilnowania dyrektora Departamentu Międzynarodowej Współpracy Czarodziejów. Ten zaniedbał swój obowiązek, w wyniku czego Crouch Sr. uciekł, przedostał się do Hogwartu i niemal przekazał Dumbledore’owi cały plan Voldemorta. Został jednak przechwycony przez Croucha Jr., a Pettigrew został ukarany za pomocą Cruciatus przez Voldemorta. 24 czerwca 1995 za pomocą różdżki i na polecenie Voldemorta Glizdogon zabił Cedrika Diggory’ego. Odprawiając zaś odpowiedni rytuał, odciął swoją dłoń, by Czarny Pan odzyskał ciało. W zamian otrzymał od swojego mistrza otrzymał nową, srebrną dłoń, w miejsce odciętej.
Szósty tom
Pettigrew zamieszkał z Severusem Snape jako jego sługa, gdy Bellatrix Lestrange i jej siostra Narcyza Malfoy spotkały się z nauczycielem eliksirów by pomógł Draco Malfoy w realizacji planu Czarnego Pana.
Siódmy tom
W siódmym tomie Peter walczył z Harrym i Ronem w piwnicy dworu Malfoya. Gdy miał już udusić Harry’ego, ten przypomniał mu o długu wdzięczności, przez co sam Glizdogon okazał mu łaskę i cofnął swoją magiczną rękę. W zamian, ta udusiła go na miejscu, mimo że Harry i Ron próbowali go uratować. W filmie nie zginął, lecz został ogłuszony przez Zgredka i od tej pory jego losy pozostały tajemnicą.

### Augustus Rookwood
Augustus Rookwood – pracował jako niewymowny w Departamencie Tajemnic. Jako szpieg Voldemorta, przekazywał mu wiele informacji z samego Ministerstwa Magii. Jednym z jego nieświadomych informatorów był Ludo Bagman.
Jego nazwisko podał Ministerstwu podczas swojego procesu Igor Karkarow, posądzając go o stworzenie siatki szpiegowskiej w ministerstwie i poza nim. Rookwood został wysłany do Azkabanu, z którego uciekł podczas masowej ucieczki. Podczas bitwy o Hogwart walczy z Percym Weasleyem, a następnie zostaje pokonany przez Aberfortha Dumbledore’a.

### Evan Rosier
Evan Rosier (zm. ok. 1980) – jeden z ważniejszych śmierciożerców. Prawdopodobnie wujek (od strony matki Druelli) Narcyzy, Bellatrix i Tonks.
W IV tomie Harry dowiaduje się za pomocą myślodsiewni Dumbledore’a, że Rosier został zabity przez aurora Szalonookiego Moody’ego. W potyczce z nim Moody stracił część swojego nosa. Zginął rok przed pierwszym upadkiem Voldemorta, o czym wspomniał Syriusz Black.

### Thorfinn Rowle
Thorfinn Rowle – pojawia się jedynie w VI i VII tomie. Jest to muskularny blondyn. Na jego ustach zawsze błąka się złośliwy uśmieszek. Posiada tatuaż na prawym przedramieniu, a jako naszyjnik nosi kieł nawiązany na rzemyk.
Był w VI tomie na szczycie wieży astronomicznej, kiedy zginął Dumbledore.
Wraz z Antoninem Dołohowem pod przebraniem dwóch krzepkich robotników zaatakowali Harry’ego Pottera, Hermionę Granger oraz Ronalda Weasleya w kawiarni przy Tottenham Court Road po tym jak Hermiona wymówiła imię Voldemorta. Nie udało im się pojmać Pottera za co zostali ukarani.

### Selwyn
Selwyn – jeden z najmniej znanych śmierciożerców. Pojawia się epizodycznie w VII tomie, a dokładniej w czwartym rozdziale zatytułowanym „Siedmiu Potterów”. Wtedy to brał razem z innymi śmierciożercami udział w ataku na „Potterów”, czyli Harry’ego, Rona, Freda, George’a, Fleur, Hermionę i Mundungusa Fletchera. Ostatnich sześciu zostało „zamienionych” poprzez eliksir wielosokowy w Harry’ego. W tym czasie Voldemort kazał mu oddać swoją różdżkę, ponieważ ta którą pożyczył od Lucjusza Malfoya została zniszczona.
W Ministerstwie Magii, Hermiona „zamieniona” w Mafaldę Hopkirk zwróciła uwagę na medalion noszony przez Dolores Umbridge. Umbridge twierdziła, iż znak węża na medialionie oznacza „Selwyn”, czyli jedną z ostatnich czarodziejskich rodzin czystej krwi. Oczywiście kłamała. Później razem z Traversem został wezwany przez Ksenofiliusa Lovegooda. Ksenofilius twierdził, że w jego domu jest Harry Potter, mężczyźni jednak nie wierzyli mu, bo byli zdenerwowani i sarkastyczni.
Zginął w potyczce z aurorami, najprawdopodobniej w bitwie o Hogwart.

### Stan Shunpike
Stanley Shunpike – konduktor w Błędnym Rycerzu. W VI tomie został aresztowany po nalocie na jego dom w Clapham pod zarzutem śmierciożerstwa, co miało pokazać, że Ministerstwo Magii walczy ze śmierciożercami. Harry i Dumbledore sądzili wtedy, że jest niewinny. W VII, podczas ewakuacji Harry’ego z Privet Drive 4, Stan był jednym ze śmierciożerców, którzy ścigali Pottera. Był on jednak, jak przypuszczano, pod działaniem klątwy Imperius.

### Travers
Travers – wysoki, szczupły, o siwych włosach i grubych okularach. Pierwszy raz pojawia się w IV tomie, kiedy to Igor Karkarow oskarża go o zabicie Marleny McKinnon i jej rodziny.
Później jest o nim mowa w VII tomie. Kingsley Shacklebolt powiedział, że śmierciożercy opadł kaptur podczas ucieczki z Privet Drive.
Travers jest też wspominany przez Harry’ego i Hermionę kiedy przyjechali oni do Ministerstwa Magii w celu poszukiwania medalionu, horkruksa zawłaszczonego przez Dolores Umbridge. Dolores zapytała wtedy Hermionę, zamienioną dzięki eliksirowi wielosokowemu w Mafaldę Hopkirk, czy jeśli Travers wysłał ją to czy pracuje on w biurze ds. Niewłaściwego Użycia Magii na wyższym poziomie niż Mafalda.
Travers wraz z innym śmierciożercą Selwynem odpowiedział na wezwanie Ksenofiliusza Lovegooda. Byli rozdrażnieni i sarkastyczni, ponieważ Ksenofiliusz wezwał ich już po raz trzeci. Podczas gdy Lovegood zapewniał ich, że Harry Potter jest w jego domu, oni nie wierzyli mu, myśleli, iż chce tylko uwolnić swoją córkę Lunę.
Travers był na ulicy Pokątnej gdy Hermiona, Ron, Harry i Gryfek zamierzali włamać się do Gringotta. Kiedy Hermiona została zamieniona w Bellatrix Lestrange, był zaniepokojony i nieufny w stosunku do niej, wyczuł, że dzieją się dziwne rzeczy i z tego powodu Harry musiał rzucić na niego klątwę Imperius. Zgodnie z rozkazami Pottera, śmierciożerca jechał z nimi do tunelów, następnie „wyłączył” go spod działania klątwy i uciekł.
Jest uczestnikiem bitwy o Hogwart, gdzie walczy z Parvati Patil, która wygrywa.

### Corban Yaxley
Corban Yaxley – śmierciożerca o brutalnej twarzy. Uczestniczył w Bitwie na Wieży Astronomicznej. Jest jednym z bardziej znaczących śmierciożerców, szpieg Voldemorta w Ministerstwie Magii, rywal Snape’a i przyjaciel Dołohowa.
W 7. części, Yaxley sprzecza się ze Snape’em o poprawną datę opuszczenia Privet Drive 4 przez Harry’ego. Yaxley mówi, że rzucił zaklęcie Imperius na Piusa Thicknesse i to właśnie Thicknesse ma zostać Ministrem Magii.
Kiedy Harry, Ron i Hermiona wchodzą do Ministerstwa, chcąc znaleźć medalion Slytherina, okazuje się, że Yaxley został szefem Depertamentu Przestrzegania Prawa, oraz pomaga Dolores Umbridge w prowadzeniu rejestru mugoli i Komisji, razem upokarzając dzieci mugoli (pogardliwie nazywane szlamami). Po zabraniu Medalionu Salazara Slytherina od Umbridge, przyjaciele deportowali się. Z powrotem do posiadłości Blacków przy Grimmauld Place 12, ale za ramię Hermiony chwycił się Yaxley. Dziewczyna uwolniła się od mężczyzny i trójka przyjaciół deportowała się w inne miejsce. Lokalizacja domu przy Grimmauld Place została ujawniona śmierciożercy i dom nie był już bezpieczną kryjówką.
Jest uczestnikiem bitwy o Hogwart, gdzie czeka wraz z Voldemortem na Harry’ego. Błędnie sądził, że Harry nie przyjdzie w ciągu wyznaczonego czasu. Po ponownym rozpoczęciu bitwy, zostaje pokonany przez George’a Weasleya i Lee Jordana.

### Znani śmierciożercy
- Crabbe senior – ojciec Vincentego Crabbe’a.
- Goyle senior – ojciec Gregory’ego Goyle’a.
- Gibbon – nie żyje, brał udział w Bitwie na Wieży Astronomicznej.
- Jancor – brał udział w bitwie w Departamencie Tajemnic.
- Jugson – brał udział w bitwie w Departamencie Tajemnic.
- Mulciber – wyspecjalizował się w rzucaniu zaklęcia Imperius. Brał udział w bitwie w Departamencie Tajemnic. Był przyjacielem Snape’a ze szkolnych lat.
- Wilkes – nie żyje. Zginął rok przed pierwszym upadkiem Voldemorta, o czym wspomniał Syriusz Black.
- Pius Thicknesse – minister magii po śmierci Rufusa Scrimgeoura i poprzednik Kingsleya Shacklebolta. Prawdopodobnie był pod działaniem zaklęcia imperius i walczył z Percym w bitwie o Hogwart.

W filmach pojawili się również śmierciożercy nieznani z imienia i nazwiska. Zagrali ich:
- Olivia Higginbottom
- Philip Rham
- Ashley Artus
- Alex Palmer
- Paschal Friel
- Richard Trinder
- Tav MacDougall

### Naśladowcy
- Kwiryniusz Quirrell – próbował ukraść kamień filozoficzny i był nauczycielem w Hogwarcie Nie miał wypalonego znaku śmierciożerców na przedramieniu.
- Fenrir Greyback – jest wilkołakiem i był obecny w Bitwie na Wieży Astronomicznej, gdy Snape uśmiercił Dumbledore’a. Nie miał wypalonego znaku śmierciożerców na przedramieniu, ze względu na swe pochodzenie.
- Scabior – jeden że szmalcowników. Nie miał wypalonego znaku śmierciożerców na przedramieniu.

### Mroczny Znak

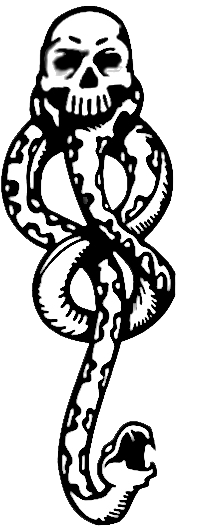
Mroczny Znak

Mroczny Znak (ang. Dark Mark) – w cyklu Harry Potter było to znamię, które Lord Voldemort wypalał Śmierciożercom na lewej ręce, nieco poniżej łokcia. Miało ono kształt czaszki z rozwartą szczęką, z której wysuwał się wąż.
Znak służył do komunikacji Lorda Voldemorta ze śmierciożercami. Po dotknięciu znamię zmieniało kolor z czerwonego na czarny u wszystkich, którzy mieli je wypalone. Było to np. wezwanie do aportowania się u boku osoby, która dotykała znaku.
Mroczny Znak można było także wywołać z pomocą zaklęcia Morsmordre: pojawiał się wtedy na niebie i świecił jasnym, zielonym światłem. Używano go do oznaczania domów, w których Śmierciożercy zamordowali czarodzieja. Motyw Mrocznego Znaku na niebie występuje w czwartej i szóstej części cyklu.

## Dursleyowie

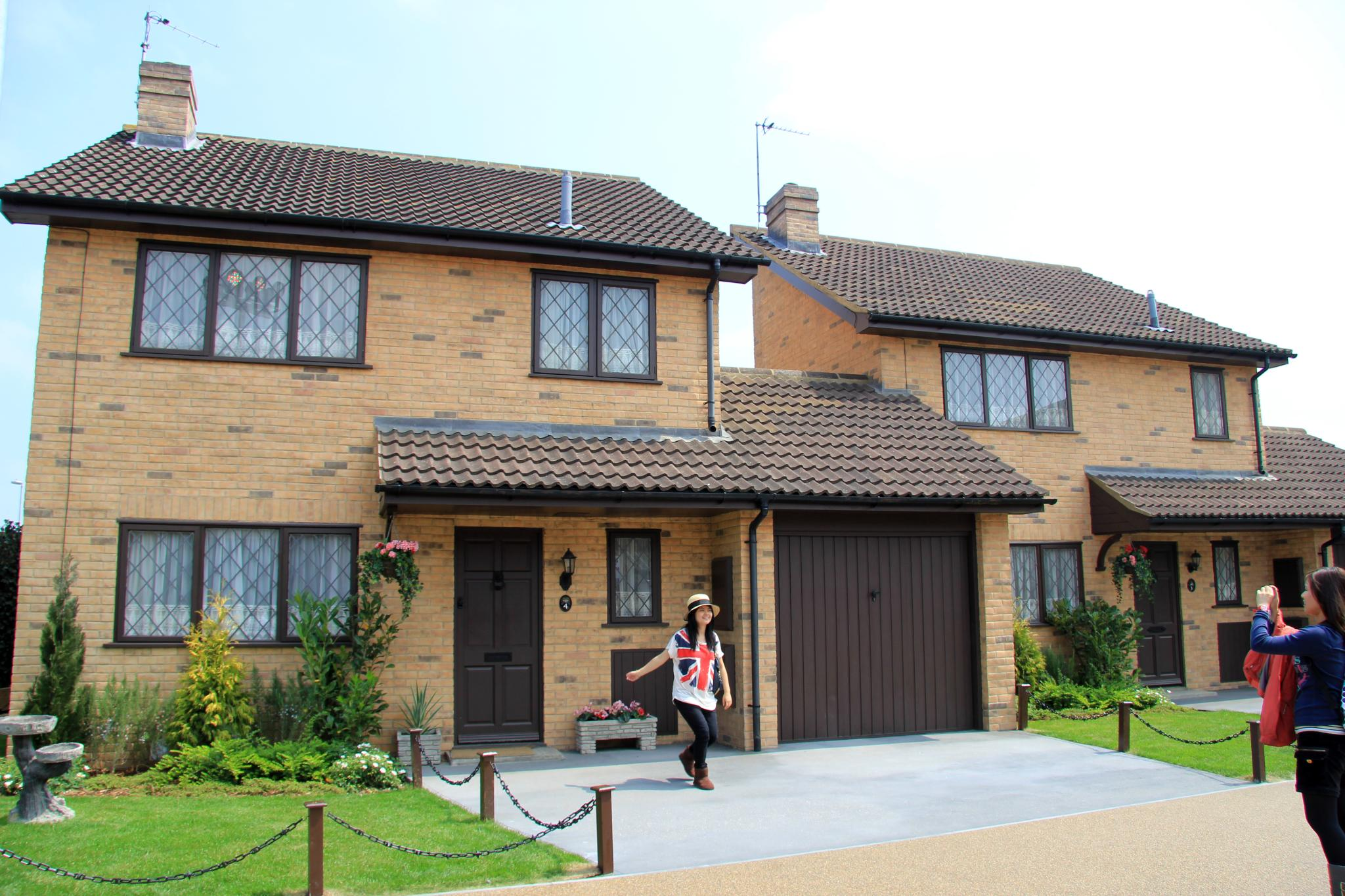
Dom Dursleyów

Rodzina Dursley – fikcyjna rodzina w powieściach z cyklu Harry Potter autorstwa Joanne Kathleen Rowling. Są jedynymi żyjącymi krewnymi Harry’ego.

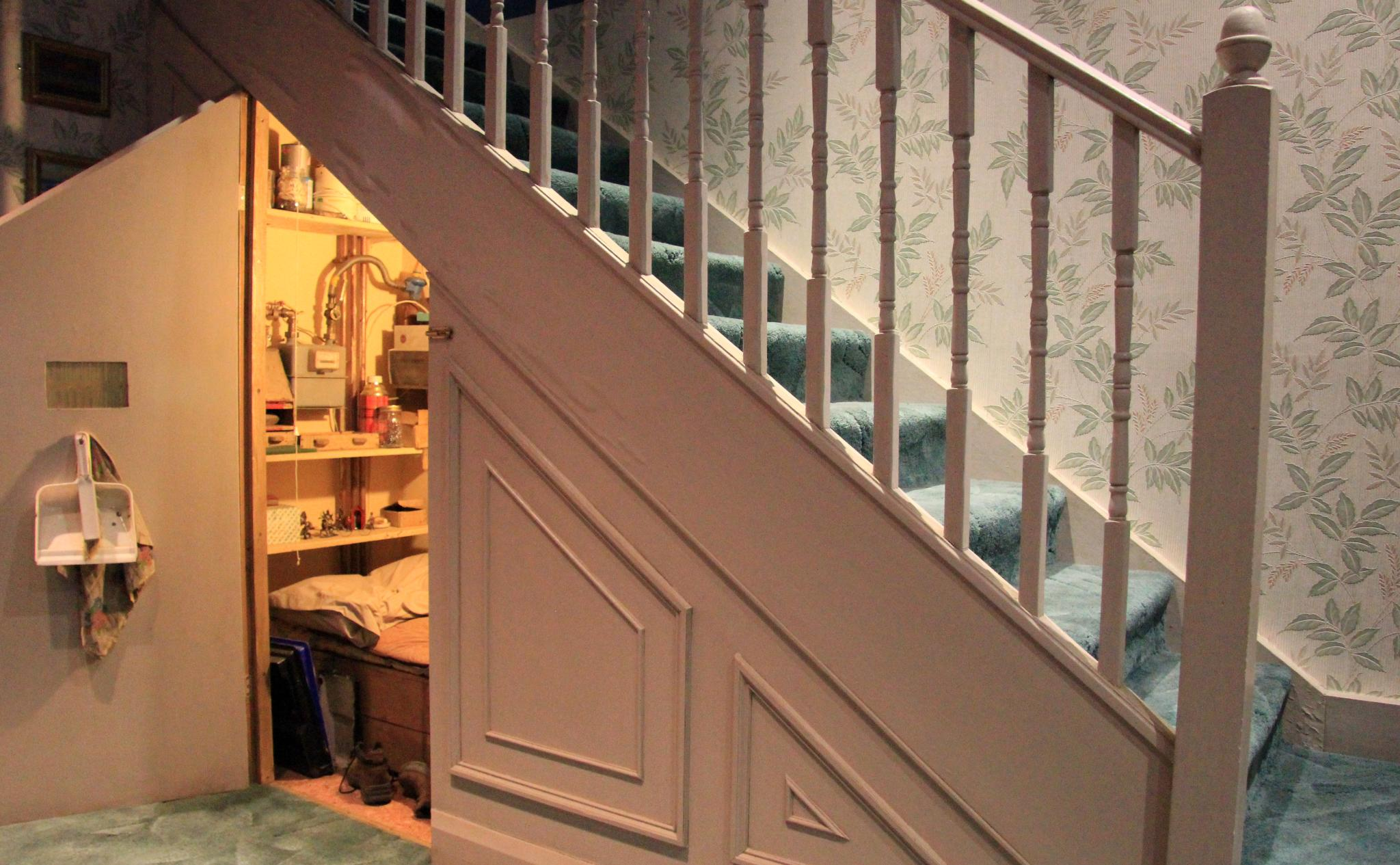
Komórka pod schodami, w której początkowo mieszkał Harry Potter

Aby zapewnić młodemu Potterowi bezpieczeństwo, Albus Dumbledore umieścił go jako niemowlaka w ich domu przy Privet Drive 4 w Little Whinging (Surrey, Anglia). Ochronna tarcza Harry’ego Pottera miała prysnąć w dniu osiągnięcia przez niego pełnoletności w czarodziejskim świecie. W dniu jego 17. urodzin, 31 lipca 1997 roku. Cztery dni przed tą datą, zmuszeni byli ukryć się przed Voldemortem, a pomógł im w tym Zakon Feniksa. Ich późniejsze losy nie są znane.
Nazwisko Dursley pochodzi od nazwy małego miasteczka w Gloucestershire, blisko miejsca urodzenia autorki serii. Rowling bardzo nie lubiła tego miasteczka w młodości.

### Vernon Dursley
Vernon Dursley – wuj Harry’ego, mąż Petunii, ojciec Dudleya, brat Marge oraz szwagier dla Jamesa i Lily Potter.
Rosły, otyły mężczyzna pozbawiony szyi, za to wyposażony w wielkie wąsy. Jest głową rodziny i w większości to on nakłada na Harry’ego wszystkie możliwe obowiązki, równocześnie odciążając Dudleya. Pan Dursley jest dyrektorem firmy Grunnings produkującej świdry. Jest mugolem i nie cierpi wszystkiego, co magiczne, zwłaszcza Harry’ego. W przeciwieństwie do Petunii nie uznaje Harry’ego jako członka rodziny. On i Petunia niechętnie wychowali Harry’ego i nie udzielili mu żadnych informacji na temat magicznego świata oraz o jego rodzicach. Codziennie czyta dziennik Daily Mail. Jego charakterystyczną cechą jest to, że gdy denerwuje się na Harry’ego, na czole pulsuje mu ogromna, fioletowa żyła. W polskiej wersji językowej głos podkłada Kazimierz Wysota.
W V. tomie chciał wyrzucić Harry’ego z domu, w czym przeszkodziła mu żona.
W VII. tomie ewakuował się z żoną i synem z własnego domu, ponieważ Lord Voldemort mógł ich torturować, aby dowiedzieć się, gdzie znajduje się Harry Potter.

### Petunia Dursley z domu Evans
Petunia Dursley z domu Evans (ur. 1958) – ciotka Harry’ego, szwagierka Jamesa oraz Marjorie „Marge” Dursley, siostra Lily Potter, żona Vernona i matka Dudleya.
Drobna, koścista z twarzą konia i bardzo długą szyją, która pomaga jej w ulubionym zajęciu – podglądaniu sąsiadów. Obsesyjnie plotkuje na temat gwiazd. Cała jej rodzina to mugole, wyjątkiem jest jej siostra – Lily, która była czarownicą. Ich rodzice byli bardzo dumni z córki, ale Petunia uważała siostrę za dziwaka. Tak jak reszta rodziny brzydzi się wszystkiego, co magiczne. Nigdy nie była zbyt miła dla Harry’ego, ale w przeciwieństwie do Vernona i Dudleya zdarzyło się jej kilka razy być „ludzką”. Wyszła za Vernona Dursleya. 22 czerwca 1980 urodził im się syn Dudley.
Petunia nie odwiedzała siostry przez lata, na co dzień twierdziła, że jest jedynaczką. Jednakże pewnego dnia Petunia ujrzała siostrzeńca, Harry’ego, na wycieraczce przed drzwiami. Dziecko podrzucił Albus Dumbledore wraz z listem, w którym wyjaśniał, że Potterowie zostali zabici przez Voldemorta. Petunia i Vernon przyjęli Harry’ego, ale nie uświadomili go, że jego rodzice byli czarodziejami i zostali zabici. Twierdzili, że zginęli w wypadku samochodowym.
W dzieciństwie była zżyta z siostrą, ale jednocześnie zazdrosna o jej magiczne umiejętności. Kiedy Lily otrzymała list z Hogwartu, Petunia napisała do dyrektora z prośbą o przyjęcie również jej – odmówił. O tej odmowie dowiedziała się Lily. Petunia poczuła się upokorzona, znienawidziła świat magii, który odebrał jej siostrę. Prawdopodobnie to było przyczyną jej niechęci do siostrzeńca.
Kiedy Vernon próbował wyrzucić Harry’ego z domu na początku V. tomu, Petunia otrzymała wyjca od Dumbledore’a – Pamiętaj o moim ostatnim, Petunio!, co wpłynęło na pozostaniu Harry’ego przy Privet Drive 4. Rowling ujawniła, że Dumbledore korespondował z nią od lat. Ciotka Petunia wiedziała o magii więcej, niż się można było spodziewać; wiedziała o dementorach i o Azkabanie, w jej oczach pojawił się strach, gdy Harry powiedział, że Voldemort powrócił.
Imię Petunia pochodzi od identycznej nazwy kwiatu, który symbolizuje niechęć i gniew.
Petunia wraz z mężem Vernonem i synem Dudleyem w VII części HP została ewakuowana z domu dla bezpieczeństwa.

### Dudley Dursley
Dudley Dursley (ur. 22 czerwca 1980) – kuzyn Harry’ego, syn Petunii i Vernona Dursleyów oraz siostrzeniec dla Jamesa i Lily Potter.
Wysoki i tłusty chłopiec, z jasnymi włosami. Siedząc przy kwadratowym stole, zazwyczaj zajmuje cały jego bok. Petunia i Vernon zawsze znajdują usprawiedliwienie dla jego słabych ocen. Dudley uczęszcza do szkoły Smeltinga. Wraz ze swoją bandą (Piers Polkiss, Dennis, Malcolm i Gordon) stanowił postrach okolicy. Dzięki słodkim przekąskom i fast foodom w wieku trzech lat stał się „szerszy niż wyższy”. W wieku 14–15 lat zaczął trenować boks, przez co wszystkie okoliczne dzieci bały się go jeszcze bardziej niż dawniej.
Rodzice pozwalali mu prawie na wszystko, łącznie ze znęcaniem się nad Harrym. To on był jego pierwszą ofiarą, ale Dudley dręczył go tylko wtedy, kiedy był pewien wygranej. Parę razy pozwolił sobie jednak na zbyt wiele, co zakończyło się nieświadomym użyciem czarów przez Harry’ego, np. któregoś dnia w przypływie złości Harry zdematerializował szybę w zoo, uwalniając olbrzymiego węża. Kiedy indziej Rubeus Hagrid wyczarował Dudleyowi świński ogonek. Po paru latach spokoju, kiedy Dudley był akurat na diecie, dom Dursleyów odwiedzili Artur Weasley, a także Fred i George. Łakomy chłopak skusił się na gigantojęzyczne toffi od bliźniaków, a niezbyt miłe działanie cukierków ostatecznie uprzedziło rodzinę do czarodziejów. W IV. tomie jest na diecie. W V. części Dudleya zaatakowali dementorzy, przed którymi uratował go Harry, wyczarowując patronusa.
W tomie VII. powieści Dudley po raz pierwszy wykazuje troskę o kuzyna i lojalność wobec niego, doceniając fakt, że Harry uratował go przed dementorami.
Autorka w jednym z wywiadów ujawniła, że pod wpływem ataku dementora Dudley widział siebie takiego, jakim jest naprawdę, i właśnie wtedy zaczęła się w nim powolna przemiana.

### Marjorie Dursley
Marjorie „Marge” Dursley – siostra Vernona, szwagierka Petunii i ciotka dla Dudleya.
Wierna kopia brata, rosła kobieta pozbawiona szyi i – jak jej brat – wyposażona w wąsy, choć mniejsze. Nie jest spokrewniona z Harrym, ale Vernon nalegał, aby mówił jej „ciociu Marge”. Marjorie mieszka na wsi, gdzie hoduje buldogi. Bardzo rzadko odwiedza Privet Drive, za co Harry jej skrycie dziękuje. Uważa Harry’ego za źle wychowanego chłopaka i uwielbia obrażać jego rodziców.
Jej ostatnia wizyta nastąpiła w III. tomie, wtedy Harry w przypływie złości spowodowanym obrazą jego rodziców przez Marge rzucił na nią zaklęcie nadymające ją jak balon (amnezjatorzy musieli później zmodyfikować jej pamięć).
Raz na święta Bożego Narodzenia dała Harry’emu sucharki dla psów, za to swojemu bratankowi, Dudleyowi, pieniądze i drogie prezenty.

## Blackowie
Ród Blacków (pełna tytulatura: Szlachetny i starożytny ród Blacków; w oryg. The Noble and Most Ancient House of Black) – fikcyjny czarodziejski ród, pojawiający się w serii książek Harry Potter autorstwa Joanne K. Rowling. Po raz pierwszy wspomniany w tomie Harry Potter i Zakon Feniksa, jednak jego przedstawiciele są bohaterami także wcześniejszych części cyklu.
Rodzina Blacków przywiązywała dużą wagę do pochodzenia i czystości krwi innych czarodziejów. Blackowie interesowali się także czarną magią – w siedzibie rodu, domu przy ulicy Grimmauld Place 12 w Londynie, zgromadzono wiele niebezpiecznych artefaktów. Jak większość czarodziejskich rodów, ród Blacków był spokrewniony z wieloma innymi rodzinami czarodziejów, między innymi: Bulstrode’ów, Burke’ów, Crabbe’ów, Crouchów, Flintów, Gampów, Lestrange’ów, Longbottomów, Macmillanów, Malfoyów, Potterów, Prewettów, Rosierów, Weasleyów i Yaxleyów. Przedstawicielami rodu byli między innymi Fineas Nigellus Black, dyrektor Hogwartu; Syriusz, ojciec chrzestny Harry’ego Pottera i brat Regulusa, śmierciożercy; Bellatrix Lestrange z domu Black, jedna z najwierniejszych śmierciożerców; Narcyza Malfoy z domu Black, żona Lucjusza Malfoya; Nimfadora Tonks, córka wydziedziczonej Andromedy Black, auror. Ostatnim potomkiem rodu w linii męskiej był Syriusz Black.

### Poglądy
Dewiza rodziny Blacków brzmiała Toujours Pur (z fr. zawsze czyści), a większość przedstawicieli rodu była zwolennikami czystości krwi. Uważali oni również, że samo bycie Blackiem czyni cię królem. Opowiadali się za oczyszczeniem świata czarodziejów z osób urodzonych w mugolskich rodzinach i sprawowaniu urzędów oraz ważnych stanowisk wyłącznie przez czarodziejów „czystej krwi”. Synom i córkom zezwalano na małżeństwa jedynie z czarodziejami pochodzącymi z innych starych magicznych rodów.
Blackowie brali aktywny udział w życiu czarodziejskiego świata. Araminta Meliflua, kuzynka Walburgi Black, próbowała wprowadzić ustawę legalizującą polowanie na mugoli. Dziadek Syriusza Blacka otrzymał Order Merlina Pierwszej Klasy za zasługi dla Ministerstwa Magii (jego wnuk twierdził, że prawdziwą przyczyną odznaczenia było przekazanie Ministerstwu dużej ilości pieniędzy). Prapradziadek Syriusza, Fineas Nigellus Black, był dyrektorem Hogwartu.
Większość Blacków popierała działalność Voldemorta, uznając, że ma on „zdrowe poglądy na wiele spraw”. Niektórzy, w tym rodzice Syriusza, odwrócili się od niego, gdy zorientowali się, do czego jest w stanie się posunąć, by przejąć władzę. Śmierciożercami byli: brat Syriusza Blacka – Regulus Arkturus Black oraz Bellatriks Lestrange, Rudolf Lestrange i jego brat Rabastan, Lucjusz Malfoy, a później syn Lucjusza – Draco. Osoby, które nie podzielały poglądów rodziny, zawierały małżeństwa z osobami mugolskiego pochodzenia bądź czarodziejami nieuznającymi niższości mugolaków, były wykluczane z rodu. Powodem do wydziedziczenia mogło być także charłactwo (niemagiczność). Wszyscy uczęszczający do Hogwartu członkowie rodu zostali przydzieleni do Slytherinu. Wyjątkiem był Syriusz Black, który został Gryfonem.

### Herb rodu
Herb Blacków nie jest opisywany w powieści, lecz został umieszczony na narysowanym przez autorkę książek drzewie genealogicznym rodu.
Opis herbuW polu czarnym krokiew pomiędzy dwoma białymi gwiazdami pięcioramiennymi w głowicy a mieczem u podstawy. U bocznic tarczy dwa podtrzymujące ją charty, zwrócone do siebie, u podstawy tarczy biała wstęga z czarno kreśloną dewizą Tojours pur.

### Drzewo genealogiczne

#### Powieść
W cyklu powieści drzewo genealogiczne rodu Blacków pojawia się po raz pierwszy w tomie Harry Potter i Zakon Feniksa, podczas pobytu Harry’ego Pottera na Grimmauld Place 12. Drzewo jest przedstawione na bardzo starym, wyszywanym złotą nicią gobelinie, który znajduje się w rodzinie od 700 lat. Jest wykresem potomków w układzie poziomym i obejmuje pokolenia od czasów średniowiecza do współczesnym bohaterom powieści. Osoby wydziedziczone są z drzewa usuwane poprzez wypalenie ich imion.

#### Rzeczywistość
Autorka powieści, Joanne K. Rowling, narysowała ręcznie część drzewa genealogicznego. Rysunek przekazała w styczniu 2006 roku fundacji Book Aid International, zajmującej się zbieraniem środków na szerzenie oświaty w krajach rozwijających się, której wcześniej przekazywała między innymi streszczenie piątego tomu książki. Drzewo genealogiczne zostało wystawione na aukcję 22 lutego 2006, gdzie za 30 tysięcy funtów kupił je Daniel Radcliffe, odtwórca roli Harry’ego Pottera w ekranizacjach książki.
Rysunek Rowling obejmuje tylko część przedstawionego w powieści (nie jest na nim zaznaczona na przykład wymieniona w powieści Araminta Meliflua). Na drzewie zaprezentowano sześć pokoleń rodu: od pokolenia Fineasa Nigellusa Blacka do Dracona Malfoya, syna Narcyzy Black. Siedem usuniętych z drzewa osób jest zaznaczonych czarnymi plamami, a powody ich wydziedziczenia umieszczono pod drzewem. Rowling podała także daty urodzenia członków rodu (bez dat urodzenia ich małżonków). Rysunek został uzupełniony przedstawieniem herbu rodu oraz komentarzem There are many stories between the lines (z ang. Między liniami jest wiele opowieści).

#### Schemat
Poniższy schemat obrazuje informacje przedstawione na rysunku drzewa genealogicznego Blacków narysowanego przez Joanne K. Rowling oraz znane z książek powiązania rodzinne Andromedy Black i Draco Malfoya. Kursywa oznacza wydziedziczenie i usunięcie z drzewa.
|  |  |                       |                       |                       |                       |                       |                       |  |  |                    |                    |                    |                    |                    |                    |  |  | Arcturus Black         | Arcturus Black         | Arcturus Black         | Arcturus Black         | Arcturus Black         | Arcturus Black         |  |  | Lucretia Black     | Lucretia Black     | Lucretia Black     | Lucretia Black     | Lucretia Black     | Lucretia Black     |  |  |                        |                        |                        |                        |                        |                        |  |  |                    |                    |                    |                    |                    |                    |  |  |                          |                          |                          |                          |                          |                          |  |  |  |  |
|  |  |                       |                       |                       |                       |                       |                       |  |  |                    |                    |                    |                    |                    |                    |  |  | Arcturus Black         | Arcturus Black         | Arcturus Black         | Arcturus Black         | Arcturus Black         | Arcturus Black         |  |  | Lucretia Black     | Lucretia Black     | Lucretia Black     | Lucretia Black     | Lucretia Black     | Lucretia Black     |  |  |                        |                        |                        |                        |                        |                        |  |  |                    |                    |                    |                    |                    |                    |  |  |                          |                          |                          |                          |                          |                          |  |  |  |  |
|  |  |                       |                       |                       |                       |                       |                       |  |  |                    |                    |                    |                    |                    |                    |  |  |                        |                        |                        |                        |                        |                        |  |  |                    |                    |                    |                    |                    |                    |  |  |                        |                        |                        |                        |                        |                        |  |  |                    |                    |                    |                    |                    |                    |  |  |                          |                          |                          |                          |                          |                          |  |  |  |  |
|  |  |                       |                       |                       |                       |                       |                       |  |  |                    |                    |                    |                    |                    |                    |  |  |                        |                        |                        |                        |                        |                        |  |  |                    |                    |                    |                    |                    |                    |  |  |                        |                        |                        |                        |                        |                        |  |  |                    |                    |                    |                    |                    |                    |  |  |                          |                          |                          |                          |                          |                          |  |  |  |  |
|  |  |                       |                       |                       |                       |                       |                       |  |  |                    |                    |                    |                    |                    |                    |  |  | Melania Macmillan      | Melania Macmillan      | Melania Macmillan      | Melania Macmillan      | Melania Macmillan      | Melania Macmillan      |  |  | Ignatius Prewett   | Ignatius Prewett   | Ignatius Prewett   | Ignatius Prewett   | Ignatius Prewett   | Ignatius Prewett   |  |  |                        |                        |                        |                        |                        |                        |  |  |                    |                    |                    |                    |                    |                    |  |  |                          |                          |                          |                          |                          |                          |  |  |  |  |
|  |  |                       |                       |                       |                       |                       |                       |  |  | Syriusz Black      |                    |                    |                    |                    |                    |  |  | Melania Macmillan      | Melania Macmillan      | Melania Macmillan      | Melania Macmillan      | Melania Macmillan      | Melania Macmillan      |  |  | Ignatius Prewett   | Ignatius Prewett   | Ignatius Prewett   | Ignatius Prewett   | Ignatius Prewett   | Ignatius Prewett   |  |  |                        |                        |                        |                        |                        |                        |  |  |                    |                    |                    |                    |                    |                    |  |  |                          |                          |                          |                          |                          |                          |  |  |  |  |
|  |  |                       |                       |                       |                       |                       |                       |  |  |                    |                    |                    |                    |                    |                    |  |  |                        |                        |                        |                        |                        |                        |  |  |                    |                    |                    |                    |                    |                    |  |  |                        |                        |                        |                        |                        |                        |  |  |                    |                    |                    |                    |                    |                    |  |  |                          |                          |                          |                          |                          |                          |  |  |  |  |
|  |  |                       |                       |                       |                       |                       |                       |  |  |                    |                    |                    |                    |                    |                    |  |  | Lycoris Black          | Lycoris Black          | Lycoris Black          | Lycoris Black          | Lycoris Black          | Lycoris Black          |  |  | Orion Black        | Orion Black        | Orion Black        | Orion Black        | Orion Black        | Orion Black        |  |  | Syriusz Black          | Syriusz Black          | Syriusz Black          | Syriusz Black          | Syriusz Black          | Syriusz Black          |  |  |                    |                    |                    |                    |                    |                    |  |  |                          |                          |                          |                          |                          |                          |  |  |  |  |
|  |  |                       |                       |                       |                       |                       |                       |  |  |                    |                    |                    |                    |                    |                    |  |  | Lycoris Black          | Lycoris Black          | Lycoris Black          | Lycoris Black          | Lycoris Black          | Lycoris Black          |  |  | Orion Black        | Orion Black        | Orion Black        | Orion Black        | Orion Black        | Orion Black        |  |  | Syriusz Black          | Syriusz Black          | Syriusz Black          | Syriusz Black          | Syriusz Black          | Syriusz Black          |  |  |                    |                    |                    |                    |                    |                    |  |  |                          |                          |                          |                          |                          |                          |  |  |  |  |
|  |  |                       |                       |                       |                       |                       |                       |  |  | Hesper Gamp        |                    |                    |                    |                    |                    |  |  |                        |                        |                        |                        |                        |                        |  |  |                    |                    |                    |                    |                    |                    |  |  |                        |                        |                        |                        |                        |                        |  |  |                    |                    |                    |                    |                    |                    |  |  |                          |                          |                          |                          |                          |                          |  |  |  |  |
|  |  |                       |                       |                       |                       |                       |                       |  |  |                    |                    |                    |                    |                    |                    |  |  |                        |                        |                        |                        |                        |                        |  |  |                    |                    |                    |                    |                    |                    |  |  |                        |                        |                        |                        |                        |                        |  |  |                    |                    |                    |                    |                    |                    |  |  |                          |                          |                          |                          |                          |                          |  |  |  |  |
|  |  |                       |                       |                       |                       |                       |                       |  |  |                    |                    |                    |                    |                    |                    |  |  | Regulus Arcturus Black | Regulus Arcturus Black | Regulus Arcturus Black | Regulus Arcturus Black | Regulus Arcturus Black | Regulus Arcturus Black |  |  | Walburga Black     | Walburga Black     | Walburga Black     | Walburga Black     | Walburga Black     | Walburga Black     |  |  | Regulus Arcturus Black | Regulus Arcturus Black | Regulus Arcturus Black | Regulus Arcturus Black | Regulus Arcturus Black | Regulus Arcturus Black |  |  |                    |                    |                    |                    |                    |                    |  |  |                          |                          |                          |                          |                          |                          |  |  |  |  |
|  |  |                       |                       |                       |                       |                       |                       |  |  |                    |                    |                    |                    |                    |                    |  |  | Regulus Arcturus Black | Regulus Arcturus Black | Regulus Arcturus Black | Regulus Arcturus Black | Regulus Arcturus Black | Regulus Arcturus Black |  |  | Walburga Black     | Walburga Black     | Walburga Black     | Walburga Black     | Walburga Black     | Walburga Black     |  |  | Regulus Arcturus Black | Regulus Arcturus Black | Regulus Arcturus Black | Regulus Arcturus Black | Regulus Arcturus Black | Regulus Arcturus Black |  |  |                    |                    |                    |                    |                    |                    |  |  |                          |                          |                          |                          |                          |                          |  |  |  |  |
|  |  |                       |                       |                       |                       |                       |                       |  |  | Fineas Black       |                    |                    |                    |                    |                    |  |  |                        |                        |                        |                        |                        |                        |  |  |                    |                    |                    |                    |                    |                    |  |  |                        |                        |                        |                        |                        |                        |  |  |                    |                    |                    |                    |                    |                    |  |  |                          |                          |                          |                          |                          |                          |  |  |  |  |
|  |  |                       |                       |                       |                       |                       |                       |  |  |                    |                    |                    |                    |                    |                    |  |  |                        |                        |                        |                        |                        |                        |  |  |                    |                    |                    |                    |                    |                    |  |  |                        |                        |                        |                        |                        |                        |  |  |                    |                    |                    |                    |                    |                    |  |  |                          |                          |                          |                          |                          |                          |  |  |  |  |
|  |  | Syriusz Black         | Syriusz Black         | Syriusz Black         | Syriusz Black         | Syriusz Black         | Syriusz Black         |  |  |                    |                    |                    |                    |                    |                    |  |  | Pollux Black           | Pollux Black           | Pollux Black           | Pollux Black           | Pollux Black           | Pollux Black           |  |  | Alfard Black       | Alfard Black       | Alfard Black       | Alfard Black       | Alfard Black       | Alfard Black       |  |  | Bellatrix Black        | Bellatrix Black        | Bellatrix Black        | Bellatrix Black        | Bellatrix Black        | Bellatrix Black        |  |  |                    |                    |                    |                    |                    |                    |  |  |                          |                          |                          |                          |                          |                          |  |  |  |  |
|  |  | Syriusz Black         | Syriusz Black         | Syriusz Black         | Syriusz Black         | Syriusz Black         | Syriusz Black         |  |  |                    |                    |                    |                    |                    |                    |  |  | Pollux Black           | Pollux Black           | Pollux Black           | Pollux Black           | Pollux Black           | Pollux Black           |  |  | Alfard Black       | Alfard Black       | Alfard Black       | Alfard Black       | Alfard Black       | Alfard Black       |  |  | Bellatrix Black        | Bellatrix Black        | Bellatrix Black        | Bellatrix Black        | Bellatrix Black        | Bellatrix Black        |  |  |                    |                    |                    |                    |                    |                    |  |  |                          |                          |                          |                          |                          |                          |  |  |  |  |
|  |  |                       |                       |                       |                       |                       |                       |  |  |                    |                    |                    |                    |                    |                    |  |  |                        |                        |                        |                        |                        |                        |  |  |                    |                    |                    |                    |                    |                    |  |  |                        |                        |                        |                        |                        |                        |  |  |                    |                    |                    |                    |                    |                    |  |  |                          |                          |                          |                          |                          |                          |  |  |  |  |
|  |  |                       |                       |                       |                       |                       |                       |  |  |                    |                    |                    |                    |                    |                    |  |  |                        |                        |                        |                        |                        |                        |  |  |                    |                    |                    |                    |                    |                    |  |  |                        |                        |                        |                        |                        |                        |  |  |                    |                    |                    |                    |                    |                    |  |  |                          |                          |                          |                          |                          |                          |  |  |  |  |
|  |  | Fineas Nigellus Black | Fineas Nigellus Black | Fineas Nigellus Black | Fineas Nigellus Black | Fineas Nigellus Black | Fineas Nigellus Black |  |  |                    |                    |                    |                    |                    |                    |  |  | Irma Crabbe            | Irma Crabbe            | Irma Crabbe            | Irma Crabbe            | Irma Crabbe            | Irma Crabbe            |  |  |                    |                    |                    |                    |                    |                    |  |  | Rudolphus Lestrange    | Rudolphus Lestrange    | Rudolphus Lestrange    | Rudolphus Lestrange    | Rudolphus Lestrange    | Rudolphus Lestrange    |  |  |                    |                    |                    |                    |                    |                    |  |  |                          |                          |                          |                          |                          |                          |  |  |  |  |
|  |  | Fineas Nigellus Black | Fineas Nigellus Black | Fineas Nigellus Black | Fineas Nigellus Black | Fineas Nigellus Black | Fineas Nigellus Black |  |  |                    |                    |                    |                    |                    |                    |  |  | Irma Crabbe            | Irma Crabbe            | Irma Crabbe            | Irma Crabbe            | Irma Crabbe            | Irma Crabbe            |  |  |                    |                    |                    |                    |                    |                    |  |  | Rudolphus Lestrange    | Rudolphus Lestrange    | Rudolphus Lestrange    | Rudolphus Lestrange    | Rudolphus Lestrange    | Rudolphus Lestrange    |  |  |                    |                    |                    |                    |                    |                    |  |  |                          |                          |                          |                          |                          |                          |  |  |  |  |
|  |  |                       |                       |                       |                       |                       |                       |  |  | Cygnus Black       | Cygnus Black       | Cygnus Black       | Cygnus Black       | Cygnus Black       | Cygnus Black       |  |  |                        |                        |                        |                        |                        |                        |  |  | Cygnus Black       | Cygnus Black       | Cygnus Black       | Cygnus Black       | Cygnus Black       | Cygnus Black       |  |  |                        |                        |                        |                        |                        |                        |  |  |                    |                    |                    |                    |                    |                    |  |  |                          |                          |                          |                          |                          |                          |  |  |  |  |
|  |  |                       |                       |                       |                       |                       |                       |  |  | Cygnus Black       | Cygnus Black       | Cygnus Black       | Cygnus Black       | Cygnus Black       | Cygnus Black       |  |  |                        |                        |                        |                        |                        |                        |  |  | Cygnus Black       | Cygnus Black       | Cygnus Black       | Cygnus Black       | Cygnus Black       | Cygnus Black       |  |  |                        |                        |                        |                        |                        |                        |  |  |                    |                    |                    |                    |                    |                    |  |  |                          |                          |                          |                          |                          |                          |  |  |  |  |
|  |  | Ursula Flint          | Ursula Flint          | Ursula Flint          | Ursula Flint          | Ursula Flint          | Ursula Flint          |  |  |                    |                    |                    |                    |                    |                    |  |  | Cassiopeia Black       | Cassiopeia Black       | Cassiopeia Black       | Cassiopeia Black       | Cassiopeia Black       | Cassiopeia Black       |  |  |                    |                    |                    |                    |                    |                    |  |  | Andromeda Black        | Andromeda Black        | Andromeda Black        | Andromeda Black        | Andromeda Black        | Andromeda Black        |  |  |                    |                    |                    |                    |                    |                    |  |  |                          |                          |                          |                          |                          |                          |  |  |  |  |
|  |  |                       | Ursula Flint          | Ursula Flint          | Ursula Flint          | Ursula Flint          | Ursula Flint          |  |  |                    |                    |                    |                    |                    |                    |  |  | Cassiopeia Black       | Cassiopeia Black       | Cassiopeia Black       | Cassiopeia Black       | Cassiopeia Black       | Cassiopeia Black       |  |  |                    |                    |                    |                    |                    |                    |  |  | Andromeda Black        | Andromeda Black        | Andromeda Black        | Andromeda Black        | Andromeda Black        | Andromeda Black        |  |  |                    |                    |                    |                    |                    |                    |  |  |                          |                          |                          |                          |                          |                          |  |  |  |  |
|  |  |                       |                       |                       |                       |                       |                       |  |  | Violetta Bulstrode | Violetta Bulstrode | Violetta Bulstrode | Violetta Bulstrode | Violetta Bulstrode | Violetta Bulstrode |  |  |                        |                        |                        |                        |                        |                        |  |  | Druella Rosier     | Druella Rosier     | Druella Rosier     | Druella Rosier     | Druella Rosier     | Druella Rosier     |  |  |                        |                        |                        |                        |                        |                        |  |  | Nimfadora Tonks    | Nimfadora Tonks    | Nimfadora Tonks    | Nimfadora Tonks    | Nimfadora Tonks    | Nimfadora Tonks    |  |  |                          |                          |                          |                          |                          |                          |  |  |  |  |
|  |  |                       |                       |                       |                       |                       |                       |  |  | Violetta Bulstrode | Violetta Bulstrode | Violetta Bulstrode | Violetta Bulstrode | Violetta Bulstrode | Violetta Bulstrode |  |  |                        |                        |                        |                        |                        |                        |  |  | Druella Rosier     | Druella Rosier     | Druella Rosier     | Druella Rosier     | Druella Rosier     | Druella Rosier     |  |  |                        |                        |                        |                        |                        |                        |  |  | Nimfadora Tonks    | Nimfadora Tonks    | Nimfadora Tonks    | Nimfadora Tonks    | Nimfadora Tonks    | Nimfadora Tonks    |  |  |                          |                          |                          |                          |                          |                          |  |  |  |  |
|  |  | Elladora Black        | Elladora Black        | Elladora Black        | Elladora Black        | Elladora Black        | Elladora Black        |  |  |                    |                    |                    |                    |                    |                    |  |  | Marius Black           | Marius Black           | Marius Black           | Marius Black           | Marius Black           | Marius Black           |  |  |                    |                    |                    |                    |                    |                    |  |  | Ted Tonks              | Ted Tonks              | Ted Tonks              | Ted Tonks              | Ted Tonks              | Ted Tonks              |  |  |                    |                    |                    |                    |                    |                    |  |  | Ted Remus Lupin          | Ted Remus Lupin          | Ted Remus Lupin          | Ted Remus Lupin          | Ted Remus Lupin          | Ted Remus Lupin          |  |  |  |  |
|  |  | Elladora Black        | Elladora Black        | Elladora Black        | Elladora Black        | Elladora Black        | Elladora Black        |  |  |                    |                    |                    |                    |                    |                    |  |  | Marius Black           | Marius Black           | Marius Black           | Marius Black           | Marius Black           | Marius Black           |  |  |                    |                    |                    |                    |                    |                    |  |  | Ted Tonks              | Ted Tonks              | Ted Tonks              | Ted Tonks              | Ted Tonks              | Ted Tonks              |  |  |                    |                    |                    |                    |                    |                    |  |  | Ted Remus Lupin          | Ted Remus Lupin          | Ted Remus Lupin          | Ted Remus Lupin          | Ted Remus Lupin          | Ted Remus Lupin          |  |  |  |  |
|  |  |                       |                       |                       |                       |                       |                       |  |  |                    |                    |                    |                    |                    |                    |  |  |                        |                        |                        |                        |                        |                        |  |  |                    |                    |                    |                    |                    |                    |  |  |                        |                        |                        |                        |                        |                        |  |  | Remus Lupin        |                    |                    |                    |                    |                    |  |  |                          |                          |                          |                          |                          |                          |  |  |  |  |
|  |  | Isla Black            | Isla Black            | Isla Black            | Isla Black            | Isla Black            | Isla Black            |  |  |                    |                    |                    |                    |                    |                    |  |  | Dorea Black            | Dorea Black            | Dorea Black            | Dorea Black            | Dorea Black            | Dorea Black            |  |  |                    |                    |                    |                    |                    |                    |  |  | Narcyza Black          | Narcyza Black          | Narcyza Black          | Narcyza Black          | Narcyza Black          | Narcyza Black          |  |  |                    |                    |                    |                    |                    |                    |  |  |                          |                          |                          |                          |                          |                          |  |  |  |  |
|  |  | Isla Black            | Isla Black            | Isla Black            | Isla Black            | Isla Black            | Isla Black            |  |  |                    |                    |                    |                    |                    |                    |  |  | Dorea Black            | Dorea Black            | Dorea Black            | Dorea Black            | Dorea Black            | Dorea Black            |  |  |                    |                    |                    |                    |                    |                    |  |  | Narcyza Black          | Narcyza Black          | Narcyza Black          | Narcyza Black          | Narcyza Black          | Narcyza Black          |  |  |                    |                    |                    |                    |                    |                    |  |  |                          |                          |                          |                          |                          |                          |  |  |  |  |
|  |  |                       |                       |                       |                       |                       |                       |  |  |                    |                    |                    |                    |                    |                    |  |  |                        |                        |                        |                        |                        |                        |  |  | syn                | syn                | syn                | syn                | syn                | syn                |  |  |                        |                        |                        |                        |                        |                        |  |  | Draco Malfoy       | Draco Malfoy       | Draco Malfoy       | Draco Malfoy       | Draco Malfoy       | Draco Malfoy       |  |  |                          |                          |                          |                          |                          |                          |  |  |  |  |
|  |  |                       |                       |                       |                       |                       |                       |  |  |                    |                    |                    |                    |                    |                    |  |  |                        |                        |                        |                        |                        |                        |  |  | syn                | syn                | syn                | syn                | syn                | syn                |  |  |                        |                        |                        |                        |                        |                        |  |  | Draco Malfoy       | Draco Malfoy       | Draco Malfoy       | Draco Malfoy       | Draco Malfoy       | Draco Malfoy       |  |  |                          |                          |                          |                          |                          |                          |  |  |  |  |
|  |  |                       |                       |                       |                       |                       |                       |  |  |                    |                    |                    |                    |                    |                    |  |  | Charlus Potter         | Charlus Potter         | Charlus Potter         | Charlus Potter         | Charlus Potter         | Charlus Potter         |  |  |                    |                    |                    |                    |                    |                    |  |  | Lucjusz Malfoy         | Lucjusz Malfoy         | Lucjusz Malfoy         | Lucjusz Malfoy         | Lucjusz Malfoy         | Lucjusz Malfoy         |  |  |                    |                    |                    |                    |                    |                    |  |  | Scorpius Hyperion Malfoy | Scorpius Hyperion Malfoy | Scorpius Hyperion Malfoy | Scorpius Hyperion Malfoy | Scorpius Hyperion Malfoy | Scorpius Hyperion Malfoy |  |  |  |  |
|  |  |                       |                       |                       |                       |                       |                       |  |  |                    |                    |                    |                    |                    |                    |  |  | Charlus Potter         | Charlus Potter         | Charlus Potter         | Charlus Potter         | Charlus Potter         | Charlus Potter         |  |  |                    |                    |                    |                    |                    |                    |  |  | Lucjusz Malfoy         | Lucjusz Malfoy         | Lucjusz Malfoy         | Lucjusz Malfoy         | Lucjusz Malfoy         | Lucjusz Malfoy         |  |  |                    |                    |                    |                    |                    |                    |  |  | Scorpius Hyperion Malfoy | Scorpius Hyperion Malfoy | Scorpius Hyperion Malfoy | Scorpius Hyperion Malfoy | Scorpius Hyperion Malfoy | Scorpius Hyperion Malfoy |  |  |  |  |
|  |  |                       |                       |                       |                       |                       |                       |  |  | Belvina Black      | Belvina Black      | Belvina Black      | Belvina Black      | Belvina Black      | Belvina Black      |  |  |                        |                        |                        |                        |                        |                        |  |  | Callidora Black    | Callidora Black    | Callidora Black    | Callidora Black    | Callidora Black    | Callidora Black    |  |  |                        |                        |                        |                        |                        |                        |  |  | Astoria Greengrass | Astoria Greengrass | Astoria Greengrass | Astoria Greengrass | Astoria Greengrass | Astoria Greengrass |  |  |                          |                          |                          |                          |                          |                          |  |  |  |  |
|  |  |                       |                       |                       |                       |                       |                       |  |  | Belvina Black      | Belvina Black      | Belvina Black      | Belvina Black      | Belvina Black      | Belvina Black      |  |  |                        |                        |                        |                        |                        |                        |  |  | Callidora Black    | Callidora Black    | Callidora Black    | Callidora Black    | Callidora Black    | Callidora Black    |  |  |                        |                        |                        |                        |                        |                        |  |  | Astoria Greengrass | Astoria Greengrass | Astoria Greengrass | Astoria Greengrass | Astoria Greengrass | Astoria Greengrass |  |  |                          |                          |                          |                          |                          |                          |  |  |  |  |
|  |  |                       |                       |                       |                       |                       |                       |  |  |                    |                    |                    |                    |                    |                    |  |  | dwóch synów, córka     | dwóch synów, córka     | dwóch synów, córka     | dwóch synów, córka     | dwóch synów, córka     | dwóch synów, córka     |  |  |                    |                    |                    |                    |                    |                    |  |  | syn, córka             | syn, córka             | syn, córka             | syn, córka             | syn, córka             | syn, córka             |  |  |                    |                    |                    |                    |                    |                    |  |  |                          |                          |                          |                          |                          |                          |  |  |  |  |
|  |  |                       |                       |                       |                       |                       |                       |  |  |                    |                    |                    |                    |                    |                    |  |  | dwóch synów, córka     | dwóch synów, córka     | dwóch synów, córka     | dwóch synów, córka     | dwóch synów, córka     | dwóch synów, córka     |  |  |                    |                    |                    |                    |                    |                    |  |  | syn, córka             | syn, córka             | syn, córka             | syn, córka             | syn, córka             | syn, córka             |  |  |                    |                    |                    |                    |                    |                    |  |  |                          |                          |                          |                          |                          |                          |  |  |  |  |
|  |  |                       |                       |                       |                       |                       |                       |  |  | Herbert Burke      | Herbert Burke      | Herbert Burke      | Herbert Burke      | Herbert Burke      | Herbert Burke      |  |  |                        |                        |                        |                        |                        |                        |  |  | Harfang Longbottom | Harfang Longbottom | Harfang Longbottom | Harfang Longbottom | Harfang Longbottom | Harfang Longbottom |  |  |                        |                        |                        |                        |                        |                        |  |  |                    |                    |                    |                    |                    |                    |  |  |                          |                          |                          |                          |                          |                          |  |  |  |  |
|  |  |                       |                       |                       |                       |                       |                       |  |  | Herbert Burke      | Herbert Burke      | Herbert Burke      | Herbert Burke      | Herbert Burke      | Herbert Burke      |  |  |                        |                        |                        |                        |                        |                        |  |  | Harfang Longbottom | Harfang Longbottom | Harfang Longbottom | Harfang Longbottom | Harfang Longbottom | Harfang Longbottom |  |  |                        |                        |                        |                        |                        |                        |  |  |                    |                    |                    |                    |                    |                    |  |  |                          |                          |                          |                          |                          |                          |  |  |  |  |
|  |  |                       |                       |                       |                       |                       |                       |  |  | Arcturus Black     | Arcturus Black     | Arcturus Black     | Arcturus Black     | Arcturus Black     | Arcturus Black     |  |  |                        |                        |                        |                        |                        |                        |  |  | Cedrella Black     | Cedrella Black     | Cedrella Black     | Cedrella Black     | Cedrella Black     | Cedrella Black     |  |  |                        |                        |                        |                        |                        |                        |  |  |                    |                    |                    |                    |                    |                    |  |  |                          |                          |                          |                          |                          |                          |  |  |  |  |
|  |  |                       |                       |                       |                       |                       |                       |  |  | Arcturus Black     | Arcturus Black     | Arcturus Black     | Arcturus Black     | Arcturus Black     | Arcturus Black     |  |  |                        |                        |                        |                        |                        |                        |  |  | Cedrella Black     | Cedrella Black     | Cedrella Black     | Cedrella Black     | Cedrella Black     | Cedrella Black     |  |  |                        |                        |                        |                        |                        |                        |  |  |                    |                    |                    |                    |                    |                    |  |  |                          |                          |                          |                          |                          |                          |  |  |  |  |
|  |  |                       |                       |                       |                       |                       |                       |  |  |                    |                    |                    |                    |                    |                    |  |  |                        |                        |                        |                        |                        |                        |  |  |                    |                    |                    |                    |                    |                    |  |  |                        |                        |                        |                        |                        |                        |  |  |                    |                    |                    |                    |                    |                    |  |  |                          |                          |                          |                          |                          |                          |  |  |  |  |
|  |  |                       |                       |                       |                       |                       |                       |  |  |                    |                    |                    |                    |                    |                    |  |  |                        |                        |                        |                        |                        |                        |  |  |                    |                    |                    |                    |                    |                    |  |  |                        |                        |                        |                        |                        |                        |  |  |                    |                    |                    |                    |                    |                    |  |  |                          |                          |                          |                          |                          |                          |  |  |  |  |
|  |  |                       |                       |                       |                       |                       |                       |  |  | Lysandra Yaxley    | Lysandra Yaxley    | Lysandra Yaxley    | Lysandra Yaxley    | Lysandra Yaxley    | Lysandra Yaxley    |  |  |                        |                        |                        |                        |                        |                        |  |  | Charis Black       | Charis Black       | Charis Black       | Charis Black       | Charis Black       | Charis Black       |  |  |                        |                        |                        |                        |                        |                        |  |  |                    |                    |                    |                    |                    |                    |  |  |                          |                          |                          |                          |                          |                          |  |  |  |  |
|  |  |                       |                       |                       |                       |                       |                       |  |  | Lysandra Yaxley    | Lysandra Yaxley    | Lysandra Yaxley    | Lysandra Yaxley    | Lysandra Yaxley    | Lysandra Yaxley    |  |  |                        |                        |                        |                        |                        |                        |  |  | Charis Black       | Charis Black       | Charis Black       | Charis Black       | Charis Black       | Charis Black       |  |  |                        |                        |                        |                        |                        |                        |  |  |                    |                    |                    |                    |                    |                    |  |  |                          |                          |                          |                          |                          |                          |  |  |  |  |
|  |  |                       |                       |                       |                       |                       |                       |  |  |                    |                    |                    |                    |                    |                    |  |  |                        |                        |                        |                        |                        |                        |  |  |                    |                    |                    |                    |                    |                    |  |  | dwie córki, syn        |                        |                        |                        |                        |                        |  |  |                    |                    |                    |                    |                    |                    |  |  |                          |                          |                          |                          |                          |                          |  |  |  |  |
|  |  |                       |                       |                       |                       |                       |                       |  |  |                    |                    |                    |                    |                    |                    |  |  |                        |                        |                        |                        |                        |                        |  |  |                    |                    |                    |                    |                    |                    |  |  |                        |                        |                        |                        |                        |                        |  |  |                    |                    |                    |                    |                    |                    |  |  |                          |                          |                          |                          |                          |                          |  |  |  |  |
|  |  |                       |                       |                       |                       |                       |                       |  |  |                    |                    |                    |                    |                    |                    |  |  |                        |                        |                        |                        |                        |                        |  |  | Caspar Crouch      |                    |                    |                    |                    |                    |  |  |                        |                        |                        |                        |                        |                        |  |  |                    |                    |                    |                    |                    |                    |  |  |                          |                          |                          |                          |                          |                          |  |  |  |  |

### Przedstawiciele
- Bellatrix Lestrange z domu Black

#### Fineas Nigellus Black
Fineas Nigellus Black (ang. Phineas Nigellus Black; ur. 1847, zm. 1925) – były dyrektor Hogwartu. Mąż Ursuli Flint, z którą miał pięcioro dzieci: Syriusza (1877–1952), Fineasa, Cygnusa (1884–1959), Belvinę (1886–1962) i Arcturusa (1889–1943). Prapradziadek Syriusza Blacka zarówno ze strony matki, jak i ojca. Zdaniem Syriusza Blacka najmniej lubiany dyrektor Hogwartu. Sam Fineas powiedział w rozmowie z Harrym, że nienawidził pracy nauczyciela ze względu na postawę młodych ludzi, którzy uważają, że zawsze mają we wszystkim rację. Jego drugie imię oznacza dosłownie po łacinie „czarny, czarniawy”.
W powieści pojawia się wyłącznie jako postać z magicznego portretu. Jedna z jego podobizn wisi w gabinecie dyrektora Hogwartu, inna na Grimmauld Place 12. Jego portret, podobnie jak portrety innych kierowników szkoły, jest zobowiązany do pomocy obecnemu dyrektorowi Hogwartu, jednak Fineas niechętnie wypełnia te obowiązki. W tomie Harry Potter i Zakon Feniksa z pomocy Fineasa kilkakrotnie korzysta Albus Dumbledore, między innymi przekazując informacje Syriuszowi i Harry’emu na Grimmauld Place 12. W siódmej części serii jego możliwość podróżowania między własnymi portretami próbuje wykorzystać Severus Snape, ówczesny dyrektor Hogwartu, aby śledzić ruchy Harry’ego Pottera, Rona Weasleya i Hermiony Granger, którzy – próbując się ustrzec przed takim ruchem Snape’a – trzymali portret Fineasa oślepiony i ukryty. Próbowali również wydobyć z niego informacje o sytuacji Hogwarcie w czasie, kiedy oni sami nie mogli wrócić do szkoły. To od Fineasa Severus dowiaduje się, że Harry obozuje w Forest of the Dean.
Fineas ma szpiczastą brodę i chytrą twarz. Na portrecie jest przedstawiony w szatach w barwach Slytherinu i jedwabnych rękawiczkach. W filmie jego rolę gra John Atterbury.

#### Regulus Arcturus Black
Regulus Arcturus Black (ur. 1961, zm. w 1979) – syn Walburgi i Oriona Blacków, brat Syriusza Blacka. Wychował się w Londynie, w domu przy Grimmauld Place 12. W przeciwieństwie do Syriusza w pełni podzielał poglądy rodziny na temat czystości krwi, w związku z czym był zawsze stawiany swojemu starszemu bratu za wzór i faworyzowany przez rodziców. Jego imiona, podobnie jak imię Syriusza, nawiązują do nazw gwiazd (Regulus, Arktur), a pierwsze również  dosłownie znaczy „pomniejszy król, książę”.
Podobnie jak reszta rodziny został w Hogwarcie przydzielony do Slytherinu. Należał do ulubieńców Horacego Slughorna, ówczesnego opiekuna domu; grał także na pozycji szukającego w ślizgońskiej reprezentacji quidditcha. Jeszcze jako nastolatek interesował się działalnością Voldemorta – zbierał wycinki prasowe związane z czarnoksiężnikiem i często o nim mówił, wierząc, że dzięki niemu czarodzieje wyjdą z ukrycia i zaczną rządzić mugolami. Już w wieku szesnastu lat został śmierciożercą.
Rok później, gdy Voldemort ogłosił, że potrzebny jest mu skrzat domowy, nieświadomy jego zamiarów Regulus wysłał do niego służącego Blackom Stworka, uważając to za wielki zaszczyt. Czarny Pan użył skrzata do sprawdzenia zabezpieczeń jednego ze swoich horkruksów – medalionu Slytherina – i zostawił go na pewną śmierć, jednak skrzat zdołał wrócić do domu, ponieważ otrzymał taki rozkaz od swojego pana.
Okrucieństwo Voldemorta wobec Stworka sprawiło, że Regulus, który nie był psychicznie przygotowany do roli śmierciożercy, postanowił zdradzić swojego mistrza. Z opowieści skrzata i tropów rozrzucanych przez samego Voldemorta wydedukował, że medalion jest horkruksem. Poprosił skrzata o zabranie go do jaskini, w której Voldemort ukrył medalion. Na miejscu nakazał Stworkowi podmienić medalion na przygotowany przez siebie falsyfikat, w którym umieścił podpisany swoimi inicjałami (R.A.B.) list do Voldemorta, a potem wrócić samotnie do domu i zniszczyć horkruks, nie wspominając o niczym żadnemu z Blacków. Sam wypił zabezpieczającą medalion truciznę i zginął, wciągnięty do jeziora przez inferiusy.
Stworek nigdy nie zdradził rodzicom Regulusa, jak zginął ich syn. Jego zniknięcie doprowadziło Walburgę Black do szaleństwa. Syriusz był przekonany, że jego brat zginął z rąk śmierciożerców, ponieważ otrzymawszy przerastające jego siły zadanie stchórzył i chciał wycofać się ze służby u Voldemorta. Tajemnica jego śmierci zostaje wyjaśniona dopiero w siódmym tomie serii, gdy Stworek opowiada historię Regulusa Harry’emu Potterowi, który odnalazł fałszywy horkruks i list.
W rolę Regulusa Blacka w filmie Harry Potter i Książę Półkrwi wcielił się Tom Moorcroft.

#### Walburga Black z domu Black
Walburga Black z domu Black (ur. 1925, zm. w 1985) – córka Polluksa Blacka oraz Irmy Crabbe, siostra Alpharda i Cygnusa. Wyszła za mąż za swojego kuzyna drugiego stopnia, Oriona Blacka. Ich dziećmi byli Syriusz i Regulus Black. Nie pojawia się osobiście w żadnym z tomów cyklu, ponieważ umarła przed rozpoczęciem akcji pierwszego tomu, jednak w domu przy Grimmauld Place 12 wciąż wisi jej magiczny portret, przyczepiony do ściany prawdopodobnie Zaklęciem Trwałego Przylepca, który obrzuca obelgami członków Zakonu Feniksa. Podzielała poglądy większości rodziny o wyższości czarodziejów czystej krwi nad mugolakami i uważała, że Lord Voldemort ma „zdrowe poglądy na wiele spraw”. Po ucieczce Syriusza z domu, usunęła go z rodzinnego gobelinu z drzewem genealogicznym. Stworek, skrzat domowy Walburgi, wspomina o bardzo emocjonalnym stosunku Walburgi do jej obydwu synów. Zdaniem skrzata ucieczka Syriusza złamała jej serce, a zaginięcie Regulusa spowodowało, że „oszalała z rozpaczy”.

#### Narcyza Malfoy z domu Black
Narcyza Malfoy z domu Black (ang. Narcissa Malfoy; ur. 1955), nazywana Cyzią (ang. Cissy) – trzecia córka Druelli z domu Rosier i Cygnusa Blacków, siostra Andromedy Tonks i BellatrixLestrange. Jest czarownicą pochodzącą z rodziny czystej krwi. Wyszła za Lucjusza Malfoya i w pełni podzielała poglądy męża, choć w przeciwieństwie do niego sama nigdy nie została śmierciożercą. Miała z nim jednego syna – Dracona Malfoya, szkolnego wroga Harry’ego Pottera. Od początku serii była w stosunku do niego bardzo opiekuńcza – nie chciała, by uczył się w oddalonym od domu rodzinnego Durmstrangu, regularnie wysyłała mu z domu paczki ze słodyczami, a w tomie Harry Potter i Książę Półkrwi ku niezadowoleniu syna towarzyszyła mu w trakcie zakupów na ulicy Pokątnej, gdzie obroniła go przed atakiem Pottera i jego przyjaciół.
Po raz pierwszy pojawia się w tomie Harry Potter i Czara Ognia, kiedy to wraz z mężem, Lucjuszem Malfoyem, i synem przychodzi na finałowy mecz mistrzostw świata w quidditchu. Jest też wspomniana w Harrym Potterze i Zakonie Feniksa, gdzie Syriusz Black mówi, że Narcyza jest jego kuzynką oraz siostrą Bellatrix Lestrange i Andromedy Tonks.
Na początku szóstego tomu serii Narcyza jest bardzo zaniepokojona misją, jaką Voldemort zlecił jej synowi, i uważa ją za zemstę za błędy Lucjusza. W desperacji zwraca się z prośbą o pomoc do Severusa Snape’a, pomimo że Czarny Pan zabronił mówić komukolwiek o zadaniu Dracona. Wymusza na Severusie złożenie przypieczętowanego Wieczystą Przysięgą przyrzeczenia, że pomoże młodemu Malfoyowi wykonać polecone mu zadanie, będzie go chronił, a w przypadku, gdyby Draco zawiódł, wyręczy go.
Uwięzienie Lucjusza Malfoya w Azkabanie spowodowało, że Malfoyowie popadli w niełaskę Voldemorta. W tomie Harry Potter i Insygnia Śmierci obiera on sobie na kwaterę ich dwór. Gdy z dworu ucieka dostarczony tam przez Fernira Greybacka Harry Potter, Malfoyowie zostają tam uwięzieni.
Narcyza i jej mąż pojawiają się ponownie wśród śmierciożerców w Zakazanym Lesie w czasie bitwy o Hogwart. Gdy Voldemort prosi Narcyzę, żeby sprawdziła, czy Harry Potter żyje, kobieta zdradza go i w zamian za informację o swoim synu zapewnia, że Harry Potter nie żyje. Podczas bitwy ani Narcyza, ani Lucjusz nie walczą wraz z resztą śmierciożerców, próbując w tym czasie odnaleźć Dracona. Dzięki zdradzie Narcyzy żadne z Malfoyów nie trafiło do Azkabanu po zwycięstwie Harry’ego Pottera nad Voldemortem.
Narcyza jest wysoką i szczupłą blondynką. Zdaniem Harry’ego „mogłaby uchodzić za piękność, gdyby nie jej mina: pani Malfoy marszczyła się, jakby ją nękał jakiś przykry zapach”. W rolę Narcyzy Malfoy w filmie Harry Potter i Książę Półkrwi wcieliła się Helen McCrory, która wcześniej starała się o rolę siostry Narcyzy, Bellatrix Lestrange.

#### Andromeda Tonks z domu Black
Andromeda „Dromeda” Tonks z d. Black to druga córka Druelli z domu Rosier i Cygnusa Blacków, siostra Narcyzy Malfoy z d. Black i Bellatrix Lestrange z d. Black. Została wydziedziczona, ponieważ wyszła za mąż za Teda Tonksa, czarodzieja mugolskiego pochodzenia. Miała z nim jedną córkę – Nimfadorę Tonks. Andromeda była ulubioną kuzynką Syriusza Blacka. Andromedę wspomniał Syriusz w piątej części powieści, jednak pojawia się po raz pierwszy w tomie Harry Potter i Insygnia Śmierci, gdy Harry Potter zatrzymuje się w jej domu w noc swojego odejścia z Privet Drive 4. Podczas wojny z Voldemortem straciła męża, córkę i zięcia. Po jej zakończeniu zajęła się swoim osieroconym wnukiem, Teddym Lupinem. Przypominała z wyglądu swoją siostrę Bellatrix, miała jednak brązowe włosy i przyjaźniejsze spojrzenie. W przeciwieństwie do córki miała talent do zaklęć gospodarczych.

#### Pozostali
- Alphard Black – wuj Syriusza Blacka, po śmierci usunięty z drzewa genealogicznego Blacków, ponieważ zostawił zbiegłemu z domu siostrzeńcowi spadek.
- Araminta Meliflua z domu Black – kuzynka Walburgi Black, która próbowała wprowadzić ustawę legalizującą polowanie na mugoli.
- Cedrella Weasley z domu Black – córka Lysandry z domu Yaxley oraz Arcturusa Blacków, wydziedziczona za małżeństwo z Septimusem Weasleyem.
- Elladora Black – ciotka Syriusza Blacka, która zapoczątkowała w rodzinie tradycję obcinania głów zniedołężniałych skrzatów domowych.
- Fineas Black – syn Fineasa Nigellusa i Ursuli Black, czarodziej wydziedziczony z powodu popierania praw mugoli.
- Isla Hitchens z domu Black – czarownica wydziedziczona ze względu na małżeństwo z mugolem Bobem Hitchensem.
- Marius Black – syn Violetty i Cygnusa Blacków, wydziedziczony z rodu ze względu na charłactwo.

## Dumbledore’owie

### Ariana Dumbledore
Ariana Dumbledore (ur. 1884 lub 1885, zm. sierpień 1899) – córka Kendry i Percivala Dumbledore’ów, najmłodsza siostra Albusa i Aberfortha, zamieszkała w Dolinie Godryka. Jako małe dziecko wyróżniała się szczególnymi zdolnościami magicznymi. Kiedy miała sześć lat, o jej talentach dowiedzieli się trzej chłopcy z sąsiedztwa, mugole. Zaatakowali dziewczynkę; po tym ataku Ariana nigdy nie odzyskała mentalnej ani magicznej równowagi. Ojciec Ariany zaatakował chłopców, za co został skazany na uwięzienie w Azkabanie, gdzie zmarł. Gdyby Ministerstwo Magii dowiedziało się o jej stanie, Ariana musiałaby spędzić resztę życia na zamkniętym oddziale Szpitala św. Munga. Kendra Dumbledore, aby nie dopuścić do odebrania jej córki, ukrywała ją przed światem; oficjalna wersja głosiła, że Ariana jest słabego zdrowia. Wywoływało to jednak plotki, w tym opinie, że dziewczynka jest charłakiem i jako taka przynosi wstyd rodzinie. Ariana nie była w stanie kontrolować swoich magicznych talentów. Podczas jednego z niekontrolowanych ataków dzikiej magii Ariana, wówczas czternastoletnia, doprowadziła do śmierci matki.
Po śmierci Kendry Albus sprowadził się z powrotem do domu rodzinnego. Nie miał jednak cierpliwości do opieki nad niepełnosprawną siostrą, zwłaszcza że właśnie wtedy rozwijała się jego przyjaźń z Gellertem Grindelwaldem. Podczas sprzeczki, która wywiązała się w obecności Ariany między Albusem, Aberforthem a Grindelwaldem jeden z nich, nie wiadomo który, przypadkowo zabił dziewczynkę. To wydarzenie zakończyło przyjaźń Albusa i Grindelwalda, a także doprowadziło do długoletniego konfliktu między braćmi. Podczas pogrzebu Ariany doszło do bójki między braćmi i Aberforth złamał Albusowi nos.
Śmierć siostry i fakt, że ponosił za nią przynajmniej po części odpowiedzialność była dla Albusa Dumbledore’a wielkim ciężarem; sprawiła też, że od tej pory zawsze trzymał się z daleka od Czarnej Magii. Lęk przed dowiedzeniem się prawdy o jej śmierci długo powstrzymywał go od zmierzenia się z Grindelwaldem, a wyrzuty sumienia sprawiły, że usiłował posłużyć się pierścieniem Marvola Gaunta, by przywołać do siebie zmarłych krewnych, w tym siostrę, i prosić o przebaczenie.
Aberforth Dumbledore ma portret siostry w swoim mieszkaniu; jest to jedyny portret kogokolwiek z rodziny, jaki się tam znajduje.
Tajemnicza śmierć Ariany była jednym z dominujących wątków napisanej przez Ritę Skeeter plotkarskiej i demaskatorskiej biografii nieżyjącego dyrektora Hogwartu.

### Kendra Dumbledore
Kendra Dumbledore (zm. wczesnym latem 1899) – żona Percivala Dumbledore’a, matka Albusa, Aberfortha i Ariany, zamieszkała w Dolinie Godryka. Po aresztowaniu męża i jego śmierci w Azkabanie poświęciła się wychowaniu dzieci, w tym przede wszystkim opiece nad córką. Ukrywała Arianę w domu, aby nie dopuścić do jej dożywotniego umieszczenia w Szpitalu św. Munga. Zginęła przypadkowo z ręki córki podczas jednego z wybuchów magii, których Ariana nie była w stanie kontrolować. Po jej śmierci Albus wrócił do domu aby zająć się siostrą.
Kendra była wysoką, czarnowłosą i ciemnooką kobietą o wyrazistych rysach, które Harry’emu przywodziły na myśl rysy Indianki. Uchodziła za dumną i upartą kobietę o mocnym charakterze. Ciotka Muriel, znająca historię rodziny Dumbledore’ów od Bathildy Bagshot podejrzewała, że Kendra byłaby zdolna do zabójstwa własnej córki, gdyby ta okazała się charłakiem, co świadczy o opinii, jaką miała Kendra wśród znających ją czarodziejów. Aberforth mówiąc o matce sugeruje, że była mistrzynią sekretów i kłamstw, a Albus odziedziczył jej zdolności.

### Percival Dumbledore
Percival Dumbledore (zm. ok. 1892) – mąż Kendry oraz ojciec Albusa, Aberfortha i Ariany. Przedstawiany był jako przystojny mężczyzna o oczach, które zdawały się migotać. Jego córka, mając sześć lat, została przyłapana na uprawianiu magii w ogrodzie przez trzech mugolskich chłopców. Chcieli, aby dziewczynka pokazała jak się to robi, lecz ona nie umiała. Próbowali ją siłą zmusić, aby więcej tego nie robiła. Percival, gdy dowiedział się o tym zdarzeniu, ukarał chłopców, za co został zesłany do Azkabanu, gdzie umarł i został pochowany.

## Gauntowie

### Marvolo Gaunt
Marvolo Gaunt – jeden z przedstawicieli wymierającego już rodu Gauntów, wywodzącego się bezpośrednio od Salazara Slytherina (jednego z założycieli Hogwartu). Parę pokoleń przed jego narodzinami rodzina Gaunt straciła cały majątek, więc Marvolo żył w skrajnej biedzie wraz ze swoim synem Morfinem i córką Meropą (późniejszą matką Voldemorta).
Był człowiekiem gwałtownym, nieokrzesanym i wrogo nastawionym do mugoli, czarodziejów pochodzących z rodziny mugoli i czarodziejów półkrwi. Zmarł tuż po wyjściu z Azkabanu, do którego się dostał przez poranienie funkcjonariuszy Ministerstwa Magii.

### Morfin Gaunt
Morfin Gaunt – syn Marvolo Gaunta i brat Meropy, matki Lorda Voldemorta.
Morfin, jako potomek Slytherina był wężousty. Zaatakował Toma Riddle’a (najwyraźniej chciał zrobić na złość swojej siostrze Meropie, która była zakochana w tym mugolu), za co został uwięziony w Azkabanie (trafił tam też jego ojciec Marvolo).
Kilkanaście lat po powrocie do domu złożył mu wizytę jego siostrzeniec, Lord Voldemort, który oszołomił Morfina, zabrał mu różdżkę i pierścień Marvola. Voldemort zabił za pomocą różdżki Morfina swojego ojca i dziadków. Niesłusznie oskarżony Morfin przyznał się do winy (Voldemort zmodyfikował mu pamięć) i znów trafił do Azkabanu, gdzie zmarł.

### Meropa Riddle z domu Gaunt
Meropa Riddle zd. Gaunt (ur. 1907, zm. 31 grudnia 1926) – córka Marvola Gaunta, siostra Morfina, matka Voldemorta. Nie była urodziwa. Miała proste, matowe włosy, bladą twarz o nieco grubych rysach i zeza.
Meropa, córka Marvola Gaunta (należącego do rodu Slytherina), wychowana była wśród buszu bez ciepła rodzinnego. Ojciec uważał dziewczynę za charłaka, lecz terroryzowana przez niego dziewczyna nie mogła wyzwolić swojej magicznej mocy. Była pomiatana też przez swojego wężoustego brata Morfina. Jej moce magiczne ujawniły się po aresztowaniu brata i ojca: Morfina za zaatakowanie mugola (Toma Riddle’a), a Marvola za naruszenie zdrowia pracowników Ministerstwa Magii.
Była zakochana w mugolskim szlachcicu Tomie Riddle’u. Ten jednak nie zwracał na nią uwagi, gdyż odznaczał się urodą i panien mu nie brakowało. Meropa jednak, gdy jej brat i ojciec zostali aresztowani, a jej moce ujawniły się, sporządziła eliksir miłosny i podała młodzieńcowi, gdy spragniony przejeżdżał obok chaty. Uciekli razem w 1925 roku. Przez około rok Meropa podawała mu systematycznie eliksir. Gdy okazało się, że kobieta jest w ciąży, postanowiła odstawić „lekarstwo” podawane ukochanemu, być może w nadziei, że pokochał ją naprawdę. Myliła się jednak, a Tom uciekł od niej w przekonaniu, że zmyśliła ciążę, a wcześniej go odurzyła.
Meropa była w zaawansowanej ciąży, lecz nie miała pieniędzy ani warunków na wychowanie dziecka. Aby zdobyć środki, poszła do sklepu Borgina i Burkesa, gdzie dostała za medalion Slytherina jedyne dziesięć galeonów. Borgin był bardzo skąpy, choć wiedział, że przedmiot był warty 100 razy więcej monet. W dniu rozwiązania, w sylwester 1926 roku, udała się do sierocińca. Tam urodziła syna i zmarła godzinę po porodzie. Przed śmiercią powiedziała kierowniczce: „Ma się nazywać Tom, po ojcu, i Marvolo, po dziadku. A nazwisko ma być Riddle”.

## Weasleyowie
Weasleyowie – fikcyjna rodzina z cyklu o Harrym Potterze. Weasleyowie są czarodziejami czystej krwi, ale przez niektórych postrzegani są jako zdrajcy krwi, ponieważ przejawiają i propagują przyjazny stosunek do mugoli oraz mugolaków. Swój dom nazywają Norą. W Hogwarcie wszyscy Weasleyowie trafiali do Gryffindoru.

### Drzewo genealogiczne

#### Wariant z linkami
|                  |                  |                  |                  |                    |                    |                    |                    |                    |                    |                   |                   |                   |                   |                 |                 |                    |                    |                    |                    |                    |                    |               |               |                                                 |                                                 |                                                 |                                                 |                                                 |                                                 |        |        |                |                |                |                |                                                 |                                                 |                                                 |                                                 | rodzina Black †                                 |                                                 |                  |                  |                                                 |                                                 |                                                 |                                                 |                                                 |                                                 |                                    |                                    |                                    |                                    |                    |                    |                    |                    |               |               |                                                   |                                                   |                                                   |                                                   |                                                   |                                                   |                |                |                |                |             |             |             |             |             |             |  |  |  |  |  |  |
|                  |                  |                  |                  |                    |                    |                    |                    |                    |                    |                   |                   |                   |                   |                 |                 |                    |                    |                    |                    |                    |                    |               |               |                                                 |                                                 |                                                 |                                                 |                                                 |                                                 |        |        |                |                |                |                |                                                 |                                                 |                                                 |                                                 |                                                 |                                                 |                  |                  |                                                 |                                                 |                                                 |                                                 |                                                 |                                                 |                                    |                                    |                                    |                                    |                    |                    |                    |                    |               |               |                                                   |                                                   |                                                   |                                                   |                                                   |                                                   |                |                |                |                |             |             |             |             |             |             |  |  |  |  |  |  |
|                  |                  |                  |                  |                    |                    |                    |                    |                    |                    |                   |                   |                   |                   |                 |                 |                    |                    |                    |                    |                    |                    |               |               |                                                 |                                                 |                                                 |                                                 |                                                 |                                                 |        |        |                |                |                |                |                                                 |                                                 |                                                 |                                                 |                                                 |                                                 |                  |                  |                                                 |                                                 |                                                 |                                                 |                                                 |                                                 |                                    |                                    |                                    |                                    |                    |                    |                    |                    |               |               |                                                   |                                                   |                                                   |                                                   |                                                   |                                                   |                |                |                |                |             |             |             |             |             |             |  |  |  |  |  |  |
|                  |                  |                  |                  |                    |                    |                    |                    |                    |                    |                   |                   |                   |                   |                 |                 |                    |                    |                    |                    |                    |                    |               |               | Arcturus Black † (ur. 1884) + Lysandra Yaxley † | Arcturus Black † (ur. 1884) + Lysandra Yaxley † | Arcturus Black † (ur. 1884) + Lysandra Yaxley † | Arcturus Black † (ur. 1884) + Lysandra Yaxley † | Arcturus Black † (ur. 1884) + Lysandra Yaxley † | Arcturus Black † (ur. 1884) + Lysandra Yaxley † |        |        |                |                |                |                |                                                 |                                                 |                                                 |                                                 |                                                 |                                                 |                  |                  |                                                 |                                                 |                                                 |                                                 | rodzice Ignatiusa i pana Prewett †              | rodzice Ignatiusa i pana Prewett †              | rodzice Ignatiusa i pana Prewett † | rodzice Ignatiusa i pana Prewett † | rodzice Ignatiusa i pana Prewett † | rodzice Ignatiusa i pana Prewett † |                    |                    |                    |                    |               |               | Arcturus Black † (ur. 1901) + Melania Macmillan † | Arcturus Black † (ur. 1901) + Melania Macmillan † | Arcturus Black † (ur. 1901) + Melania Macmillan † | Arcturus Black † (ur. 1901) + Melania Macmillan † | Arcturus Black † (ur. 1901) + Melania Macmillan † | Arcturus Black † (ur. 1901) + Melania Macmillan † |                |                |                |                |             |             |             |             |             |             |  |  |  |  |  |  |
|                  |                  |                  |                  |                    |                    |                    |                    |                    |                    |                   |                   |                   |                   |                 |                 |                    |                    |                    |                    |                    |                    |               |               | Arcturus Black † (ur. 1884) + Lysandra Yaxley † | Arcturus Black † (ur. 1884) + Lysandra Yaxley † | Arcturus Black † (ur. 1884) + Lysandra Yaxley † | Arcturus Black † (ur. 1884) + Lysandra Yaxley † | Arcturus Black † (ur. 1884) + Lysandra Yaxley † | Arcturus Black † (ur. 1884) + Lysandra Yaxley † |        |        |                |                |                |                |                                                 |                                                 |                                                 |                                                 |                                                 |                                                 |                  |                  |                                                 |                                                 |                                                 |                                                 | rodzice Ignatiusa i pana Prewett †              | rodzice Ignatiusa i pana Prewett †              | rodzice Ignatiusa i pana Prewett † | rodzice Ignatiusa i pana Prewett † | rodzice Ignatiusa i pana Prewett † | rodzice Ignatiusa i pana Prewett † |                    |                    |                    |                    |               |               | Arcturus Black † (ur. 1901) + Melania Macmillan † | Arcturus Black † (ur. 1901) + Melania Macmillan † | Arcturus Black † (ur. 1901) + Melania Macmillan † | Arcturus Black † (ur. 1901) + Melania Macmillan † | Arcturus Black † (ur. 1901) + Melania Macmillan † | Arcturus Black † (ur. 1901) + Melania Macmillan † |                |                |                |                |             |             |             |             |             |             |  |  |  |  |  |  |
|                  |                  |                  |                  |                    |                    |                    |                    |                    |                    |                   |                   |                   |                   |                 |                 |                    |                    |                    |                    |                    |                    |               |               |                                                 |                                                 |                                                 |                                                 |                                                 |                                                 |        |        |                |                |                |                |                                                 |                                                 |                                                 |                                                 |                                                 |                                                 |                  |                  |                                                 |                                                 |                                                 |                                                 |                                                 |                                                 |                                    |                                    |                                    |                                    |                    |                    |                    |                    |               |               |                                                   |                                                   |                                                   |                                                   |                                                   |                                                   |                |                |                |                |             |             |             |             |             |             |  |  |  |  |  |  |
|                  |                  |                  |                  |                    |                    |                    |                    |                    |                    |                   |                   |                   |                   |                 |                 | Septimus Weasley † | Septimus Weasley † | Septimus Weasley † | Septimus Weasley † | Septimus Weasley † | Septimus Weasley † |               |               | Cedrella Black †                                | Cedrella Black †                                | Cedrella Black †                                | Cedrella Black †                                | Cedrella Black †                                | Cedrella Black †                                |        |        |                |                |                |                | pani Prewett (matka Molly, Gideona i Fabiana †) | pani Prewett (matka Molly, Gideona i Fabiana †) | pani Prewett (matka Molly, Gideona i Fabiana †) | pani Prewett (matka Molly, Gideona i Fabiana †) | pani Prewett (matka Molly, Gideona i Fabiana †) | pani Prewett (matka Molly, Gideona i Fabiana †) |                  |                  | pan Prewett (ojciec Molly, Gideona i Fabiana †) | pan Prewett (ojciec Molly, Gideona i Fabiana †) | pan Prewett (ojciec Molly, Gideona i Fabiana †) | pan Prewett (ojciec Molly, Gideona i Fabiana †) | pan Prewett (ojciec Molly, Gideona i Fabiana †) | pan Prewett (ojciec Molly, Gideona i Fabiana †) |                                    |                                    | Ignatius Prewett †                 | Ignatius Prewett †                 | Ignatius Prewett † | Ignatius Prewett † | Ignatius Prewett † | Ignatius Prewett † |               |               | Lucretia Black †                                  | Lucretia Black †                                  | Lucretia Black †                                  | Lucretia Black †                                  | Lucretia Black †                                  | Lucretia Black †                                  |                |                |                |                |             |             |             |             |             |             |  |  |  |  |  |  |
|                  |                  |                  |                  |                    |                    |                    |                    |                    |                    |                   |                   |                   |                   |                 |                 | Septimus Weasley † | Septimus Weasley † | Septimus Weasley † | Septimus Weasley † | Septimus Weasley † | Septimus Weasley † |               |               | Cedrella Black †                                | Cedrella Black †                                | Cedrella Black †                                | Cedrella Black †                                | Cedrella Black †                                | Cedrella Black †                                |        |        |                |                |                |                | pani Prewett (matka Molly, Gideona i Fabiana †) | pani Prewett (matka Molly, Gideona i Fabiana †) | pani Prewett (matka Molly, Gideona i Fabiana †) | pani Prewett (matka Molly, Gideona i Fabiana †) | pani Prewett (matka Molly, Gideona i Fabiana †) | pani Prewett (matka Molly, Gideona i Fabiana †) |                  |                  | pan Prewett (ojciec Molly, Gideona i Fabiana †) | pan Prewett (ojciec Molly, Gideona i Fabiana †) | pan Prewett (ojciec Molly, Gideona i Fabiana †) | pan Prewett (ojciec Molly, Gideona i Fabiana †) | pan Prewett (ojciec Molly, Gideona i Fabiana †) | pan Prewett (ojciec Molly, Gideona i Fabiana †) |                                    |                                    | Ignatius Prewett †                 | Ignatius Prewett †                 | Ignatius Prewett † | Ignatius Prewett † | Ignatius Prewett † | Ignatius Prewett † |               |               | Lucretia Black †                                  | Lucretia Black †                                  | Lucretia Black †                                  | Lucretia Black †                                  | Lucretia Black †                                  | Lucretia Black †                                  |                |                |                |                |             |             |             |             |             |             |  |  |  |  |  |  |
|                  |                  |                  |                  |                    |                    |                    |                    |                    |                    |                   |                   |                   |                   |                 |                 |                    |                    |                    |                    |                    |                    |               |               |                                                 |                                                 |                                                 |                                                 |                                                 |                                                 |        |        |                |                |                |                |                                                 |                                                 |                                                 |                                                 |                                                 |                                                 |                  |                  |                                                 |                                                 |                                                 |                                                 |                                                 |                                                 |                                    |                                    |                                    |                                    |                    |                    |                    |                    |               |               |                                                   |                                                   |                                                   |                                                   |                                                   |                                                   |                |                |                |                |             |             |             |             |             |             |  |  |  |  |  |  |
|                  |                  |                  |                  |                    |                    |                    |                    |                    |                    |                   |                   |                   |                   |                 |                 |                    |                    |                    |                    |                    |                    |               |               |                                                 |                                                 |                                                 |                                                 |                                                 |                                                 |        |        |                |                |                |                |                                                 |                                                 |                                                 |                                                 |                                                 |                                                 |                  |                  |                                                 |                                                 |                                                 |                                                 |                                                 |                                                 |                                    |                                    |                                    |                                    |                    |                    |                    |                    |               |               |                                                   |                                                   |                                                   |                                                   |                                                   |                                                   |                |                |                |                |             |             |             |             |             |             |  |  |  |  |  |  |
| Apolline         | Apolline         | Apolline         | Apolline         | Apolline           | Apolline           |                    |                    | pan Delacour       | pan Delacour       | pan Delacour      | pan Delacour      | pan Delacour      | pan Delacour      |                 |                 | Bilius Weasley     | Bilius Weasley     | Bilius Weasley     | Bilius Weasley     | Bilius Weasley     | Bilius Weasley     |               |               | Artur Weasley                                   | Artur Weasley                                   | Artur Weasley                                   | Artur Weasley                                   | Artur Weasley                                   | Artur Weasley                                   |        |        | Molly Prewett  | Molly Prewett  | Molly Prewett  | Molly Prewett  | Molly Prewett                                   | Molly Prewett                                   |                                                 |                                                 | Gideon Prewett †                                | Gideon Prewett †                                | Gideon Prewett † | Gideon Prewett † | Gideon Prewett †                                | Gideon Prewett †                                |                                                 |                                                 | Fabian Prewett †                                | Fabian Prewett †                                | Fabian Prewett †                   | Fabian Prewett †                   | Fabian Prewett †                   | Fabian Prewett †                   |                    |                    | Lily Evans †       | Lily Evans †       | Lily Evans †  | Lily Evans †  | Lily Evans †                                      | Lily Evans †                                      |                                                   |                                                   | James Potter †                                    | James Potter †                                    | James Potter † | James Potter † | James Potter † | James Potter † |             |             |             |             |             |             |  |  |  |  |  |  |
| Apolline         | Apolline         | Apolline         | Apolline         | Apolline           | Apolline           |                    |                    | pan Delacour       | pan Delacour       | pan Delacour      | pan Delacour      | pan Delacour      | pan Delacour      |                 |                 | Bilius Weasley     | Bilius Weasley     | Bilius Weasley     | Bilius Weasley     | Bilius Weasley     | Bilius Weasley     |               |               | Artur Weasley                                   | Artur Weasley                                   | Artur Weasley                                   | Artur Weasley                                   | Artur Weasley                                   | Artur Weasley                                   |        |        | Molly Prewett  | Molly Prewett  | Molly Prewett  | Molly Prewett  | Molly Prewett                                   | Molly Prewett                                   |                                                 |                                                 | Gideon Prewett †                                | Gideon Prewett †                                | Gideon Prewett † | Gideon Prewett † | Gideon Prewett †                                | Gideon Prewett †                                |                                                 |                                                 | Fabian Prewett †                                | Fabian Prewett †                                | Fabian Prewett †                   | Fabian Prewett †                   | Fabian Prewett †                   | Fabian Prewett †                   |                    |                    | Lily Evans †       | Lily Evans †       | Lily Evans †  | Lily Evans †  | Lily Evans †                                      | Lily Evans †                                      |                                                   |                                                   | James Potter †                                    | James Potter †                                    | James Potter † | James Potter † | James Potter † | James Potter † |             |             |             |             |             |             |  |  |  |  |  |  |
|                  |                  |                  |                  |                    |                    |                    |                    |                    |                    |                   |                   |                   |                   |                 |                 |                    |                    |                    |                    |                    |                    |               |               |                                                 |                                                 |                                                 |                                                 |                                                 |                                                 |        |        |                |                |                |                |                                                 |                                                 |                                                 |                                                 |                                                 |                                                 |                  |                  |                                                 |                                                 |                                                 |                                                 |                                                 |                                                 |                                    |                                    |                                    |                                    |                    |                    |                    |                    |               |               |                                                   |                                                   |                                                   |                                                   |                                                   |                                                   |                |                |                |                |             |             |             |             |             |             |  |  |  |  |  |  |
|                  |                  |                  |                  |                    |                    |                    |                    |                    |                    |                   |                   |                   |                   |                 |                 |                    |                    |                    |                    |                    |                    |               |               |                                                 |                                                 |                                                 |                                                 |                                                 |                                                 |        |        |                |                |                |                |                                                 |                                                 |                                                 |                                                 |                                                 |                                                 |                  |                  |                                                 |                                                 |                                                 |                                                 |                                                 |                                                 |                                    |                                    |                                    |                                    |                    |                    |                    |                    |               |               |                                                   |                                                   |                                                   |                                                   |                                                   |                                                   |                |                |                |                |             |             |             |             |             |             |  |  |  |  |  |  |
|                  |                  |                  |                  | Gabrielle Delacour | Gabrielle Delacour | Gabrielle Delacour | Gabrielle Delacour | Gabrielle Delacour | Gabrielle Delacour |                   |                   |                   |                   | Charlie Weasley | Charlie Weasley | Charlie Weasley    | Charlie Weasley    | Charlie Weasley    | Charlie Weasley    |                    |                    |               |               |                                                 |                                                 |                                                 |                                                 |                                                 |                                                 |        |        | Fred Weasley † | Fred Weasley † | Fred Weasley † | Fred Weasley † | Fred Weasley †                                  | Fred Weasley †                                  |                                                 |                                                 | Hermiona Granger                                | Hermiona Granger                                | Hermiona Granger | Hermiona Granger | Hermiona Granger                                | Hermiona Granger                                |                                                 |                                                 | Ron Weasley                                     | Ron Weasley                                     | Ron Weasley                        | Ron Weasley                        | Ron Weasley                        | Ron Weasley                        |                    |                    | Ginny Weasley      | Ginny Weasley      | Ginny Weasley | Ginny Weasley | Ginny Weasley                                     | Ginny Weasley                                     |                                                   |                                                   | Harry Potter                                      | Harry Potter                                      | Harry Potter   | Harry Potter   | Harry Potter   | Harry Potter   |             |             |             |             |             |             |  |  |  |  |  |  |
|                  |                  |                  |                  | Gabrielle Delacour | Gabrielle Delacour | Gabrielle Delacour | Gabrielle Delacour | Gabrielle Delacour | Gabrielle Delacour |                   |                   |                   |                   | Charlie Weasley | Charlie Weasley | Charlie Weasley    | Charlie Weasley    | Charlie Weasley    | Charlie Weasley    |                    |                    |               |               |                                                 |                                                 |                                                 |                                                 |                                                 |                                                 |        |        | Fred Weasley † | Fred Weasley † | Fred Weasley † | Fred Weasley † | Fred Weasley †                                  | Fred Weasley †                                  |                                                 |                                                 | Hermiona Granger                                | Hermiona Granger                                | Hermiona Granger | Hermiona Granger | Hermiona Granger                                | Hermiona Granger                                |                                                 |                                                 | Ron Weasley                                     | Ron Weasley                                     | Ron Weasley                        | Ron Weasley                        | Ron Weasley                        | Ron Weasley                        |                    |                    | Ginny Weasley      | Ginny Weasley      | Ginny Weasley | Ginny Weasley | Ginny Weasley                                     | Ginny Weasley                                     |                                                   |                                                   | Harry Potter                                      | Harry Potter                                      | Harry Potter   | Harry Potter   | Harry Potter   | Harry Potter   |             |             |             |             |             |             |  |  |  |  |  |  |
|                  |                  |                  |                  |                    |                    |                    |                    |                    |                    |                   |                   |                   |                   |                 |                 |                    |                    |                    |                    |                    |                    |               |               |                                                 |                                                 |                                                 |                                                 |                                                 |                                                 |        |        |                |                |                |                |                                                 |                                                 |                                                 |                                                 |                                                 |                                                 |                  |                  |                                                 |                                                 |                                                 |                                                 |                                                 |                                                 |                                    |                                    |                                    |                                    |                    |                    |                    |                    |               |               |                                                   |                                                   |                                                   |                                                   |                                                   |                                                   |                |                |                |                |             |             |             |             |             |             |  |  |  |  |  |  |
|                  |                  |                  |                  |                    |                    |                    |                    |                    |                    |                   |                   |                   |                   |                 |                 |                    |                    |                    |                    |                    |                    |               |               |                                                 |                                                 |                                                 |                                                 |                                                 |                                                 |        |        |                |                |                |                |                                                 |                                                 |                                                 |                                                 |                                                 |                                                 |                  |                  |                                                 |                                                 |                                                 |                                                 |                                                 |                                                 |                                    |                                    |                                    |                                    |                    |                    |                    |                    |               |               |                                                   |                                                   |                                                   |                                                   |                                                   |                                                   |                |                |                |                |             |             |             |             |             |             |  |  |  |  |  |  |
| Fleur Delacour   | Fleur Delacour   | Fleur Delacour   | Fleur Delacour   | Fleur Delacour     | Fleur Delacour     |                    |                    | William Weasley    | William Weasley    | William Weasley   | William Weasley   | William Weasley   | William Weasley   |                 |                 |                    |                    |                    |                    | Percy Weasley      | Percy Weasley      | Percy Weasley | Percy Weasley | Percy Weasley                                   | Percy Weasley                                   |                                                 |                                                 | Audrey                                          | Audrey                                          | Audrey | Audrey | Audrey         | Audrey         |                |                | George Weasley                                  | George Weasley                                  | George Weasley                                  | George Weasley                                  | George Weasley                                  | George Weasley                                  |                  |                  | Angelina Johnson                                | Angelina Johnson                                | Angelina Johnson                                | Angelina Johnson                                | Angelina Johnson                                | Angelina Johnson                                |                                    |                                    |                                    |                                    | James Potter       | James Potter       | James Potter       | James Potter       | James Potter  | James Potter  |                                                   |                                                   | Albus Potter                                      | Albus Potter                                      | Albus Potter                                      | Albus Potter                                      | Albus Potter   | Albus Potter   |                |                | Lily Potter | Lily Potter | Lily Potter | Lily Potter | Lily Potter | Lily Potter |  |  |  |  |  |  |
| Fleur Delacour   | Fleur Delacour   | Fleur Delacour   | Fleur Delacour   | Fleur Delacour     | Fleur Delacour     |                    |                    | William Weasley    | William Weasley    | William Weasley   | William Weasley   | William Weasley   | William Weasley   |                 |                 |                    |                    |                    |                    | Percy Weasley      | Percy Weasley      | Percy Weasley | Percy Weasley | Percy Weasley                                   | Percy Weasley                                   |                                                 |                                                 | Audrey                                          | Audrey                                          | Audrey | Audrey | Audrey         | Audrey         |                |                | George Weasley                                  | George Weasley                                  | George Weasley                                  | George Weasley                                  | George Weasley                                  | George Weasley                                  |                  |                  | Angelina Johnson                                | Angelina Johnson                                | Angelina Johnson                                | Angelina Johnson                                | Angelina Johnson                                | Angelina Johnson                                |                                    |                                    |                                    |                                    | James Potter       | James Potter       | James Potter       | James Potter       | James Potter  | James Potter  |                                                   |                                                   | Albus Potter                                      | Albus Potter                                      | Albus Potter                                      | Albus Potter                                      | Albus Potter   | Albus Potter   |                |                | Lily Potter | Lily Potter | Lily Potter | Lily Potter | Lily Potter | Lily Potter |  |  |  |  |  |  |
|                  |                  |                  |                  |                    |                    |                    |                    |                    |                    |                   |                   |                   |                   |                 |                 |                    |                    |                    |                    |                    |                    |               |               |                                                 |                                                 |                                                 |                                                 |                                                 |                                                 |        |        |                |                |                |                |                                                 |                                                 |                                                 |                                                 |                                                 |                                                 |                  |                  |                                                 |                                                 |                                                 |                                                 |                                                 |                                                 |                                    |                                    |                                    |                                    |                    |                    |                    |                    |               |               |                                                   |                                                   |                                                   |                                                   |                                                   |                                                   |                |                |                |                |             |             |             |             |             |             |  |  |  |  |  |  |
|                  |                  |                  |                  |                    |                    |                    |                    |                    |                    |                   |                   |                   |                   |                 |                 |                    |                    |                    |                    |                    |                    |               |               |                                                 |                                                 |                                                 |                                                 |                                                 |                                                 |        |        |                |                |                |                |                                                 |                                                 |                                                 |                                                 |                                                 |                                                 |                  |                  |                                                 |                                                 |                                                 |                                                 |                                                 |                                                 |                                    |                                    |                                    |                                    |                    |                    |                    |                    |               |               |                                                   |                                                   |                                                   |                                                   |                                                   |                                                   |                |                |                |                |             |             |             |             |             |             |  |  |  |  |  |  |
| Victoire Weasley | Victoire Weasley | Victoire Weasley | Victoire Weasley | Victoire Weasley   | Victoire Weasley   |                    |                    | Dominique Weasley  | Dominique Weasley  | Dominique Weasley | Dominique Weasley | Dominique Weasley | Dominique Weasley |                 |                 | Louis Weasley      | Louis Weasley      | Louis Weasley      | Louis Weasley      | Louis Weasley      | Louis Weasley      |               |               | Molly Weasley II                                | Molly Weasley II                                | Molly Weasley II                                | Molly Weasley II                                | Molly Weasley II                                | Molly Weasley II                                |        |        | Lucy Weasley   | Lucy Weasley   | Lucy Weasley   | Lucy Weasley   | Lucy Weasley                                    | Lucy Weasley                                    |                                                 |                                                 | Fred Weasley II                                 | Fred Weasley II                                 | Fred Weasley II  | Fred Weasley II  | Fred Weasley II                                 | Fred Weasley II                                 |                                                 |                                                 | Roxanne Weasley                                 | Roxanne Weasley                                 | Roxanne Weasley                    | Roxanne Weasley                    | Roxanne Weasley                    | Roxanne Weasley                    |                    |                    | Rose Weasley       | Rose Weasley       | Rose Weasley  | Rose Weasley  | Rose Weasley                                      | Rose Weasley                                      |                                                   |                                                   | Hugo Weasley                                      | Hugo Weasley                                      | Hugo Weasley   | Hugo Weasley   | Hugo Weasley   | Hugo Weasley   |             |             |             |             |             |             |  |  |  |  |  |  |

## Życie prywatne

### Artur Weasley
Artur Weasley (ur. 6 lutego 1950) – prawdopodobnie syn Septimusa Weasleya i Cedrelli Black. Był ojcem siedmiorga dzieci: Williama, Charliego, Percy’ego, Freda i George’a, Ronalda i Ginevry, które miał z Molly Weasley. Miał brata Biliusa Weasleya. Miał rude włosy.
Pracował dla Ministerstwa Magii w Urzędzie Niewłaściwego Użycia Produktów Mugoli (w 5. tomie znany też jako Urząd Niewłaściwego Użycia Czarów), a potem został szefem Biura Wykrywania i Konfiskaty Fałszywych Zaklęć Obronnych i Środków Ochrony Osobistej. Należał do Zakonu Feniksa. Artur Weasley bardzo interesował się mugolami, ich wynalazkami i kulturą. Kolekcjonował mugolskie przedmioty, m.in. baterie, gwoździe.
Pierwszy raz pojawia się w 2. tomie wraz z większością rodziny w czasie lata przed wyjazdem do Hogwartu. Wypytywał wtedy Harry’ego o wynalazki mugoli.
W Harry Potter i Czara Ognia przybywa po Harry’ego do domu jego wujostwa, żeby zabrać go na Mistrzostwa Świata w Quidditchu.
W piątej części przygód został dotkliwie pogryziony przez Nagini, która była horkruksem Voldemorta. Trafił potem do Szpitala Świętego Munga na oddział Urazy Magizoologiczne.
W 6. tomie został szefem Biura Wykrywania i Konfiskaty Fałszywych Zaklęć Obronnych i Środków Ochrony Osobistej.
Natomiast w siódmym tomie uczestniczył w transportowaniu Harry’ego do Nory. Był na ślubie i weselu syna z Fleur i walczył w bitwie o Hogwart.

### Molly Weasley z domu Prewett
Molly Weasley z domu Prewett (ur. 30 października 1949 lub 1950) – żona Artura Weasleya i matka Charliego, Billa, Percy’ego, Freda, George’a, Rona i Ginny. Siostra zamordowanych – Gideona i Fabiana Prewettów. Ma rude włosy i brązowe oczy. Harry poznał ją w 1991 roku, przed wyjazdem do Hogwartu, kiedy mu powiedziała, jak się przechodzi na peron 9 i 3/4. Jest o dziesięć lat starsza od rodziców Harry’ego. Zajmuje się domem. Jej ulubioną piosenkarką jest Celestyna Warbeck, która śpiewa m.in. piosenkę pt. „Kociołek pełen gorącej miłości”. Uwielbia także książki Gilderoya Lockharta.
Bardzo martwiła się o rodzinę, Harry’ego i Hermionę po Mistrzostwach Świata w Quidditchu w 4. tomie. Przyjechała wraz z Billem na Turniej Trójmagiczny do Hogwartu.
Wraz z mężem należy do Zakonu Feniksa. Bardzo się o wszystkich troszczy, ciągle boi się, że ktoś z jej rodziny umrze. Harry’ego kocha jak własnego syna. Na początku 5. części przygód, przy Grimmauld Place 12 spotkała bogina (upiór przybierający kształt tego, czego się najbardziej boi osoba, która go spotkała), który zamieniał się kolejno w: martwego Rona, martwego Billa, martwego Artura, martwych bliźniaków – Freda i George’a, martwego Percy’ego i martwego Harry’ego Pottera.
W książce Harry Potter i Książę Półkrwi, kiedy jej syn Bill miał ożenić się z Fleur Delacour, była temu niechętna i zapraszała ciągle Nimfadorę Tonks pocieszając ją, ponieważ ta była zakochana w Remusie Lupinie. Natomiast cała rodzina była przekonana, że chce, by ta zajęła miejsce Fleur.
W siódmym tomie szykowała ślub i wesele Billa oraz Fleur. Pomagali jej w tym Harry, Hermiona i reszta Weasleyów. W Bitwie o Hogwart zabiła Bellatrix Lestrange. Na urodziny Harry’ego upiekła tort w kształcie złotego znicza i podarowała mu zegarek, który kiedyś należał do jej brata. Na pozór niezbyt potężna czarownica, lecz w walce pokonała zabójczynię Syriusza, jak i wielu potężnych czarodziejów. Wykazała się wtedy ogromną siłą, odwagą i sprytem.

### William Weasley
William Artur „Bill” Weasley (ur. 29 listopada 1970) – pierworodny syn Molly Weasley i Artura Weasleya. Nosi kolczyk w kształcie kła i ma długie włosy, które wiązał w kucyk. Wysoki, ubrany najczęściej jak na koncert rockowy, na nogach ma buty ze smoczej skóry. W Hogwarcie był prefektem naczelnym. Ma pięciu braci i jedną siostrę. Należy do Zakonu Feniksa. Pracował w Egipcie dla banku Gringotta jako łamacz klątw.
W szóstej części przygód zakochał się we Fleur Delacour. Cała rodzina była temu przeciwna, jednak gdy Bill został pogryziony przez wilkołaka Fenrira Greybacka, Fleur nie przestała go kochać, dzięki czemu zyskała przychylność pani Weasley i reszty rodziny.
W 7. tomie wzięli ślub i mają troje dzieci: Victoire, Dominique i Louisa. Zamieszkali blisko morza w domu, który zwie się „Muszelka”.

### Charlie Weasley
Charlie Weasley (ur. 12 grudnia 1972) – drugi syn Artura i Molly Weasley. Ma pięciu braci i jedną siostrę. Poszedł do Hogwartu w 1984 roku i Tiara Przydziału przydzieliła go do Gryffindoru. Był kapitanem i znakomitym szukającym w drużynie quidditcha. Po ukończeniu szkoły zaczął pracować w Rumunii, badając smoki, miał również osiągnięcia w ich tresurze (a przynajmniej tak twierdzi jego brat Ron). Jest członkiem Zakonu Feniksa. Sprowadził smoki do pierwszego zadania Turnieju Trójmagicznego. Miał za zadanie po pracy poznawać nowych znajomych i namawiać ich do walki z Voldemortem. Był na Mistrzostwach Świata w Quidditchu. Harry, gdy go poznał, zauważył, że ma poparzenia na dłoniach. Charlie nigdy się nie ożenił, bo bardziej interesował się smokami niż kobietami.
W 7. tomie był świadkiem na ślubie Billa i Fleur. Walczył w bitwie o Hogwart.
Nie pojawił się w żadnym filmie o Harrym Potterze.
Widoczny jest na zdjęciu w gazecie zrobionym na wycieczce do Egiptu

### Percy Weasley
Percy Ignatius Weasley (ur. 22 sierpnia 1976) – trzeci syn Molly Weasley i Artura Weasleya oraz brat Ginny, Charliego, Billa, Freda, George’a i Rona Weasleyów. Nie był za bardzo lubiany w szkole przez uczniów, ale był ulubieńcem nauczycieli. Na piątym roku został mianowany przez dyrektora Szkoły Magii i Czarodziejstwa Hogwart Albusa Dumbledore’a prefektem Gryffindoru. W drugiej oraz trzeciej części przygód miał o rok młodszą od siebie dziewczynę Penelopę Clearwater, z którą potajemnie się spotykał.
Po ukończeniu szkoły dostał posadę asystenta szefa Departamentu Międzynarodowej Współpracy Czarodziejów, a potem zastępował Barty’ego Croucha na tym stanowisku. W 5. tomie został młodszym Podsekretarzem Ministra Magii, Korneliusza Knota. Z powodu tego stanowiska odwrócił się od swojej rodziny. Barty Crouch, jego pierwszy szef mówił do niego „Weatherby”.
W siódmym tomie podczas bitwy o Hogwart godzi się ze swoją rodziną. Podczas walki widzi śmierć swojego brata Freda. Prawdopodobnie pomścił jego śmierć, zabijając Augustusa Rookwooda. Poślubia kobietę o imieniu Audrey i ma z nią dwoje dzieci: Molly i Lucy. 

### Fred i George Weasleyowie

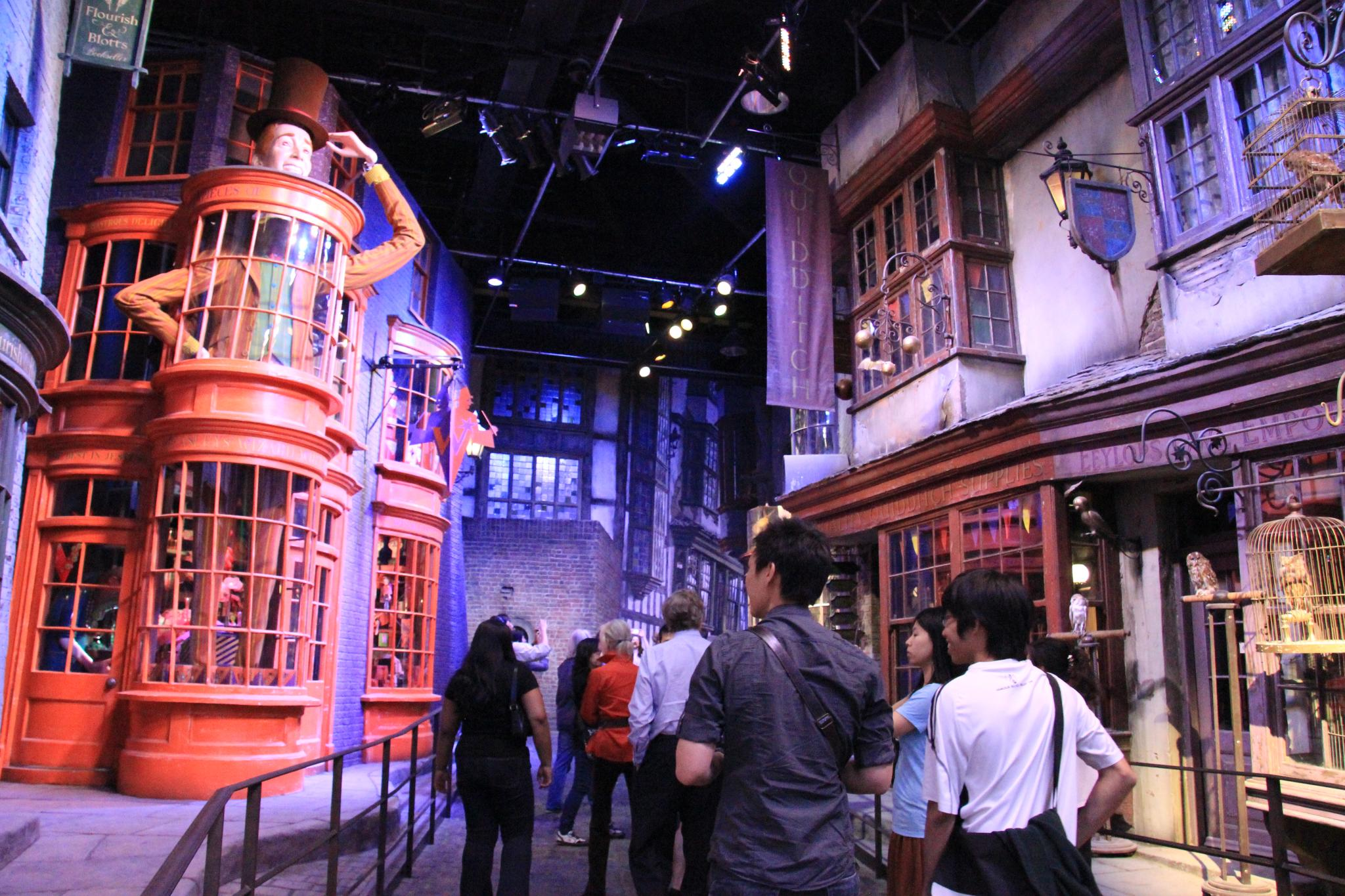
Fragment studia, w którym kręcono sceny na ulicy Pokątnej. Po lewej sklep Magiczne Dowcipy Weasleyów.

Fred i George Weasleyowie (ur. 1 kwietnia 1978, Fred zm. 2 maja 1998) – bracia bliźniacy, tak jak reszta rodziny, mają rude włosy, są też piegowaci i barczyści. Synowie Molly i Artura Weasleyów, bracia Rona, Percy’ego, Charliego, Billa i Ginny Weasley. Najwięksi (po Huncwotach) dowcipnisie w Hogwarcie, poznali wszystkie zakamarki zamku i tajne przejścia. Pod względem zainteresowań nie pasowali do swojej rodziny, która uważała, że nie dojdą oni do niczego w życiu.
W piątej części (kiedy mieli 17 lat), mając dość surowych rządów profesor Umbridge, opuścili Hogwart na miotłach i zajęli się prowadzeniem własnego sklepu z magicznymi przedmiotami, wymyślanymi przez nich (np. gigantojęzyczne toffi, kanarkowe kremówki, bezgłowe kapelusze i inne). Sklep znajdował się na ulicy Pokątnej 93; nosił nazwę Magiczne Dowcipy Weasleyów. Wykupili ten lokal za pieniądze, które dostali od Harry’ego Pottera (jego nagroda w Turnieju Trójmagicznym 1000 galeonów). Już w Hogwarcie wymyślali i sprzedawali Bombonierki Lesera (ang. Skiving Snackboxes), dzięki którym można się było zwolnić z lekcji. W ich sklepie można było kupić wszystko: od Jadalnych Mrocznych Znaków i puszków pigmejskich (miniaturowych pufków), po Q-Py Blok (czekoladę wywołującą zatwardzenie).
Mimo tego, że często płatali figle, wszyscy ich lubili. W Hogwarcie doczekali się nawet swojego „pomnika”, którym stał się kawałek wyczarowanego przez nich bagna. Grali jako pałkarze w drużynie quidditcha. Ich interes bardzo dobrze rozkwitał, ale w 6. części Harry’ego Pottera dowiadujemy się, że rzecz z ich sklepu (Proszek Natychmiastowej Ciemności) udaremniła złapanie śmierciożerców przez Ginny, Rona i ich kolegów.
W 7. tomie George, podczas transportowania Harry’ego z domu Dursleyów, traci ucho (przypadkowo) odcięte przez Snape’a zaklęciem Sectumsempra, natomiast Fred Weasley zostaje uśmiercony przez śmierciożercę Rookwooda podczas bitwy o Hogwart.
W czacie przeprowadzonym z J.K. Rowling po premierze ostatniej części można było dowiedzieć się, że George ma syna, któremu dał na imię Fred na cześć zmarłego brata. Nadal prowadzi swój sklep z Magicznymi Dowcipami, w czym pomaga mu Ron. Rowling ujawniła, że żoną George’a została Angelina i oprócz syna Freda mieli też córkę Roxanne. George po śmierci Freda już nigdy nie zdołał wyczarować Patronusa, gdyż jego najszczęśliwsze wspomnienia dotyczyły brata bliźniaka.

### Ron Weasley
Ronald Bilius „Ron” Weasley (ur. 1 marca 1980) – szóste dziecko oraz najmłodszy syn Molly i Artura Weasleyów.

### Ginny Weasley
Ginevra „Ginny” Molly Weasley, po ślubie Potter (ur. 11 sierpnia 1981) – siódme, najmłodsze dziecko oraz jedyna córka Molly i Artura Weasleyów.

### Daleka rodzina

#### Fleur Weasley z domu Delacour
Fleur Isabelle Weasley zd. Delacour – reprezentantka francuskiej szkoły Beauxbatons podczas Turnieju Trójmagicznego

Długie, srebrnoblond włosy spływały jej prawie do pasa. Miała duże, ciemnoniebieskie oczy i bardzo białe, równe zęby.

Fleur wyglądała jak wila i rzeczywiście była nią ze strony swojej babci, przez co budziła zainteresowanie wielu uczniów, zwłaszcza Rona. Jej różdżka zawierała włos z głowy jej babci. Miała młodszą siostrę Gabrielle, którą Harry uratował podczas drugiego zadania w Turnieju Trójmagicznym. Podczas pobytu w Hogwarcie poznała Billa Weasleya. Po zakończeniu nauki Fleur przyjechała na dłuższy czas do Anglii, by poprawić swój angielski. Pracowała na pół etatu w magicznym banku Gringotta i spotykała się z poznanym wcześniej Weasleyem, za którego później miała wyjść za mąż. Bardzo dbała o swój wygląd, czym dość często doprowadzała do szału Hermionę, Ginny i panią Weasley. W jej sposobie bycia było coś, co jedni (np. Ron) uważają za dostojeństwo i stanowczość, inni zaś (np. Ginny) za egocentryzm i zarozumialstwo – w każdym razie na wszystkich zawsze patrzyła z góry. W 6. części serii jej narzeczony zostaje pogryziony przez wilkołaka, co może grozić zarażeniem. W tym momencie Fleur zyskała sympatię przyszłej teściowej, matki Billa. Wbrew przypuszczeniom pani Weasley, Delacour dalej miała zamiar poślubić jej syna, nie zrażając się jego oszpeceniem („ja wygląda tak dobrze, że starczy na oboje” – cytat z 6. tomu HP) czym dowiodła, że naprawdę jej na nim zależy. Fleur mówiła ze specyficznym francuskim akcentem, np. imię Harry’ego wymawiała ’Arry.
W 7. tomie poślubiła Billa Weasleya, z którym zamieszkała nad morzem w domu o nazwie „Muszelka”. Razem z nim walczyła w bitwie o Hogwart. Według pozaliterackiej wypowiedzi autorki mieli troje dzieci – córkę Victoire, córkę Dominique i syna Louisa.
Różdżka: Drzewo różane i włos z głowy wili (Włos pochodził z głowy babci Fleur. Ollivander uważał, że różdżki z włosami wili mogą być kapryśne). Dziewięć i pół cala. Niezbyt giętka.

#### Angelina Weasley z domu Johnson
Angelina Johnson (ur. październiku 1978) – uczennica Szkoły Magii i Czarodziejstwa w Hogwarcie. Została przydzielona do Gryffindoru. Była ścigającą, w 1995 r. także kapitanem w domowej drużynie quidditcha. Uczestniczyła w spotkaniach Gwardii Dumbledore’a. Uczęszczała do Hogwartu w latach 1989–1996.
W IV tomie chciała wystąpić jako reprezentant szkoły w Turnieju Trójmagicznym. Okazało się, że nie była wystarczająco dobra, ponieważ jej do niego nie dopuszczono. Dziewczyna nie była zbytnio smutna, ponieważ Harry, będący w Gryffindorze, jak ona, został drugim reprezentantem, a jej zależało tylko na tym, by ktoś z jej domu wziął udział w turnieju.
W V tomie nie mogła zapanować nad swoim temperamentem, ponieważ Harry sam nie zapanował nad swoim w obecności profesor Dolores Umbridge, czego wynikiem były tygodniowe szlabany i Angelina nie mogła znieść notorycznego opuszczania treningów quidditcha.
Rowling w swoich wywiadach ujawniła, że Angelina została żoną George’a Weasleya i miała z nim dwoje dzieci: syna Freda oraz córkę Roxanne.

#### Gabrielle Delacour
Gabrielle Delacour – młodsza siostra Fleur, uczestniczki Turnieju Trójmagicznego. Podczas drugiego zadania Harry wyciągnął Gabrielle z jeziora, ponieważ Fleur zaatakowały druzgotki. Tuż po wyjściu z jeziora Harry trochę żałował, że jej nie zostawił (zrozumiał, że Gabrielle nic nie groziło), ale sędziowie uznali to za „godny podziwu instynkt moralny” i dali mu dużo punktów. Prawdopodobnie zakochała się w Harrym.
W 7. tomie była druhną na ślubie Fleur i Billa.

#### Ciocia Muriel
Muriel – ciotka Molly Weasley, a cioteczna babka dzieci Artura i Molly Weasleyów. Harry spotkał ją na weselu Billa i Fleur. Miała oczy nabiegłe krwią i duży różowy kapelusz. Pożyczyła Fleur diadem wykonany przez gobliny. Przerwała rozmowę Harry’ego z Elphiasem, przyjacielem Dumbledore’a. Okazuje się, że to co mówiła o Dumbledorze, jest po części prawdą.

#### Krewni
- Gideon i Fabian Prewettowie – członkowie Zakonu Feniksa, zabici przez Antonina Dołohowa podczas pierwszej wojny czarodziejów, przed październikiem 1981 roku. Bracia Molly Weasley.
- Septimus Weasley – ojciec Artura oraz dziadek dzieci Artura i Molly Weasleyów. Nigdy nie pojawił się w książkach, ale jest znany z drzewa rodzinnego Blacków. Poślubił Cedrellę Black.
- Bilius Weasley – brat Artura Weasleya. Nigdy nie ukazał się w książce. Ron wspomniał o nim, że gdy zobaczył ponuraka (omen śmierci), a po 24 godzinach zmarł. Fred później dodał, że świetnie się bawił na innych weselach.
- Ignatius Prewett – stryj rodzeństwa Prewett – Molly, Fabiana i Gideona. Poślubił Lucretię Black. Percy ma po nim drugie imię.
- Apolline i pan (monsieur) Delacourowie – rodzice Fleur i Gabrielle, pochodzący z Francji. Pierwszy raz pojawili się na Turnieju Trójmagicznym w Harry Potter i Czara Ognia. W ostatnim tomie przybyli do Nory dwa dni przed weselem Billa i swej córki, Fleur.

### Wnuki Weasleyów

#### Od Harry’ego i Ginny

##### James Syriusz Potter
James Syriusz Potter (ur. 2004) – czarodziej półkrwi. Ma młodsze rodzeństwo – Albusa Severusa Pottera i Lily Lunę Potter. Odziedziczył imiona po dwóch nieżyjących bliskich: dziadku Jamesie i ojcu chrzestnym taty, Syriuszu Blacku. Miał podobny do nich charakterek.
Według Ginny, James ma charakter po jej braciach: Ronie, George’u i zmarłym Fredzie. Lubi robić żarty, dokuczać innym, nie szanuje cudzej prywatności. Jest bardzo związany z rodzicami, jednak stara się nie okazywać tego przy przyjaciołach. Będąc na pierwszym roku w Hogwarcie, pisał z rodzicami trzy razy na tydzień. Podobnie jak ojciec gra w quidditha na pozycji szukającego. Bardzo lubi ojca chrzestnego, Teddy’ego Lupina. Chce, żeby ten zamieszkał z jego rodziną. W tym celu był gotowy na dzielenie pokoju z bratem, ale Harry stanowczo oświadczył, że zgodzi się na to dopiero wtedy, gdy zechce, by zdemolowano mu dom.
W drugiej części filmu Harry Potter i Insygnia Śmierci w jego rolę wcielił się Will Dunn.

##### Albus Severus Potter
Albus Severus „Al” Potter (ur. 2006) – czarodziej półkrwi. Ma starszego brata Jamesa Syriusza i młodszą siostrę Lily Lunę. Albus z trójki rodzeństwa jest najbardziej podobny do ojca. Ma czarne, potargane włosy, jak Harry, i zielone oczy swojej babci Lily. Odziedziczył imiona po dwóch nieżyjących dyrektorach Hogwartu: Albusie Dumbledore i Severusie Snape.
Albus bardzo obawiał się zostać Ślizgonem. Obawy te niejako rozwiał jego ojciec, mówiąc mu, że człowiek, po którym odziedziczył drugie imię, był Ślizgonem, a także najdzielniejszym człowiekiem jakiego znał. Do Hogwartu pojechał w 2017 roku.
W drugiej części filmu Harry Potter i Insygnia Śmierci w jego rolę wcielił się Arthur Bowen.

##### Lily Luna Potter
Lily Luna Potter (ur. 2008) – czarodziejka półkrwi. Ma dwóch starszych braci: Jamesa Syriusza i Albusa Severusa. Odziedziczyła imiona po dwóch bliskich rodziny: babci Lily i przyjaciółce rodziców, Lunie Lovegood.
Lily ma rude włosy oraz jasnobrązowe oczy, zupełnie jak jej matka i babka. Podobnie jak Ginny w dzieciństwie, Lily była zazdrosna, gdy jej starsi bracia udali się do Hogwartu, o czym ona również marzyła. Jest uparta, a zarazem bardzo wesoła i spokojna.
W drugiej części filmu Harry Potter i Insygnia Śmierci w jej rolę wcieliła się Daphne de Beistegui.

#### Od Rona i Hermiony

##### Rose Weasley
Rose Weasley (ur. 19 września 2006) – czarodziejka półkrwi, w 7. części przygód Harry’ego Pottera udająca się do Hogwartu. Do Hogwartu jechała w 2017 roku, w tym samym, co Albus Potter. Inteligencję, urodę, ambicję, a także stosunek do nauki odziedziczyła po swojej matce. Jej ojciec głównie dlatego ma nadzieję, że okaże się ona lepsza w nauce od syna Dracona Malfoya – Scorpiusa.
W drugiej części filmu Harry Potter i Insygnia Śmierci w jej rolę wcieliła się Helena Barlow.

##### Hugo Weasley
Hugo Weasley (ur. 2008) – czarodziej półkrwi i młodszy brat Rose. Jest w tym samym wieku, co jego kuzynka Lily Luna Potter. Ma kręcone brązowe włosy i brązowe oczy. Jest bardzo podobny do swojego ojca. Do Hogwartu uczęszczał od 2019 roku.
W drugiej części filmu Harry Potter i Insygnia Śmierci w jego rolę wcielił się Ryan Turner.

#### Od Billa i Fleur

##### Victoire Weasley
- Victoire Weasley (ur. 2 maja 2000) – czarodziejka czystej krwi. Ma młodszą siostrę Dominique i młodszego brata Louisa. W 1/8 wila. 13 lat po Bitwie o Hogwart rozpoczęła naukę w tej szkole. Jest zakochana (z wzajemnością) w Teddym Lupinie, który jest synem Remusa Lupina i Nimfadory Tonks. Victoire ma nieziemską urodę matki. W ostatniej części syn Harry’ego podgląda, jak Teddy całuje się z Victoire na peronie 9 i 3/4.

##### Dominique Weasley
- Dominique Weasley (ur. prawdop. 2003) – czarodziejka czystej krwi. Ma starszą siostrę Victoire i młodszego brata Louisa. Dominque jest podobna do ojca (ruda jak wszyscy Weasleyowie). W 1/8 wila.

##### Louis Weasley
- Louis Weasley (ur. 17 maja 2004) – czarodziej czystej krwi. Ma starsze siostry: Victoire i Dominique. W 1/8 wila i jest jedynym znanym mężczyzną z domieszką krwi wili.

#### Od Percy’ego i Audrey

##### Molly Weasley II
- Molly Weasley II (ur. 2004) ma młodszą siostrę Lucy. Odziedziczyła imię po babci – bardzo odważnej kobiecie o troskliwym sercu. Matką jest Audrey, której status krwi jest nieznany.

##### Lucy Weasley
- Lucy Weasley – ma starszą siostrę Molly. Możliwe, że chodziła do Hogwartu, biorąc pod uwagę fakt, że Percy był na King’s Cross w 2017 roku. Prawdopodobne jest też, że Lucy zaczynała wtedy szkołę.

#### Od George’a i Angeliny

##### Fred Weasley II
- Fred Weasley II (ur. 2004) – został nazwany na cześć zmarłego brata George’a – Freda, który zginął podczas bitwy o Hogwart. Ma młodszą siostrę – Roxanne. Najlepszy przyjaciel Jamesa Syriusza Pottera i Louisa Weasleya.

##### Roxanne Weasley
- Roxanne Weasley – jej starszym bratem jest Fred Weasley II. Jest na tym samym roku ze swoją najlepszą przyjaciółką i kuzynką, Lucy Weasley. Roxanne mieszka z rodzicami i o trzy lata starszym bratem w dużym, zadbanym domu na przedmieściach Londynu. Jest trochę zamknięta w sobie, otwiera się tylko przed najbliższymi przyjaciółmi. Gra w quidditcha, jak jej rodzice. Jej ulubionym zajęciem jest przeglądanie rodzinnych albumów. Urodę odziedziczyła po matce.

### Dom Weasleyów

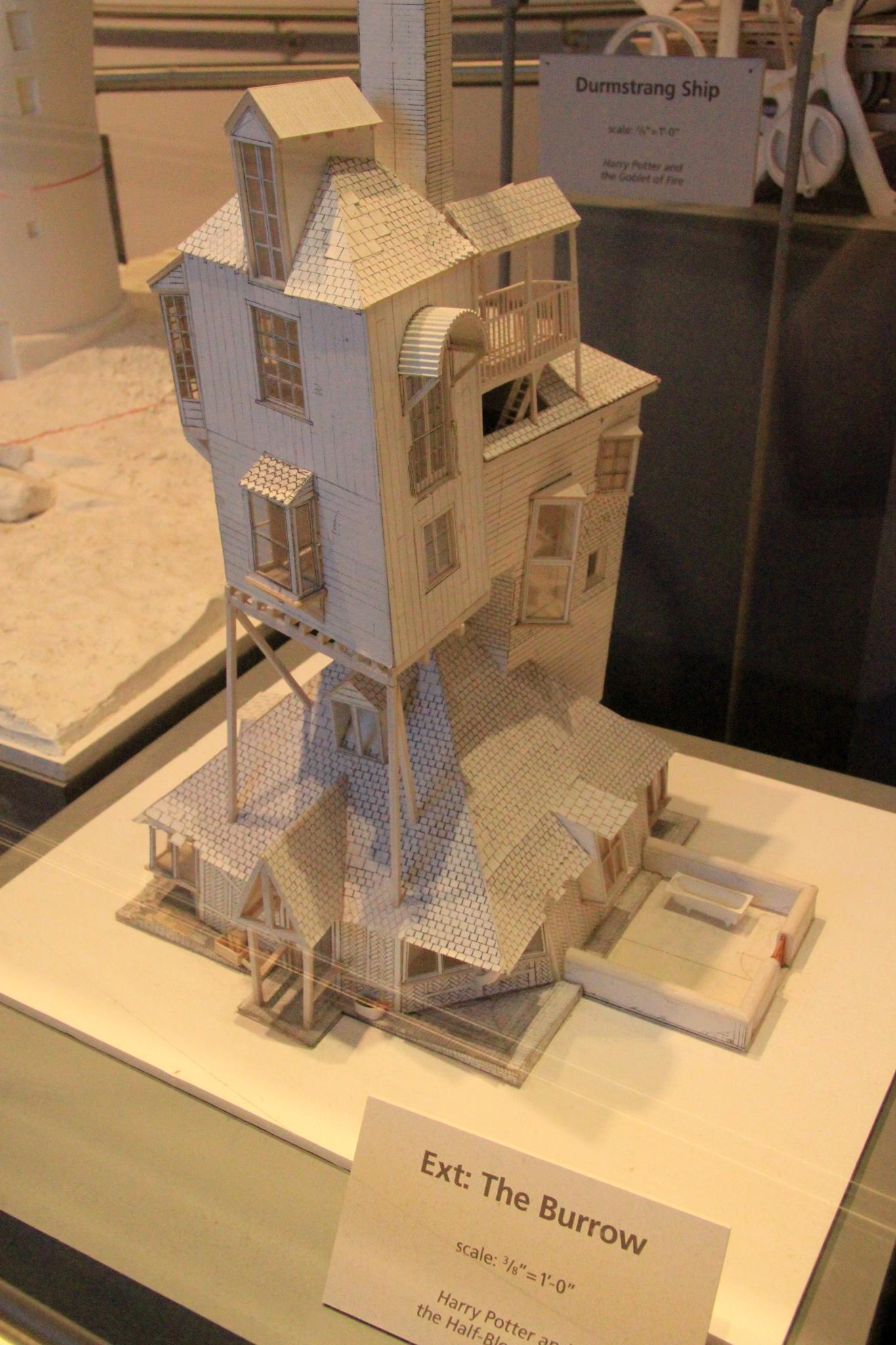
Makieta domu Weasleyów

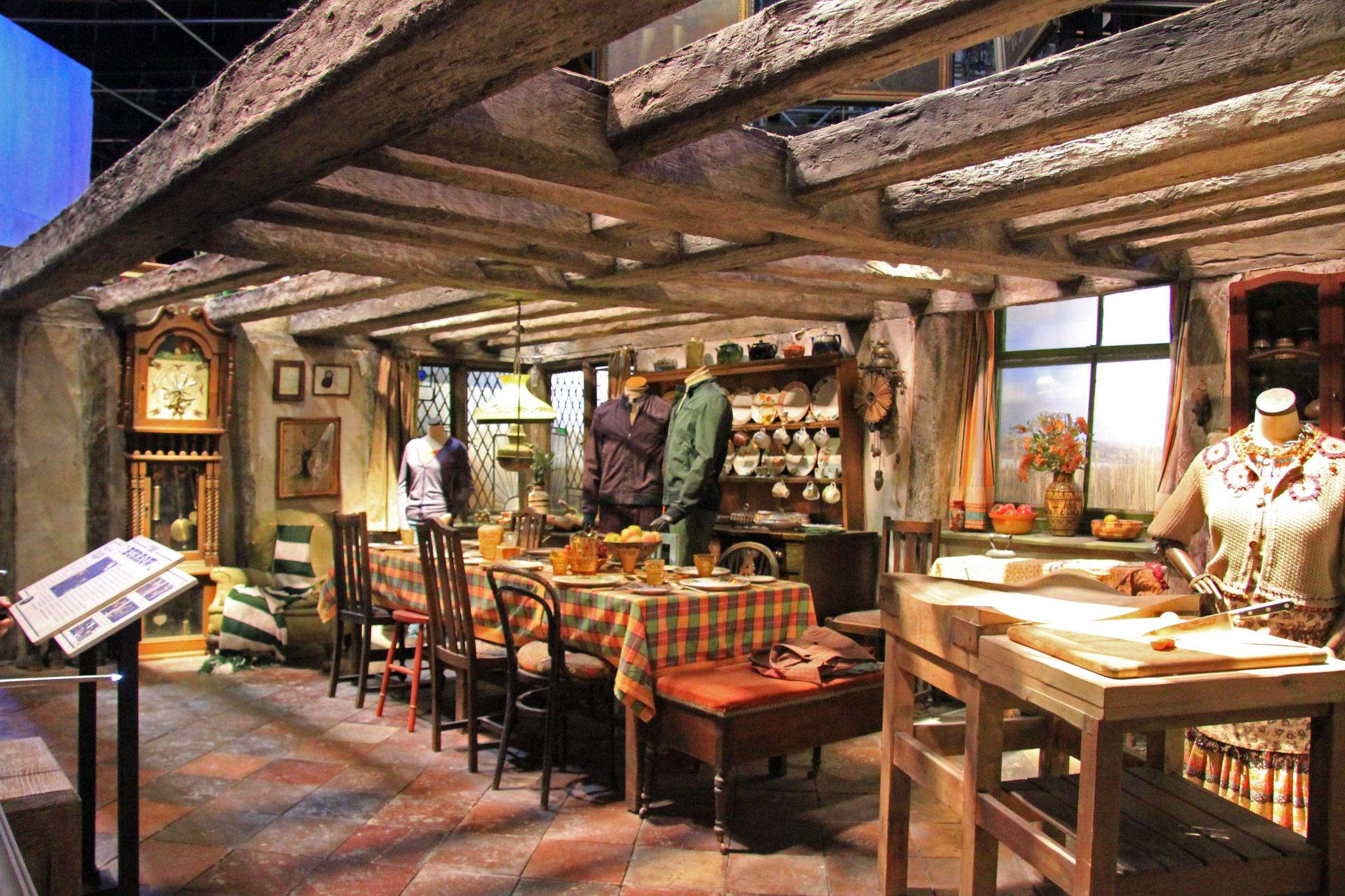
Kuchnia w domu Weasleyów

Nora – dom zamieszkiwany przez rodzinę Weasleyów. Jest położony na południe od wioski Ottery St. Cachpole (nad rzeką Ottery w Devonie). Najprawdopodobniej składa się z pięciu pięter, a ich układ jest tak rozmieszczony, aby dom mógł utrzymać się w pionie.
Pomieszczenia znajdujące się w Norze:
- Kuchnia – dość duże pomieszczenie, którego centrum stanowią drewniany stół i krzesła. Na kamiennym kominku ustawione są rządkiem książki kucharskie własności pani Weasley, a na ścianie wisi magiczny zegar posiadający dziewięć wskazówek z imionami wszystkich członków rodziny i wskazujący, gdzie lub w jakiej sytuacji znajduje się obecnie każdy z nich.
- Pokój Rona – średnich rozmiarów pomieszczenie znajdujące się na najwyższym piętrze. Jak przypuszczał Ron, gdzieś nad nim musiał znajdować się Ghul, który bębnił w rury, gdy wydawało mu się, że w domu jest za cicho. Ściany w pokoju są powyklejane plakatami i wszystkim, co związane z Armatami z Chudley, czyli ulubioną drużyną quidditcha Rona. W pokoju znajdują się m.in. samotasujące się karty, czarodziejskie szachy i wiele innych przedmiotów, o których mugolskie dzieci mogłyby tylko pomarzyć. Na drzwiach widnieje napis: Pokój Ronalda.
- Pokój Percy’ego – małe pomieszczenie położone na drugim piętrze. Okno wychodzi na ogród, co z pewnością pomogło właścicielowi w pisaniu listów miłosnych do swojej dziewczyny – Penelopy Clearwater. Gdy Percy skończył Hogwart rozpoczął pracę w Ministerstwie Magii, jako pomocnik pana Croucha i właśnie w tym pokoju pisywał długie raporty do pracy. Wkrótce jednak pokłócił się z rodziną i wyprowadził z domu.
- Pokój Freda i George’a – pokój leżący blisko pokoju Rona, w którym w czasie swego pobytu u Weasleyów, Harry nocował. Jego właściciele opuścili go, gdyż teraz sypiają w pokoju nad swoim sklepem Magiczne Dowcipy Weasleyów. Kiedyś robili tu różne magiczne doświadczenia, więc często można było usłyszeć wybuchy i dziwne odgłosy. Na drzwiach widnieje napis: Pokój Feorge’a i Greda (jest to celowa pomyłka w pisowni imion bliźniaków).
- Pokój Ginny – małe pomieszczenie znajdujące się na pierwszym piętrze. Na jednej ścianie wisiał plakat zespołu Fatalne Jędze, a na drugiej zdjęcie Gwenog Jones, kapitana żeńskiej drużyny quidditcha Harpie z Holyhead. Biurko stało przy oknie, przez które widać było sad.
- Ogród – leżąca za domem duża powierzchnia, na której, oprócz chwastów, wysokiej trawy i dziwnych roślin znajduje się również mały staw. Ogród zamieszkiwany jest przez gnomy. W lecie często jada się tu obiady. Tam odbył się ślub Billa i Fleur.
- Stodoła – mały gabinet pana Weasleya, który przechowuje w nim przedmioty stanowiące jego największą pasję – mugolskie wynalazki.
- Salon – dość duże pomieszczenie, które było bardzo zagracone, lecz i tak bardzo przytulne. Znajdował tam się również kredens z Ognistą Whisky. Podczas ślubu nocowali tam pan i pani Weasley.
- Sypialnia Molly Weasley i Artura Weasleya – znajdowała się na czwartym piętrze. Podczas wesela Fleur i Billa, jego rodzice odstąpili swój pokój państwu Delacour.
- Strych – wejście do niego znajdowało się w pokoju Rona. Mieszkał tam Ghul, wykorzystany w 7. tomie by imitować Rona z groszopryszczką.

## Sprzedawcy

### Gregorowicz
Gregorowicz (ang. Gregorovitch) – wytwórca różdżek. Jego różdżkę posiada m.in. Wiktor Krum.
W młodości udało mu się zdobyć Czarną Różdżkę, którą mu później ukradł Gellert Grindelwald oszałamiając go podczas ucieczki. W VII tomie poszukuje go Voldemort, zabijając po drodze wielu ludzi. Gdy go w końcu znajduje, przesłuchuje go przy pomocy zaklęcia Cruciatus i legilimencji. Gdy dowiaduje się, kto ukradł mu Czarną Różdżkę, zabija Gregorowicza zaklęciem Avada Kedavra.

### Garrick Ollivander
Garrick Ollivander – wytwórca i sprzedawca różdżek. Posiada sklep na ulicy Pokątnej. Jest uważany za najlepszego wytwórcę różdżek na świecie. Sklep, który prowadzi, istnieje od 382 roku przed naszą erą i od tego czasu był on przekazywany z pokolenia na pokolenie w rodzinie Ollivanderów. Jego imię zostało ujawnione na stronie Pottermore. Zostało również ujawnione, że jest on żonaty oraz ma syna i córkę (która nie żyje). Niektóre z nazwisk swoich przodków zostały również ujawnione: Geraint Ollivander (przodek), Gerbold Octavius Ollivander (dziadek od strony ojca) i Gervaise Ollivander (ojciec).
Pojawia się w pierwszym tomie, w chwili sprzedawania różdżki Harry’emu Potterowi, występuje też w tomie czwartym jako osoba testująca stan różdżek do Turnieju Trójmagicznego.
W szóstym tomie można się dowiedzieć się, że jego sklep został zamknięty i o jego tajemniczym zniknięciu.
W siódmym tomie okazuje się, że został porwany przez Voldemorta, który chciał dowiedzieć się czegoś o bliźniaczym połączeniu różdżek.

### Madame Rosmerta
Madame Rosmerta – właścicielka i barmanka pubu Pod Trzema Miotłami. Ron Weasley czuł do niej pociąg fizyczny.
W 3. części cyklu Madame rozmawia z Minerwą McGonagall, Rubeusem Hagridem oraz Korneliuszem Knotem, ówczesnym ministrem magii.
W VI części została zaczarowana zaklęciem Imperius, co miało ułatwić zamordowanie ówczesnego dyrektora Hogwartu, Albusa Dumbledore’a. Ma podkręcane, długie blond włosy. Znana jest z tego, że przyciąga uwagę wielu mężczyzn w swoim pubie.

## Pozostałe postacie

### Augusta Longbottom
Augusta Longbottom (nazwisko panieńskie nieznane) – staruszka, jedna z przedstawicielek czarodziejów czystej krwi. Wdowa, teściowa Alicji, matka Franka i groźna babcia dla Nevilla. Każdego roku pani Longbottom przysyłała swojemu roztargnionemu wnukowi przedmioty, których zapomniał zabrać do Szkoły Magii i Czarodziejstwa w Hogwarcie. Charakterystycznym elementem ubioru Augusty był płowy szpiczasty kapelusz, przystrojony wypchanym sępem.
Krótko po upadku Voldemorta, Frank i Alicja w 1981 roku padli ofiarą zaklęcia Cruciatus, rzuconego m.in. przez Bartemiusza Crouch Junior i Bellatrix Lestrange. Stracili zmysły, przez co ich roczny synek Neville trafił pod jej opiekę. W święta Bożego Narodzenia razem z wnukiem odwiedzała syna z synową w szpitalu Świętego Munga.
W 1993 roku – „Harry Potter i więzień Azkabanu” – bogin Neville’a pod postacią Severusa Snape’a przybrał ubranie jego babci po użyciu zaklęcia Riddikulus.
W 1995 roku – „Harry Potter i Zakon Feniksa” – Augusta Longbottom poznała Harry’ego Pottera podczas kolejnych odwiedzin w szpitalu i opowiedziała im, czemu tu są. Wspomagała Albusa Dumbledore i Harry’ego Pottera w ich kampanii nagłaśniającej powrót Lorda Voldemorta. Przestała nawet prenumerować „Proroka Codziennego” ze względu na kłamstwa, jakie wypisywali. Była niezwykle dumna z wnuka, po tym jak uczestniczył w bitwie ze śmierciożercami w Departamencie Tajemnic.
W 1998 roku – „Harry Potter i Insygnia Śmierci” – gdy Neville Longbottom zaczął stawiać opór reżimowi Alecto i Amycusa Carrowów w Hogwarcie, Dawlish został wysłany do Augusty, aby pojąć ją jako zakładnika, by złamać Neville’a. Ministerstwo uważało, iż staruszka nie da sobie rady z aurorem, ale obezwładniła go tak, że został przewieziony do Św. Munga. Matka Franka także brała udział w drugiej bitwie o Hogwart, którą przeżyła.

### Bathilda Bagshot
Bathilda Bagshot – bardzo stara historyczka, autorka słynnej książki Historia magii. Przez wiele lat mieszkała w Dolinie Godryka, gdzie poznała się z Albusem Dumbledorem i jego rodziną. Znała również mieszkającą tam przez pewien czas rodzinę Potterów.
W VII tomie książki okazuje się, że Bathilda zostaje zabita prawdopodobnie w sierpniu przez Lorda Voldemorta. W jej ciele Czarny Pan ukrył swojego ukochanego węża Nagini, który miał w ten sposób zamaskowany, czekać na Harry’ego Pottera. Gdy Harry wraz z Hermioną Granger przybyli na spotkanie ze staruszką, wąż opuścił ciało Bathildy i zaatakował. Harry’emu i Hermionie udało się uciec w ostatniej chwili. W książce można się dowiedzieć się również, że Rita Skeeter wykorzystała starszą panią jako główne źródło informacji do swojej książki zatytułowanej Życie i kłamstwa Albusa Dumbledore’a. Okazuje się też, że Bagshot była cioteczną babką Gellerta Grindelwalda.

### Enid i Algie Longbottom
Enid i Algie Longbottom – szwagierka oraz szwagier Augusty oraz wujostwo dla Franka i Alicji Longbottom. Jedni z przedstawicieli czarodziejów czystej krwi. Wspomniani tylko przez Neville’a w „Kamieniu Filozoficznym” oraz „Zakonie Feniksa”.
Algie próbował w młodości udowodnić, że Neville jest czarodziejem. Raz niemal utopił bratanka na końcu mola w Blackpool. Inny incydent odbył się w 1989 roku, gdy przybył do rodziny na herbatkę, a skończyło się na tym, że Neville wisiał za oknem uczepiony za kostkę u nogi. Algie trzymał go mocno, dopóki jego żona Enid nie zaproponowała mu bezy i wtedy puścił Neville’a. Młody Longbottom odbił się jednak od ziemi i udowodnił, że jest czarodziejem ku wielkiej radości rodziny. Augusta popłakała się ze szczęścia.
W 1991 roku to Algie podarował Neville’owi ropuchę Teodorę, za to, że dostał się do Hogwartu.
W 1995 roku przesłał chłopcu roślinę Mimbulus Mimbletonia z Asyrii, wybuchającą lepkim płynem o przykrym zapachu po przekłuciu bąbli.

### Nicolas Flamel
Nicolas Flamel – jego pierwowzorem był prawdziwy francuski alchemik Nicolas Flamel.
Mimo że odgrywa pewną rolę w I tomie, nigdy się nie pojawia osobiście. Według książek o Harrym Potterze Flamel jest jedynym znanym twórcą Kamienia Filozofów, dzięki któremu on i jego żona Perenella żyli ponad sześć wieków. Flamel pracował razem z Albusem Dumbledorem, jednak biorąc pod uwagę, że kamień filozoficzny już istnieje, nie jest jasne nad czym.
Zdobycie kamienia stworzonego przez Flamela było celem Lorda Voldemorta, gdy opętał Profesora Quirrella, więc Dumbledore przeniósł kamień z Banku Gringotta do Hogwartu. Quirrell rozpracował jak pokonać część zaklęć strzegących kamienia, ale Harry, Ron i Hermiona domyślili się, że ktoś chce go ukraść, choć myśleli, że jest to Severus Snape, ich nauczyciel eliksirów. Kamień Filozoficzny został zniszczony pod koniec książki. Dumbledore powiedział wtedy, iż Flamel ma wystarczająco dużo eliksiru życia, aby zakończyć wszystkie swoje sprawy, ale zaznaczył też, że potem umrze.

### Gellert Grindelwald
Gellert Grindelwald (ur. 1883, zm. 1998) – postać fikcyjna występująca w serii książek o Harrym Potterze autorstwa angielskiej pisarki Joanne K. Rowling.
Jest on czarnoksiężnikiem znajdującym się na drugim miejscu na liście Najniebezpieczniejszych Czarnoksiężników Wszech Czasów (zaraz za Lordem Voldemortem), choć podobno u szczytu swej potęgi władał mocami, o których Czarny Pan mógł tylko marzyć. Imię Grindelwalda jest dobrze znane w świecie czarodziejów. Pierwszy raz spotykamy się z jego nazwiskiem na odwrocie karty kolekcjonerskiej z Albusem Dumbledorem, którą Harry znalazł w pudełku po Czekoladowej Żabie. Czytamy tam, że Dumbledore pokonał Grindelwalda w 1945 roku.
Grindelwald uczęszczał do Durmstrangu, z którego został wyrzucony na szóstym roku za prowadzenie niebezpiecznych eksperymentów, które o mało co nie skończyły się śmiercią kilku uczniów tej szkoły. Przed opuszczeniem Durmstrangu Grindelwald umieścił na jednej ze ścian symbol Insygniów Śmierci (pionowa linia i koło wewnątrz trójkąta równobocznego). Później Gellert zamieszkał ze swoją krewną Bathildą Bagshot w Dolinie Godryka, gdzie po raz pierwszy spotkał Dumbledore’a. W 7 tomie można się dowiedzieć się, że Grindelwald udał się do Doliny Godryka, aby zbadać grób trzeciego z braci Peverell (Ignotusa) – pierwszego właściciela peleryny Niewidki. Gellert zawarł bliską przyjaźń z Albusem, zaczęli planować stworzenie nowego porządku świata, w którym czarodzieje rządziliby światem „dla większego dobra”. Chcieli oni także wspólnie szukać Insygniów.
Jednakże Aberforth, młodszy brat Albusa, nie zgadzał się na te plany, gdyż bał się, że wiedzeni wielkimi ambicjami, zostawią oni samą niepełnosprawną siostrę Albusa, Arianę. Grindelwald oskarżał Aberfortha o to, że jest ślepy i twierdził, iż nie trzeba będzie ukrywać Ariany, gdy czarodzieje zapanują nad światem. Punktem kulminacyjnym sporu była bitwa pomiędzy Aberforthem, Albusem i Gellertem, w której jeden z nich przypadkiem zabił Arianę. Grindelwald uciekł, bojąc się kary. Wtedy Albus zerwał przyjaźń z nim.
Grindelwaldowi udało się zdobyć jedno z Insygniów – Czarną Różdżkę. Został on mistrzem tej legendarnej różdżki, kradnąc ją jej poprzedniemu właścicielowi – wytwórcy różdżek Gregorowiczowi. Dzięki mocy tej różdżki Grindelwald zabił wiele osób, co mocno dotknęło wielu studentów Durmstrangu, np. Wiktora Kruma, którego dziadek został zabity przez Gellerta. W wyniku tego w szkole nie jest zbyt dobrze przyjmowane nic, co jest związane z tym czarnoksiężnikiem (także symbol Insygniów Śmierci).
Dumbledore przez wiele lat odkładał ponowne spotkanie z Gellertem, gdyż bał się stanąć twarz w twarz z faktem śmierci siostry oraz tego, że to on mógł być tym, który ją przypadkowo zabił. Obaj czarodzieje byli bardzo inteligentni i uzdolnieni, a ci, którzy widzieli ich pojedynek, twierdzą, że żaden inny nie mógłby się z nim równać. Grindelwald, który posiadał wtedy uważaną za niezwyciężoną Czarną Różdżkę, przegrał z Dumbledorem.
Po tryumfie Albusa, pokonany Gellert został uwięziony w najwyższej celi Nurmengardu – więzienia, które sam zbudował dla swoich wrogów. Grindelwald przebywał tam aż do wydarzeń z 7 tomu, gdy Voldemort przybywa do Nurmengardu, szukając Czarnej Różdżki. Gellert, który nie boi się Voldemorta, mówi, że nigdy jej nie posiadał. Czarny Pan w napadzie furii zabija go. W rozdziale King’s Cross, Harry sugeruje Dumbledore’owi, że Grindelwald mógł skłamać, aby Voldemort nie włamał się do grobu Albusa, gdzie znajdowała się Czarna Różdżka. Dumbledore mówi, że pod koniec życia Grindelwald miał wyrzuty sumienia z powodu tego, co zrobił w przeszłości.

### Wiktor Krum
Wiktor Krum – gra dla bułgarskiej reprezentacji narodowej quidditcha na pozycji szukającego (jest najlepszym szukającym na świecie). Uczy się w Durmstrangu (szkole magii, która znana jest z tego, że naucza się w niej Czarnej Magii). Szkołę tę reprezentował na Turnieju Trójmagicznym.
Czwarty tom
Podczas pobytu w Hogwarcie zakolegował się, a potem zakochał w Hermionie. Jest idolem nastolatek i nastolatków na całym świecie. Milczący, zamknięty w sobie, silny, dobrze zbudowany, utalentowany, miły mężczyzna ze złamanym nosem. Podczas balu jego partnerką była Hermiona. Wychowanek byłego śmierciożercy i dyrektora Durmstrangu Igora Karkarowa. Podczas ostatniego, trzeciego zadania został zaczarowany Imperiusem przez Bartemiusza Croucha Juniora podszywającego się pod profesora Moody, Bartemiusza Croucha Juniora. Dlatego z rozkazu Bartemiusza zaatakował Cedrika i Fleur.
Siódmy tom
Został zaproszony przez Fleur Delacour na jej ślub z Billem Weasleyem. Na weselu interesował się Hermioną, a później Ginny, czym wzbudził zazdrość Rona i Harry’ego. W rozmowie z Potterem zamienionym dzięki Eliksirowi Wielosokowemu w kuzyna Weasleyów, Barny’ego dzielił się spostrzeżeniami na temat Ksenofiliusa Lovegood. Twierdził, że symbol, który Ksenofilius ma zawieszony na szyi, jest symbolem czarnoksiężnika Gellerta Grindelwalda, później wdał się w kłótnię z Lovegoodem na ten temat.
W filmie w jego rolę wciela się Stanislav Ianevski.
Różdżka: Grab i włókno ze smoczego serca. Dziesięć i dziewięć cala. Grubsza niż zazwyczaj się spotyka, sztywna. Wyprodukowana przez Gregorowicza.

### Ted Remus Lupin
Ted Remus „Teddy” Lupin – syn Remusa i Nimfadory Lupin, postać fikcyjna pojawiająca się w ostatniej książce z serii o Harrym Potterze. Urodzony wiosną 1998 roku, niedługo przed bitwą o Hogwart, w której zginęli jego rodzice. Jest chrześniakiem Harry’ego Pottera. Po śmierci rodziców wychowywała go babcia Andromeda Tonks, lecz często zajmował się nim Harry i inni członkowie Zakonu Feniksa. Dostał imię po swoim dziadku, który został zabity przez szmalcowników. Ted, podobnie jak jego matka, jest metamorfomagiem (zaraz po urodzeniu zmieniał swój kolor włosów), ale nie jest, tak jak obawiał się jego ojciec, wilkołakiem. W epilogu VII tomu można się dowiedzieć się, że był zakochany w Victoire Weasley i całował się z nią.

### Scorpius Malfoy
Scorpius Hyperion Malfoy (ur. 2003) – syn Dracona Malfoya i Astorii Greengrass. W 7 części w epilogu przygód Harry’ego Pottera po raz pierwszy udaje się do Hogwartu.

### Olimpia Maxime
Olimpia Maxime (org. Olympe Maxime) – dyrektorka Akademii Magii Beauxbatons – jednej z 3 największych szkół dla czarodziei w Europie. Jest półolbrzymką, choć na początku nie chciała się do tego przyznać. Bardzo spodobała się Rubeusowi Hagridowi.
W piątym tomie wyrusza razem z nim w podróż w góry, gdzie muszą przekonać olbrzymów, aby stanęli po stronie Dumbledore’a, zanim zrobią to śmierciożercy, co się im jednak nie udaje. Po ich stronie staje tylko Graup – przyrodni brat Hagrida.

### Eileen Snape z domu Prince
Eileen Snape z domu Prince – dawna przewodnicząca Klubu Gargulkowego w Hogwarcie. Poślubiła mugola Tobiasza Snape’a i urodziła syna Severusa, mistrza eliksirów w Hogwarcie. Była czystej krwi. Ze wspomnień Snape’a w Zakonie Feniksa dowiedzieliśmy się, że Tobiasz znęcał się nad żoną.
Hermiona Granger znalazła artykuł o Eileen i podsunęła Harry’emu myśl, że to ona mogła być tajemniczym Księciem Półkrwi.

### Chefsiba Smith
(...) nieprawdopodobnie grubej, starej damy, wystrojonej w kunsztowną perukę o imbirowym kolorze i odzianej w olśniewającą, wymyślną różową szatę, falującą na wszystkich krągłościach właścicielki. Wszystko to nadawało jej wygląd topniejącego tortu lodowego.

Chefsiba Smith – pojawia się w książce Harry Potter i Książę Półkrwi we wspomnieniu, które zdobył Dumbledore, wraz ze skrzatką Bujdką. W tym wspomnieniu pojawia się również Voldemort, jeszcze jako świeżo upieczony absolwent Hogwartu – Tom Marvolo Riddle, pracujący u Borgina i Burkesa. Jemu to Chefsiba Smith pokazała medalion Slytherina i czarę Helgi Hufflepuff. Zmarła dwa dni później w niewyjaśniony sposób. Bujdka, jej skrzatka domowa, została skazana przez Ministerstwo za przypadkowe otrucie swojej pani wieczornym kakao.

### Delphi Diggory
Delphini Diggory (ur. 1998) – pojawiła się w sztuce teatralnej i książce Harry Potter i Przeklęte Dziecko. Córka Lorda Voldemorta oraz Bellatrix Lestrange, która podała się za bratanicę Amosa Diggory i kuzynkę Cedrika Diggory. W 2020 roku wraz z Albusem Severusem Potterem oraz Scorpiusem Malfoyem wykradła z Ministerstwa Magii zmieniacz czasu by udać się do 1995 roku i uratować swojego kuzyna Cedrika przed śmiercią. Pod koniec książki okazało się kim jest naprawdę. Została zesłana do Azkabanu za zabójstwo Craiga Bowkera oraz próbę przywrócenia do życia swojego ojca.

## Fatalne Jędze
Fatalne Jędze (ang. The Weird Sisters) – fikcyjny zespół z serii. Są bardzo popularne w świecie czarodziejów. Jednym z wielu fanów tego zespołu była Nimfadora Tonks.
Ich instrumentarium składało się przede wszystkim z:
- perkusji
- gitar
- wiolonczeli
- lutni
- kontrabasu.

Znani członkowie zespołu:
- Heathcote Barbary – gitara
- Kirley Duke – gitara
- Gideon Crumb – dudy
- Merton Graves – wiolonczela
- Orsino Thruston – perkusja
- Donaghan Tremlett – kontrabas
- Myron Wagtail – wokal
- Herman Wintringham – lutnia.

## Inferiusy
Inferiusy to martwi czarodzieje, ożywione przez czarnoksiężnika za pomocą czarnej magii.
Jako stworzenia ciemności, inferiusy bały się światła i ciepła. W walce z nimi, skutecznymi zaklęciami były te, które przywoływały ogień. Nie działały na nie zaklęcia zadawania śmierci (Avada Kedavra), bólu (Cruciatus) czy wykrwawienia się (Sectumsempra).
Gellert Grindelwald pożądał Kamienia wskrzeszenia, by stworzyć armię inferiusów, jak to wspomniano w siódmym tomie książki (rozdział 35).
Przed i w trakcie pierwszej wojny czarodziejów Lord Voldemort stworzył wielką armię inferiusow z osób, które znikały w tajemniczych okolicznościach z Ministerstwa Magii oraz mugoli, którzy mieli nieszczęście go spotkać. Umieścił ich w jaskini, gdzie przechowywał jeden ze swych Horkruksów. W 1979 roku Regulus Black został jednym z Inferusów, chcąc podkopać potęgę Voldemorta, swego pana.
Kilkanaście lat po upadku Voldemorta, gdy powrócił i wybuchła druga wojna czarodziejów, Ministerstwo Magii zaczęło ostrzegać o możliwości ponownego użycia inferiusów przez siły ciemności. W związku z czym Severus Snape zaczął nauczać o nich w Hogwarcie. Mundungus Fletcher został aresztowany i zesłany do Azkabanu za podszywanie się pod inferiusa, co zostało wspomniane przez Snape’a w tomie szóstym. W tym samym tomie Harry Potter i Albus Dumbledore stawili czoła armii inferiusów, gdy odzyskali Medalion Salazara Slytherina. Lasso z ognia, wyczarowane przez dyrektora Hogwartu, ocaliło życie „Wybrańcowi” i jemu samemu. Inferiusy nie uczestniczyły w bitwie o Hogwart, bo nie mogły być przetransportowane do szkoły, lub Harry nie odnotował ich obecności. Nie jest wiadome, co stało się z nimi po definitywnej śmierci Voldemorta.

## Postacie występujące wyłącznie w filmach

### Nigel Wolpert
Nigel Wolpert – chłopiec uczęszczający do Hogwartu, który rozpoczął naukę w 1994 roku. Należy do Gryffindoru.
Nigel pojawia się w filmie Harry Potter i Czara Ognia. Podziwia gości z Beauxbatons i Durmstangu oraz daje Ronowi szatę wyjściową na Bal Bożonarodzeniowy. Chłopiec o niebieskich oczach i blond włosach. Zapalony fan Harry’ego Pottera. W filmie Harry Potter i Zakon Feniksa pojawia się na spotkaniach Gwardii Dumbledore’a i w Gospodzie pod Świńskim Łbem na spotkaniu przyszłych członków GD.